# Architektur in Essen

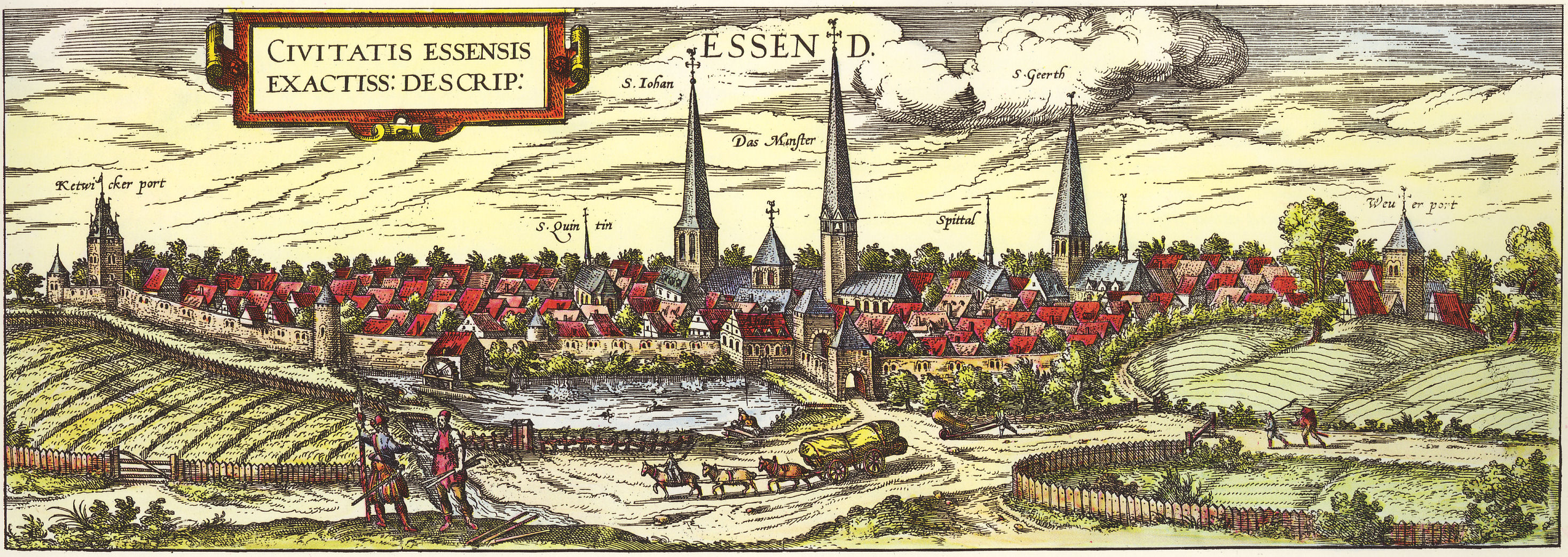
Essen, 1572

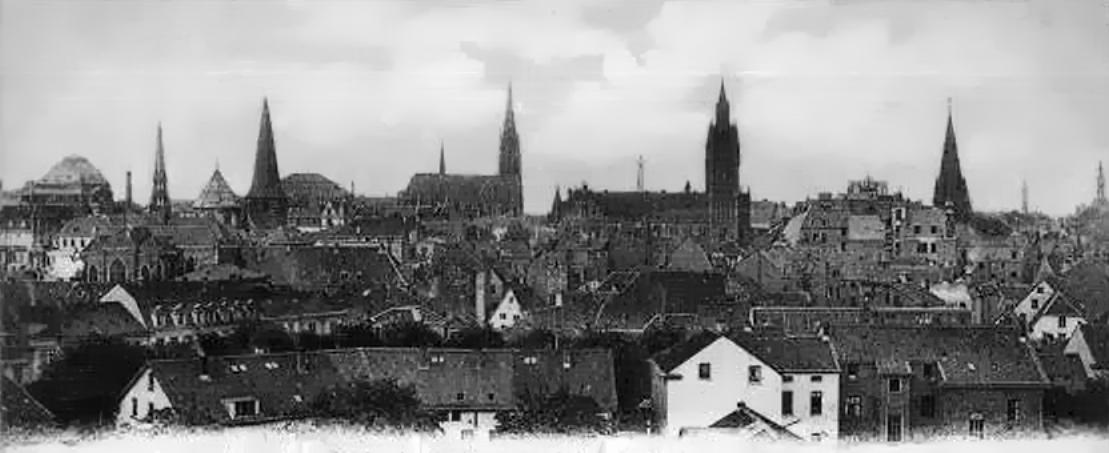
Essen, 1898

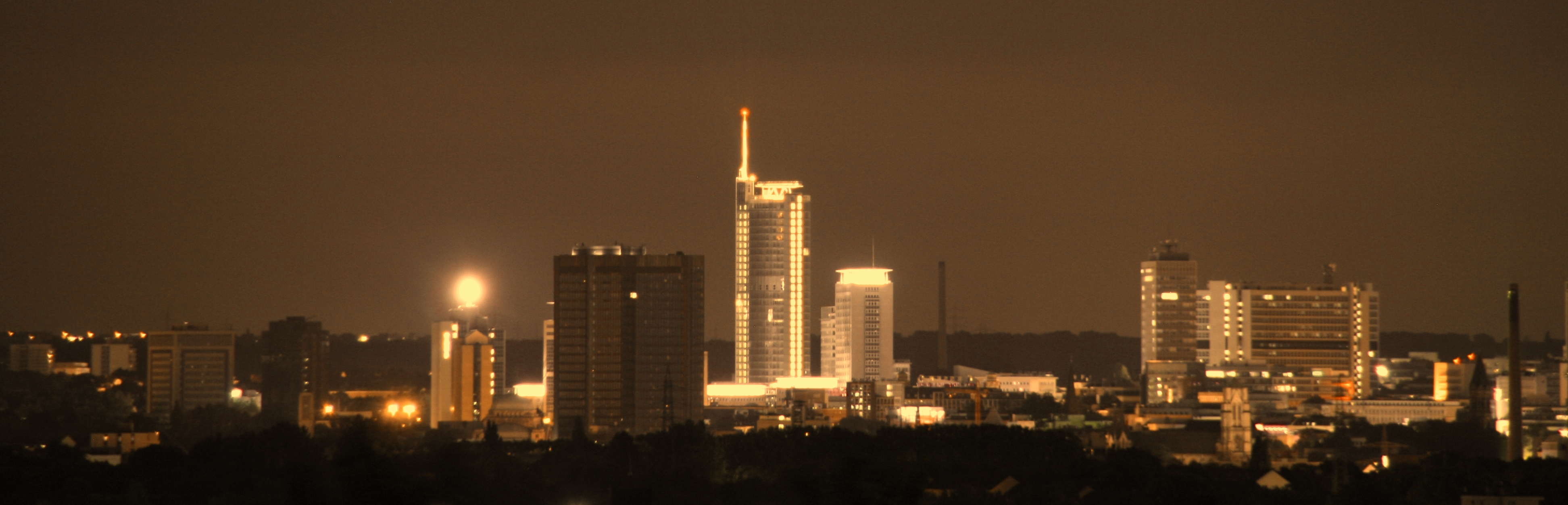
Essen, heute

Der Artikel Architektur in Essen beschreibt die Architektur in den unterschiedlichen Epochen der über 1000-jährigen Geschichte der Stadt. Essen geht auf das 845 gegründete Damenstift Essen am Burgplatz zurück. Neben dem Stift Essen gab es das von Liudger um 800 gegründete Kloster Werden. Im 14. Jahrhundert wurde Essen von Kaiser Karl IV. zur freien Reichsstadt erhoben. Ab 1900 wurden in Essen Leistungen erbracht, die an „Bedeutung den Entwicklungen in den bekannten Metropolen Berlin, München und Hamburg zur gleichen Zeit nicht nachstanden.“
In den ersten Jahrzehnten des 20. Jahrhunderts war die wachsende Industriestadt Essen, die „viertgrößte Stadt des Königreichs Preußens.“
Nachdem 1924 der alte Essener Oberbürgermeister Hans Luther durch Franz Bracht abgelöst wurde und 1925 ein Wirtschaftsaufschwung einsetzte, wurde im Rahmen einer „längst überfälligen Innenstadterneuerung“ die am Burgplatz befindlichen „Kurien“ des Damenstiftes durch Ernst Bodes Baedekerhaus und Blum-Haus ersetzt.
1930 bildeten Weltwirtschaftskrise und Notverordnungen der Reichsregierung den Grund für ein „abruptes Ende der regen Bautätigkeit“.
In den 1990er Jahren wurden „wichtige Meisterleistungen der frühen Moderne“ abgerissen, obwohl es seit 1980 ein Landes-Denkmalschutzgesetz gab.

## Vorromanik
Das Oktogon des Essener Münsters ist vorromanisch. Ebenfalls in diese Epoche einzuordnen ist die einst dreischiffige Saalkirche St. Clemens in Werden aus der Mitte des 10. Jahrhunderts. Sie lag innerhalb einer Ringwallanlage aus dem 9.–11. Jahrhundert, wurde 1817 abgerissen und ihre Fundamente später freigelegt. Seit 1986 ist sie ein Bodendenkmal. Das etwa aus dem 10. Jahrhundert stammende Westwerk der St.-Ludgerus-Kirche in Werden gehört ebenfalls der Vorromanik an.

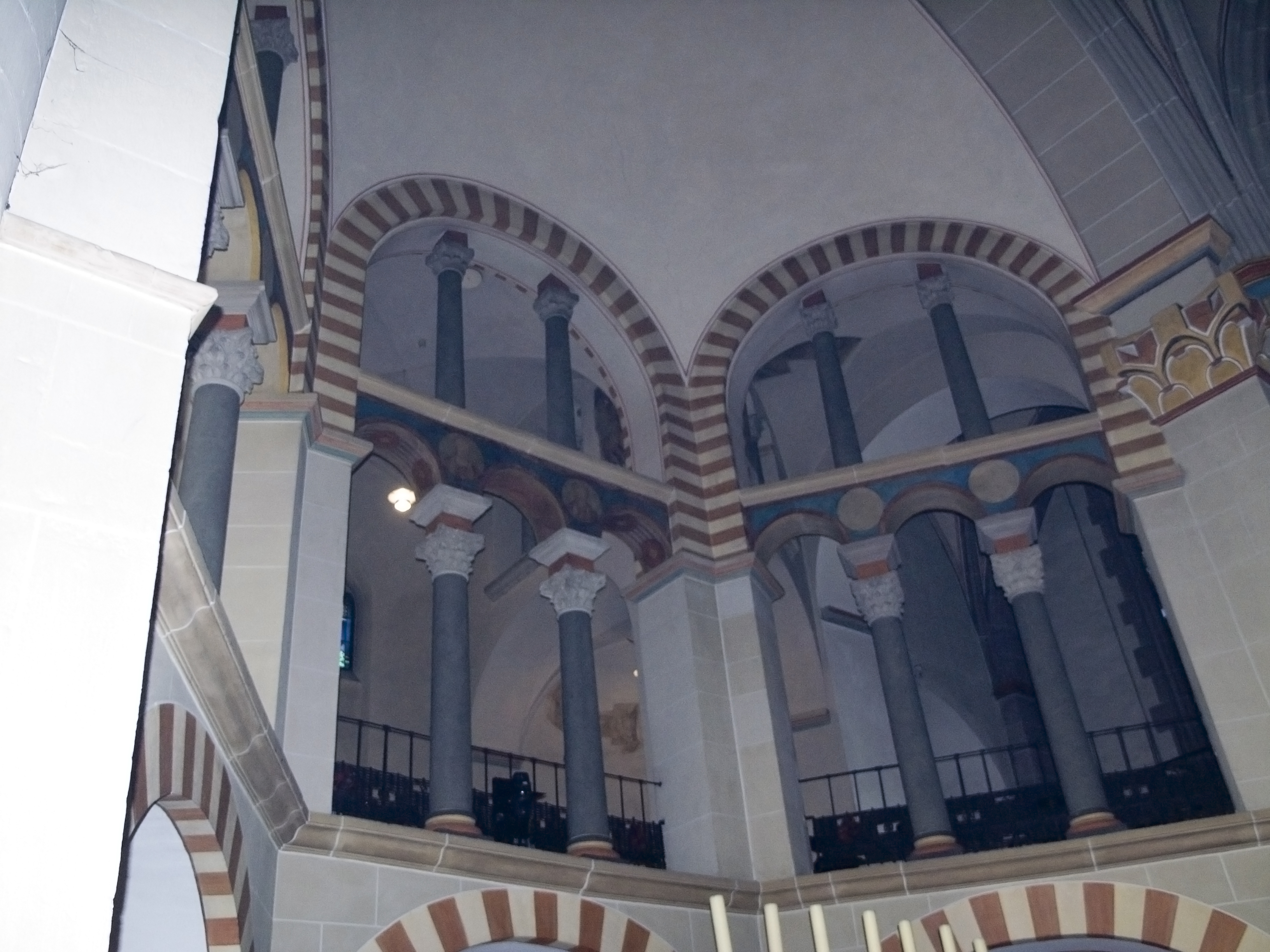
Essener Münster, vorromanisches Oktogon
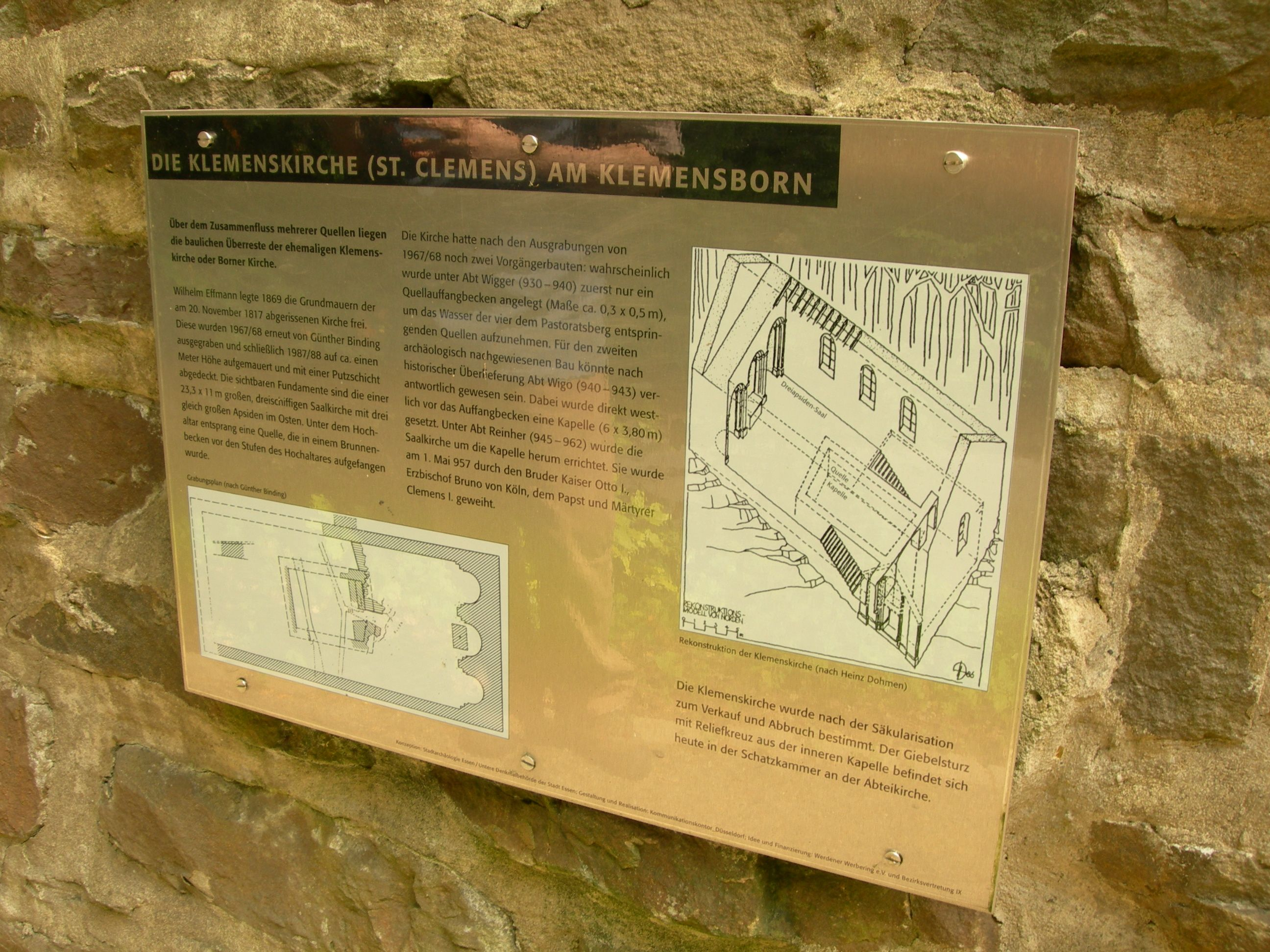
Gedenktafel zu St. Clemens in Werden

## Romanik
Der Stenshofturm, auch Romanisches Haus genannt, befindet sich heute auf dem Gelände des Grugaparks. Es handelt sich um einen mittelalterlichen Wohnturm aus der ersten Hälfte des 12. Jahrhunderts. Damit ist er der älteste, erhaltene Profanbau in Essen.
Nach Brand in der St.-Ludgerus-Kirche in Werden im Jahre 1256 wurde sie als dreischiffige Basilika im romanischen Stil neugestaltet. Die ebenfalls in Werden befindliche St.-Lucius-Kirche wird heute der Romanik zugeschrieben.
Die Essener Marktkirche war im Kern romanisch. Im Stil der Romanik war das Mittelschiff mit dem eingebauten Westturm und teilweise das nördliche Seitenschiff erbaut, das letztere wurde jedoch im 15. Jahrhundert verändert. Der romanische Kirchturm ruhte auf schweren Mauern. In der Turmhalle befand sich ein Kreuzgratgewölbe, in der Ecke waren kleine Eckpfeiler mit Kämpfern. Die romanische Turmhalle war nur durch eine Öffnung – ein niedriger Rundbogen – mit dem Mittelschiff verbunden. Die Pfeiler des romanischen Baues waren früher durch zwei durcheinandergeschobene Rechtecke mit in die Ecken gestellten Diensten gebildet. Der Kirchturm war fünfstöckig und zeigte im obersten Stockwerk auf jeder Seite vier durch Vertikallisenen getrennte und Rundbogenfriese geschlossene Blenden. Die mittleren waren mit Rundbogenfenster ausgestattet.
Die Stiftskirche Maria in der Not in Stoppenberg wurde von der Äbtissin Swanhild gegründet. Der Bau ist eine romanische, dreischiffige Pfeilerbasilika aus Ruhrsandstein. Sie wurde Mitte des 12. Jahrhunderts fertiggestellt.
Im 13. Jahrhundert wurden auch verschiedene Burgen erbaut, Burg Altendorf, Burg Luttelnau und Neue Isenburg.

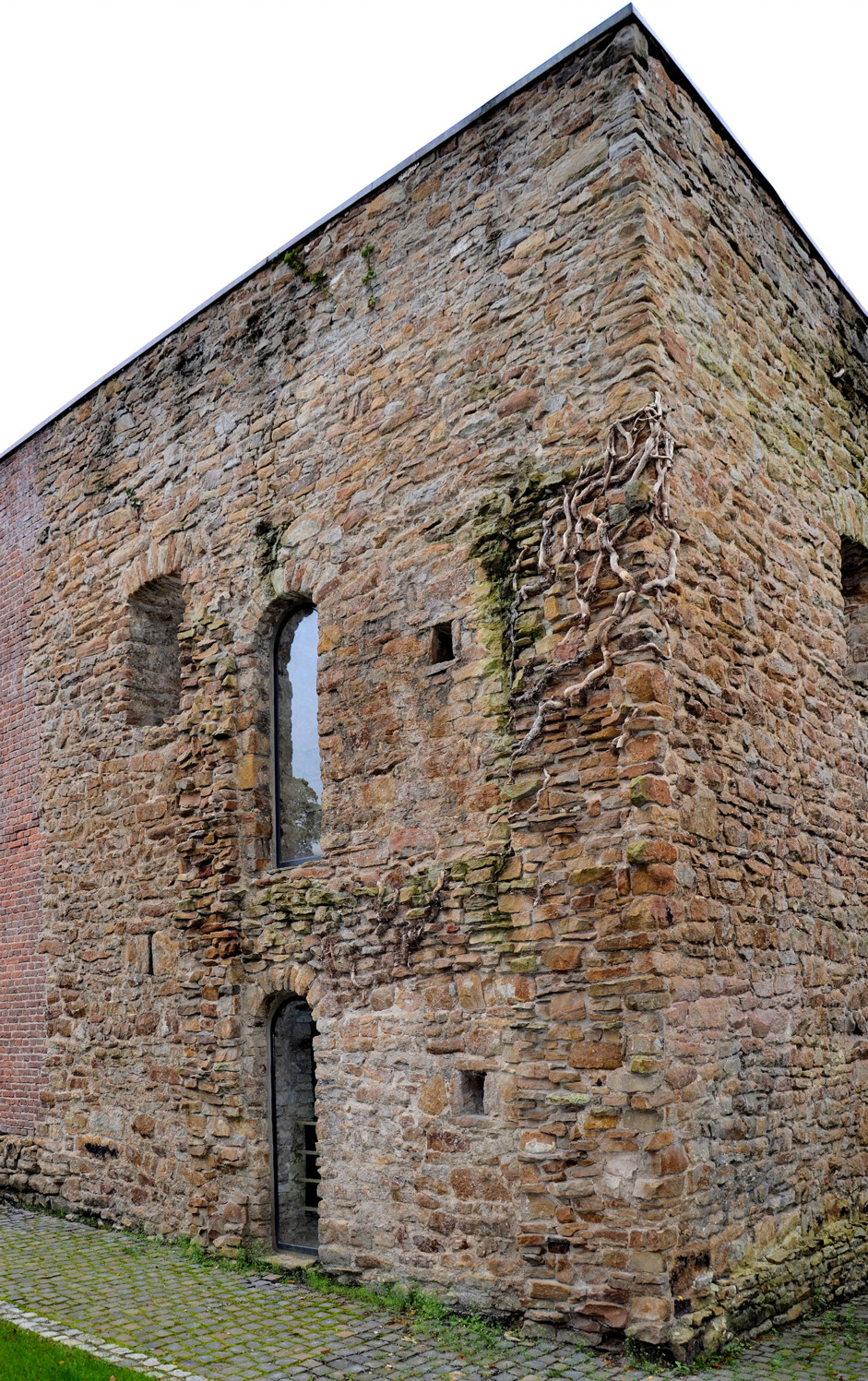
Romanisches Haus
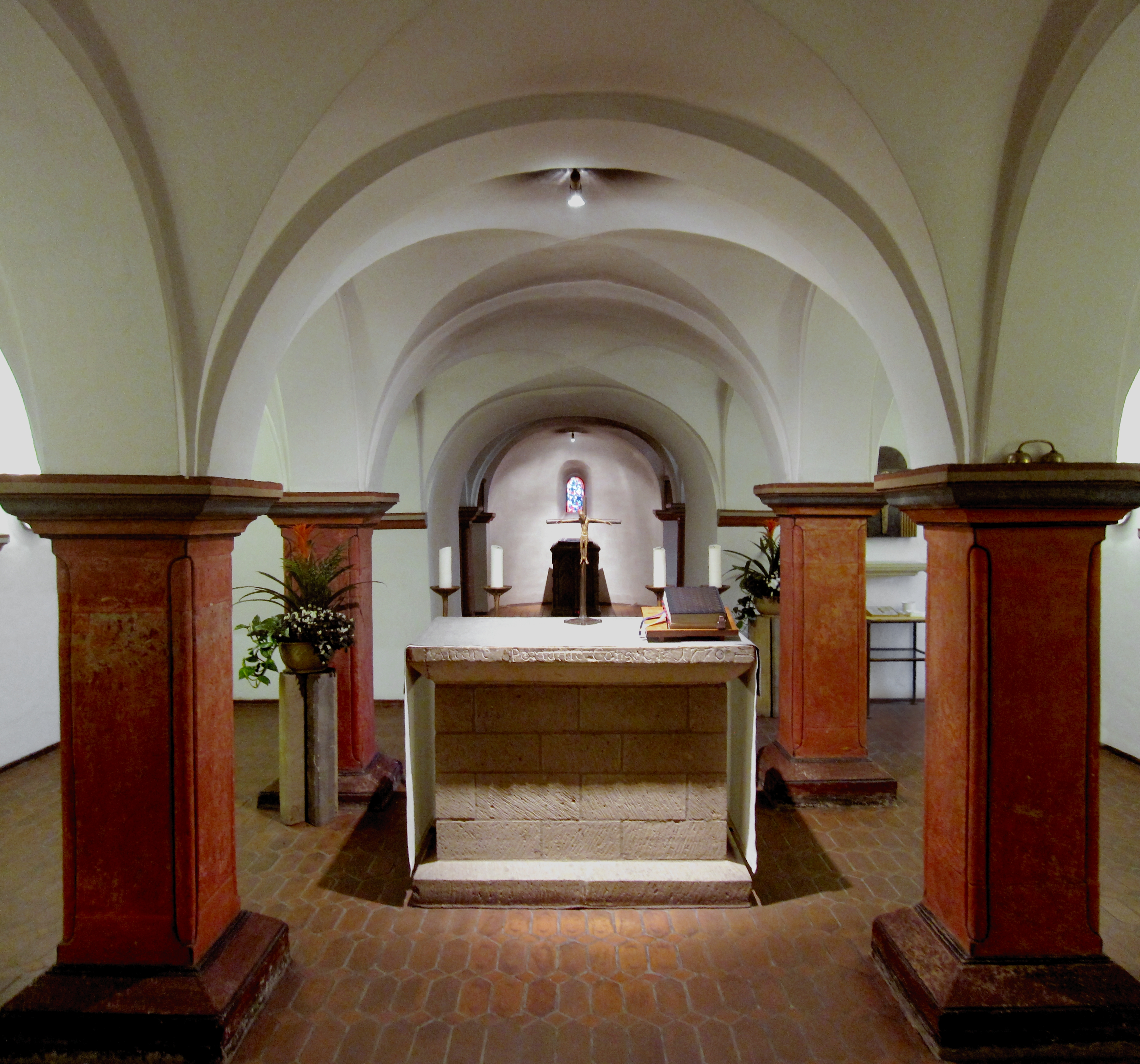
Romanische Krypta der Theophanu im Essener Münster
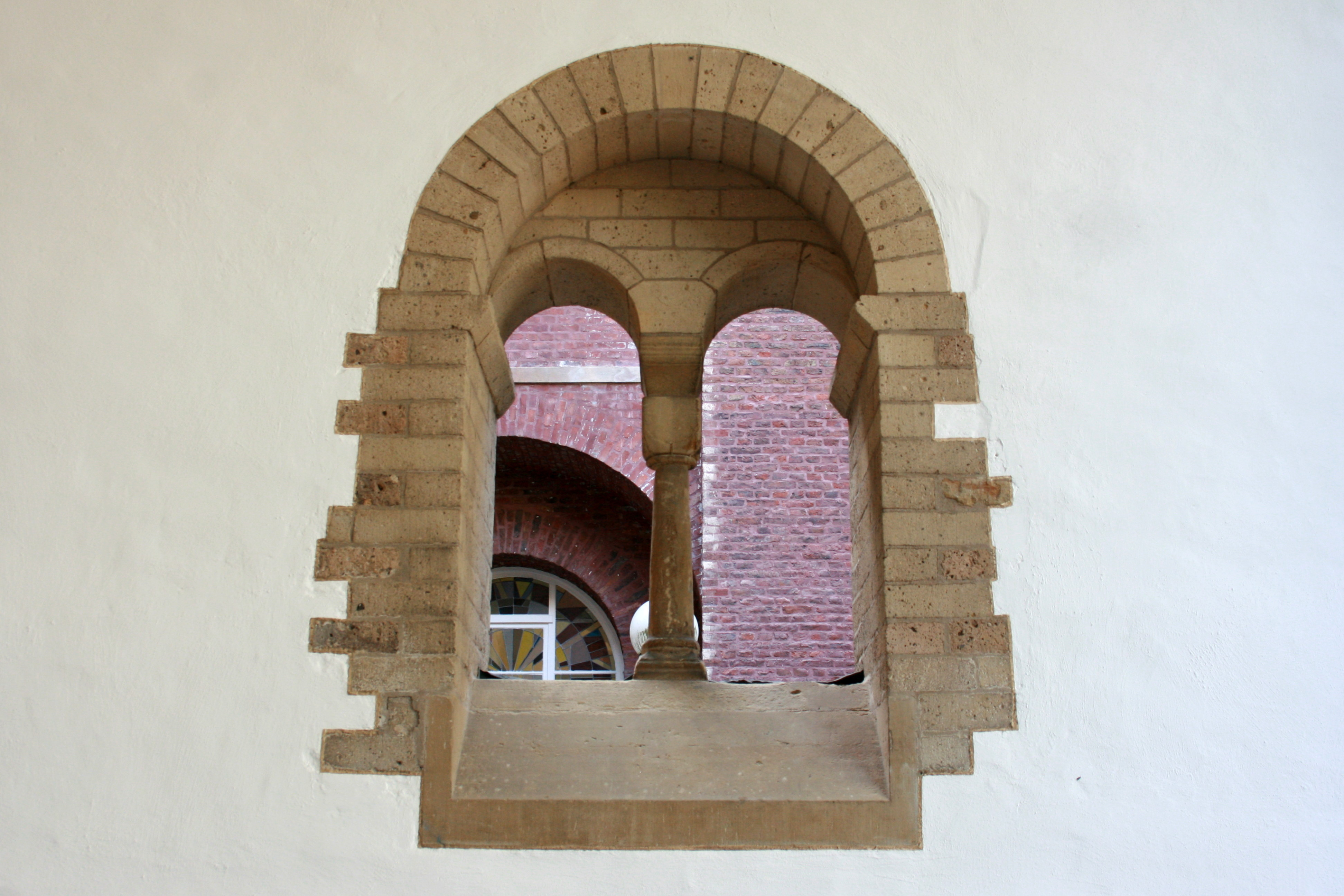
Romanisches Fenster der St.-Ludgerus-Kirche
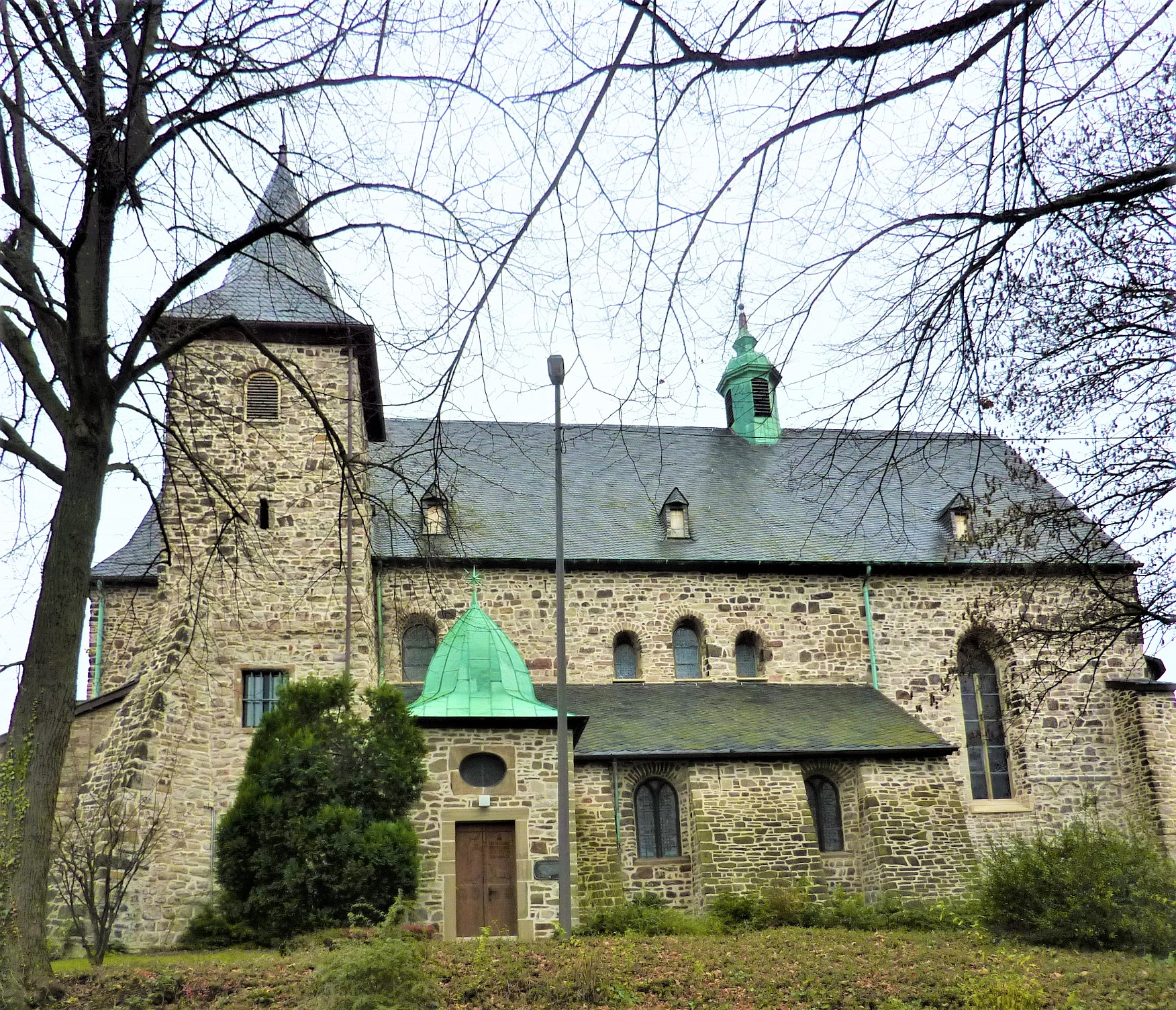
Stiftskirche Maria in der Not
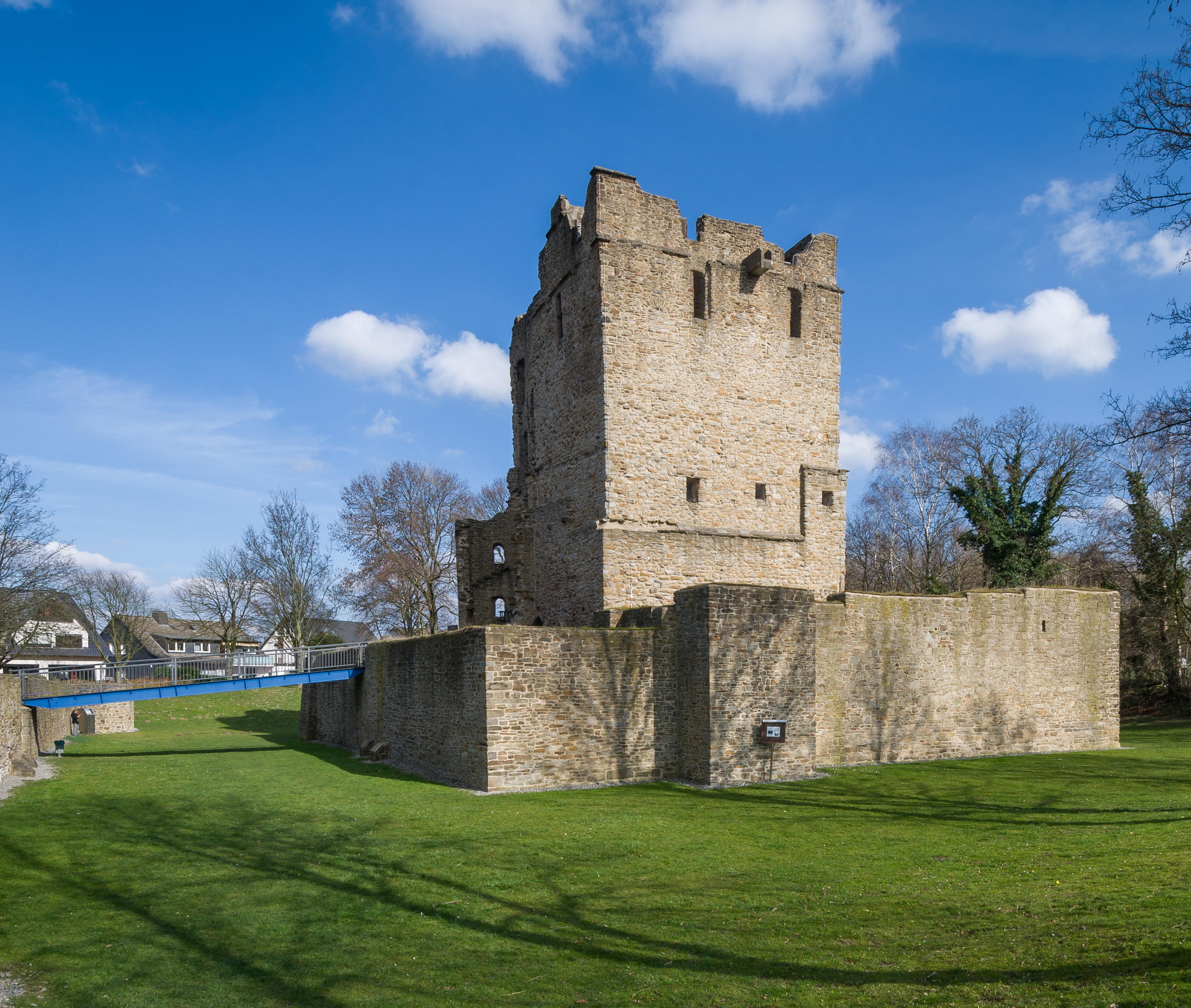
Burg Altendorf

## Gotik

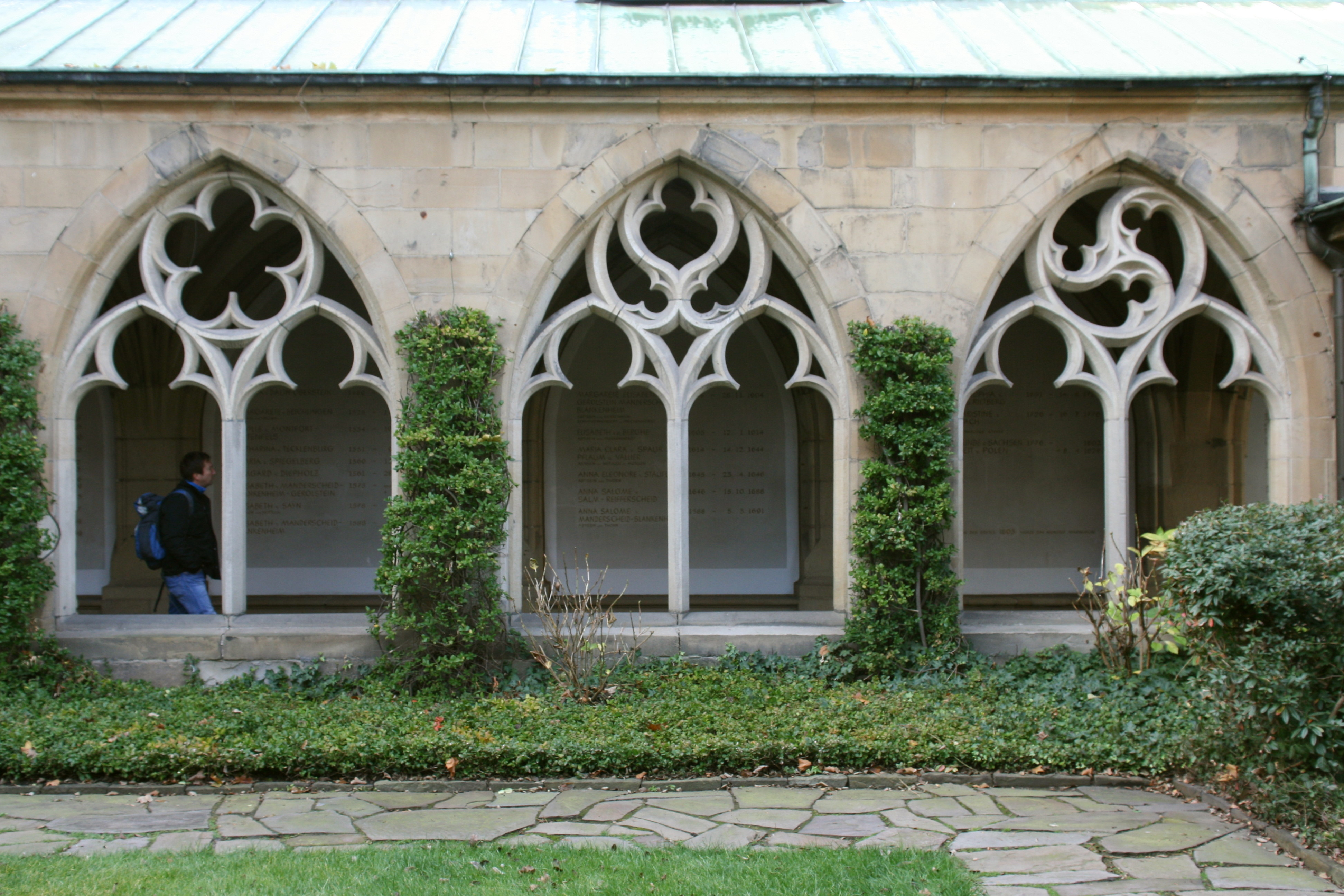
Gotischer Kreuzgang im Essener Münster

Neben dem gotischen Kreuzgang weist das Essener Münster den ältesten gotischen Hallenchor auf.
Ein gotischer Profanbau aus der Zeit um 1440 war Essens ältestes Rathaus. Dieses war ein zweigeschossiges Steingebäude mit einem Dachreiter und Treppengiebel im Stil der Gotik. Die Schaufassade zum Marktplatz schmückten die gotischen Figuren der Stadtheiligen Cosmas und Damian und von Maria. Der Bau wurde 1840 abgerissen.
Ein gotischer Sakralbau ist St. Johann Baptist. Er wurde 1471 erbaut und ist ein dreischiffiger, gotischer Hallenbau. Das Gebäude besteht aus großen Kohlensandsteinblocken von fast quadratischer Form und wird mit drei Satteldächern eingedeckt.
Ein weiterer gotischer Sakralbau war die Heilige-Geist-Kapelle des Hospitals zum Heiligen Geist am Kopstadtplatz aus dem 14. Jahrhundert.

## Barock

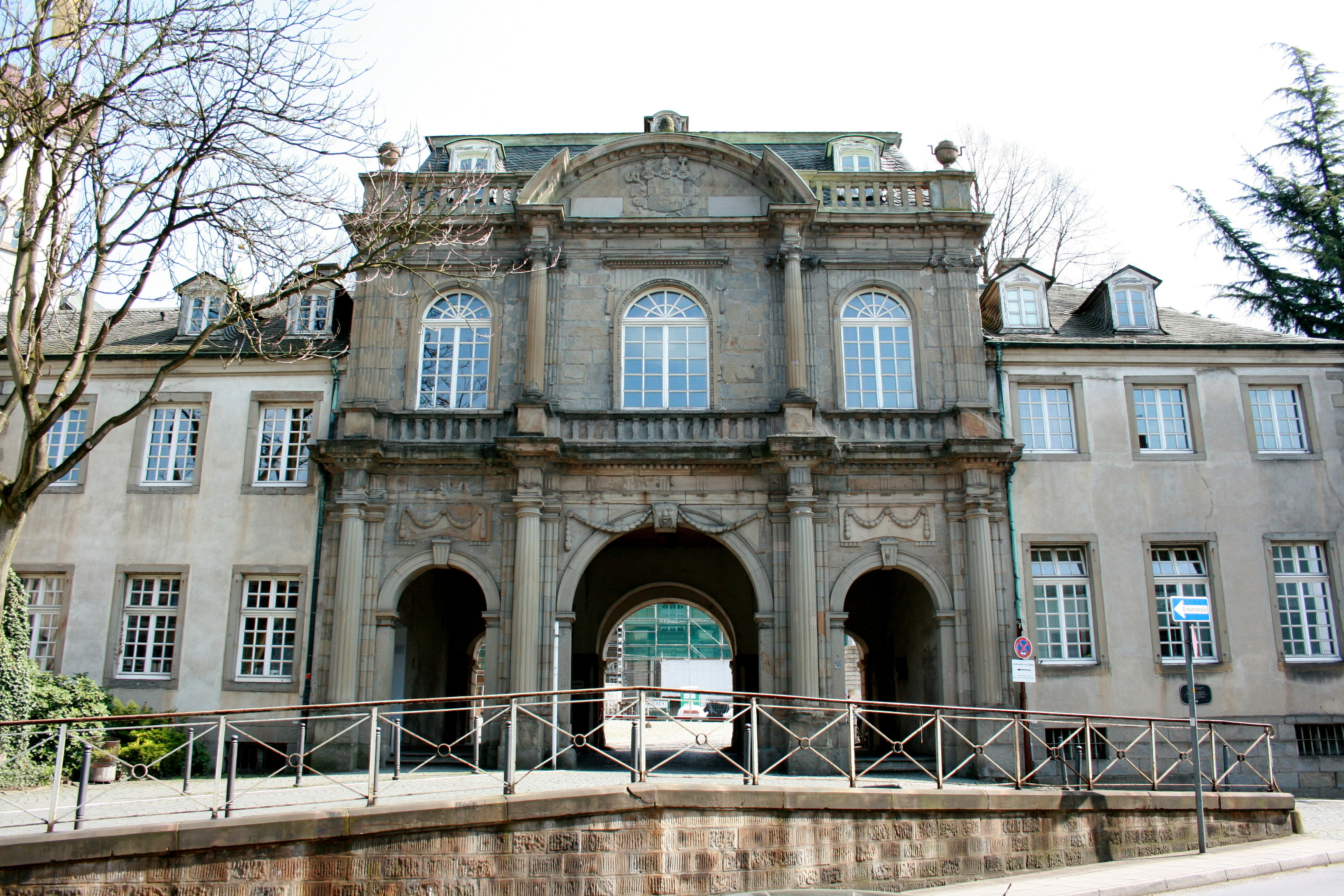
Kloster Werden, Torhaus der ehem. Abtei, Eingang zum Hof, (1794)

Die Fürstin-Franziska-Christine-Stiftung ist ein 1765–1769 erbauter Barockbau: „Der langgestreckte dreigeschossige Bau aus Sandstein mit Barockkirche zwischen den beiden Wohnflügeln wurde von 1765 bis 1769 erbaut […] Über der Mittelachse, die ebenfalls als Risalit vorgezogen ist, erhebt sich der Schweifgiebel der Kirche, über dem sich ein Türmchen mit laternenbekrönter Schweifhaube befindet […] Barockarchitektur besonders der Kapelle“.

Das 1794 fertiggestellte Torhaus des Klosters Werden im Stil des Barock ist zweistöckig und dreiteilig und zeigt eine Gliederung durch Säulenstellungen und Attika mit folgender lateinischer Inschrift: 

“reaedificato ampliato exorna-toque prius utut oportet coenobio (1785); vestibulum hoc bello proprius saeviente bernardus abbas erexit (1794)”

Die dreigeschossige Fassade des Hauptbaus des Klosters Werden zeigt einen schmalen Mittelrisaliten. Im Schweifgiebel befindet sich ein Wappen. Der Portalbau wird von zwei Säulen getragen. Dort befindet sich auch ein romanisches Relief, das 50 cm hoch und 1,55 Meter lang ist. Es stellt einen Löwen dar, der einem Hirsch hinterherjagt.
Zu den Sakralbauten des Barock zählt auch das 1746 eingeweihte Kapuzinerkloster. Die Klosterkirche war einschiffig und mit einem Tonnengewölbe ausgestattet. Die Längsseiten waren je mit vier Fenstern gestaltet. Im Westgiebel war über dem Portal eine Nische zu sehen. In dieser Nische befand sich die lebensgroße Marienfigur mit Jesuskind. Das Kind hielt einen Speer, mit dem es die Schlange unter den Füssen der Mutter durchbohrte. Am Giebel war die Zahl 1746 zu lesen. Das Kloster war 1288 durch den Essenschen Kanonikus Heinrich de Kettwig geweiht, weshalb es ursprünglich auch Kloster Kettwig hieß. Der barocke Hochaltar, die beiden Seitenaltäre und einige andere Reliquien aus der Klosterkirche befinden sich in der heutigen Kirche des Elisabeth-Krankenhauses.
Im Stil des Barock ist der Hochaltar der Kirche St. Ludgerus in Werden gestaltet worden: Über eine romanische, steinerne Mensa erhebt sich ein zweigeschossiger Aufbau aus der Zeit um 1700 im Stil des Barock mit schwarzem und vergoldetem Holz und reichem Goldrahmen. Das Oberteil zeigt als Mittelbild eine Darstellung des Heiligen Ludgerus. Darüber befindet sich das – von zwei Löwen gehaltene – Wappen des Abtes Ferdinand von Erwitte. Der zweigeschossige Aufbau wird von Pilastern und gewundenen Säulen mit korinthischen Kapitellen getragen. Flankiert wird das Stück von Ludgerus und Karl dem Großen. Im Aufsatz befindet sich ein gutes Mittelmedaillon mit der in Wolken thronenden Maria. In dem geschweiften durchbrochenen Giebel befindet sich die Figur Jesu mit der Weltkugel zwischen zwei knienden Engeln.
Die Barockausstattung des Essener Münsters befindet sich heute in St. Johann Baptist und stammt aus der Zeit um 1700: Ein Hochaltar mit großem Aufbau, der von der Figur des auferstandenen Jesus gekrönt wird. Das Mittelbild zeigt eine Kreuzigung zwischen zwei Paaren gewundener Säulen. Der Hochaltar wird von den Heiligenfiguren Nepomuk und Josef geschmückt, die auf Konsolen stehen. Das Chorgestühl bestand ursprünglich aus jeweils zehn Sitzen, die mit Löwenköpfen und Festons geschmückt waren und im Jahre 1699 von Georg Dollar in Münster geschaffen wurden.

## Klassizismus

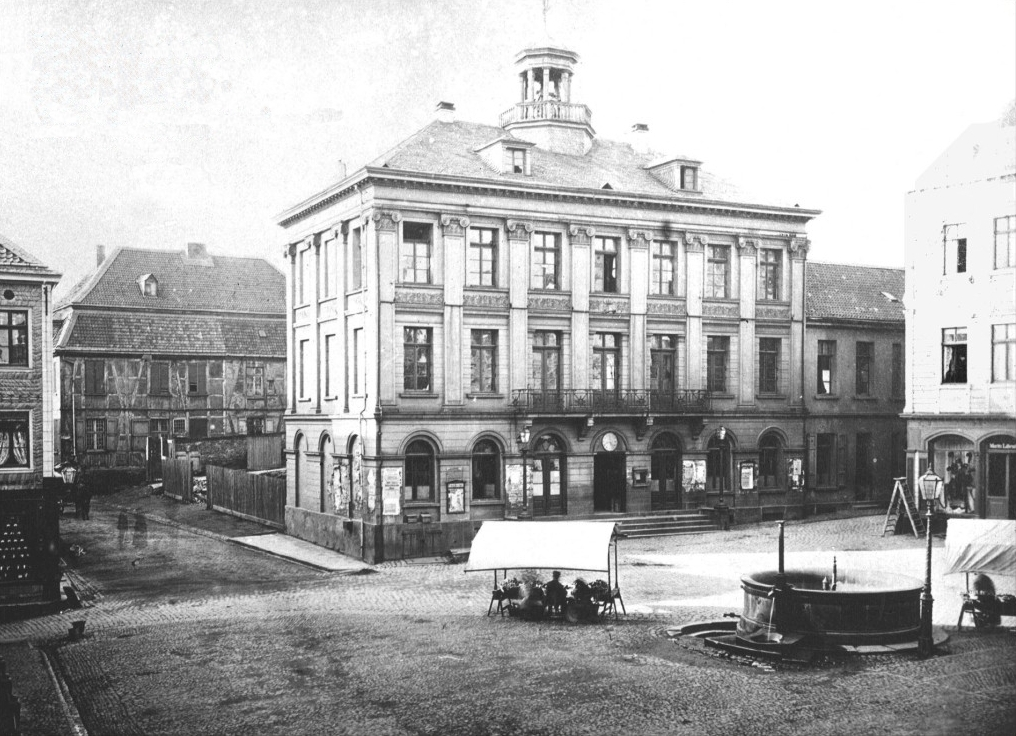
Rathaus um 1840 (Klassizismus).

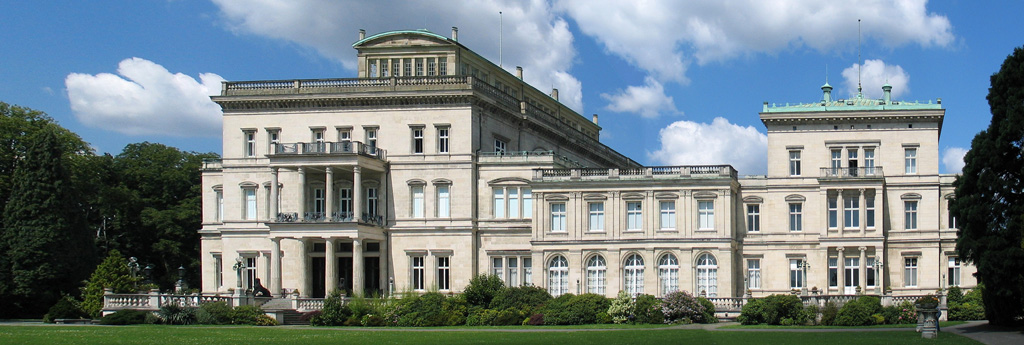
Villa Hügel.

Anfang des 19. Jahrhunderts war Essen noch ein „bescheidenes Landstädtchen“, mit kaum 4000 Einwohnern und 729 Wohngebäuden, das dem Kloster seine Bedeutung verdankte.
In Essen wurden Ende der 1830er Jahre neue Kohlelager erschlossen und die Stahlindustrie wurde bedeutend. Der Ort entwickelte sich zunehmend zu einer bedeutenden Industrie- und Handelsstadt. Auf der Ruhr wurden zwischen 1841 und 1853 mithilfe der Ruhrschifffahrt jährlich bis zu 500.000 Tonnen Kohle befördert. Die von 1845 bis 1847 neu errichtete Köln-Mindener Eisenbahn war die erste Eisenbahn, welche den rheinisch-westfälischen Bergbaubezirk von Westen nach Osten durchschnitt und Essen zur Industriemetropole machte. Ende der 1840er und Anfang der 1850er Jahre wurden durch neue Zechen mit Maschinenbetrieb die Kohlenförderung „auf das Hundertfache gesteigert“. Anfang der 1860er Jahre beendete Essen sein Dasein als Ackerstadt und wurde ein „Industrieplatz ersten Ranges“. Essen hatte nun 40.000 Einwohner und ganze Straßenfluchten wurden errichtet, wo einst Ackerfläche war.
Beispiele für den Klassizismus in Essen sind das Essener Rathaus (1840/43) und das Haus Huffmann (1830) an der Heckstraße 75 in Werden. Die Ostfassade ist streng symmetrisch gegliedert und zeigt ein aufgesetztes Tympanon. Die Villa Hügel wurde 1870/1873 nach Entwürfen der Architekten Eduard Schwarz und Julius Rasch  „in einer an Viktorianische Vorbilder angelehnten klassizistischen Formensprache“ gestaltet.

## Historismus

### Neugotik
Zu den Profanbauten im Stil der Neugotik zählte das dritte Essener Rathaus. Ein anderer Profanbau der Neugotik war das Hauptverwaltungsgebäude Krupp des Architekten Robert Schmohl, das 1976 abgerissen wurde.
Folgende christliche Sakralbauten wurden im Stil der Neugotik gestaltet: die Pauluskirche, die Friedenskirche, die Lutherkirche, die St.-Dionysius-Kirche, die St.-Georg-Kirche, die St.-Gertrud-Kirche, die St.-Hubertus-Kirche, die St.-Laurentius-Kirche, die Markuskirche, das Seniorenstift St. Laurentius sowie die Evangelische Kirche Essen-Werden.

### Neuromanik
Neuromanische Kirchen sind die Erlöserkirche, die Herz-Jesu-Kirche sowie die Kreuzeskirche.

### Neorenaissance
Nach Vorbildern der Nordischen Renaissance wurde 1902/1904 das Carl-Humann-Gymnasium in Steele, im Stil der Neurenaissance erbaut.
Ein Beispiel für die Nordische Renaissance war das Eisenbahn-Direktionsgebäude Essen, fertiggestellt 1898 nach Entwurf der königlichen Regierungsbaumeister Behrendt und Jaffke: „Bei dem Essener Direktionsgebäude wurde aber mit Erfolg versucht, die sinnigen, anheimelnden Architekturformen des Renaissancestils mit Anlehnung an den holländischen Stil zu verwenden […] bei unseren Staatsbauten jetzt bemüht ist, das deutsche Empfinden auch in der deutschen Baukunst zum Ausdruck zu bringen.“
Ebenso das Realgymnasium an der Heinickestraße 10, das 1899 nach dem Entwurf des Architekten Dietrich fertiggestellt wurde: „Das Schulgebäude ist im allgemeinen in den Formen der modernen Renaissance gehalten, mit einigen Anklängen an andere Stilarten, wie dies auch am neuen Eisenbahndirektionsgebäude der Fall ist. Die Front ist in hellroten Verblendziegeln mit einem Sockel von Niedermendiger Basalt hergestellt. Die Fenstereinrahmungen, so wie die ornamentalen Verzierungen bestehen aus Cordeler Sandstein. Besonders reich ist der Mittelrisalit verziert. Unter den großen Aulafenstern sind acht Medaillons angebracht, welche die Reliefbildnisse berühmter Vertreter von Literatur und Wissenschaft aufweisen, von Kepler, Humboldt, Schiller, Goethe, Lessing, Shakespeare, Gauss und Liebig.“
Das Werdener Rathaus wurde 1912 nach Entwürfen der Architekten Karl Großkopf und Johann Kunz erbaut und zeigt eine „an Renaissance-Vorbildern angelehnte Architektur.“
Nach Vorbildern der italienischen Renaissance wurde 1892 das Stadttheater nach Entwürfen von Heinrich Seeling erbaut: „moderne Renaissance mit Anklängen an die griechische Antike“.
Auch das Bankgebäude der Essener Credit-Anstalt entstand „im italienischen Renaissance-Stil mit ionischen Säulen gewährt einen imposanten Anblick.“ Peter Zindel erbaute sie, „wobei ihm als Spezialist für italienische Renaissance der Architekt Alfred Gould zur Seite gestanden hat.“

### Orientalismus
Eine Variante des Historismus war die Errichtung von Bauwerken im maurischen Stil. So die Synagoge an der II. Weberstraße (heute Gerswidastraße), die 1868–1870 „im maurisch-orientalische[n] Stil“ erbaut wurde. 1937 wurde der inzwischen profanierte Sakralbau abgebrochen. Der jüdische Sakralbau wies „orientalische Stileinflüsse“ auf, hatte vier Kuppeln und galt „als einer der ersten historistischen Bauwerke Essens“.

Historismus
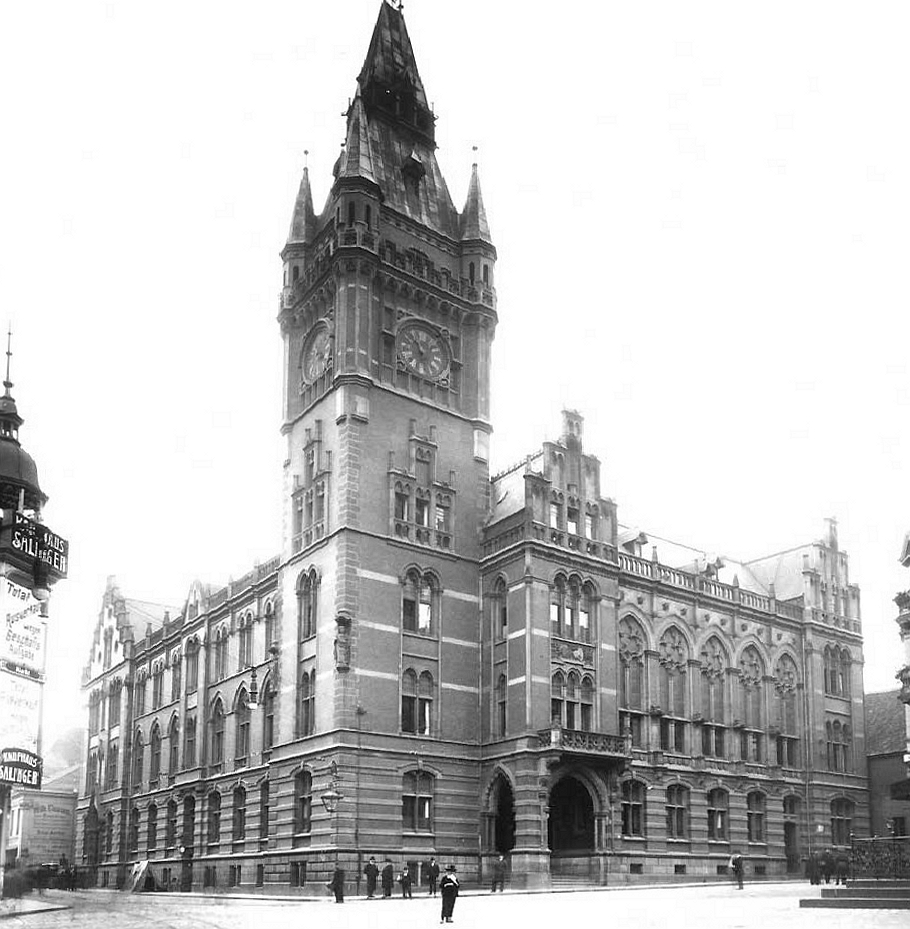
Neogotik: Rathaus Essen (1878–1964).
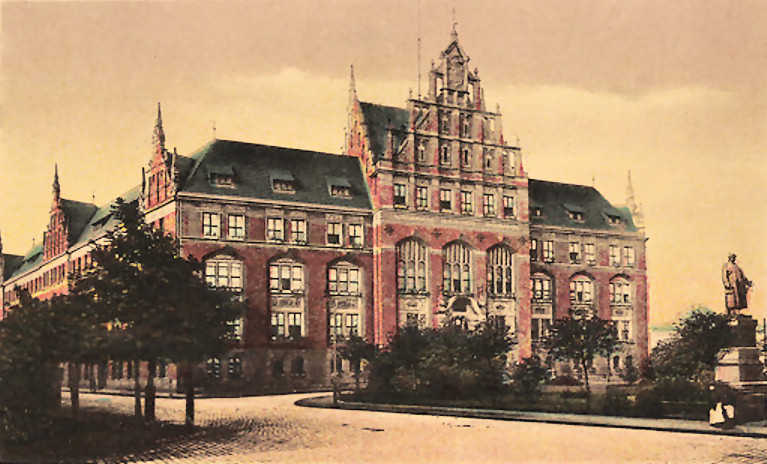
Nordische Neorenaissance: Eisenbahn-Direktionsgebäude Essen
Nordische Neorenaissance: Realgymnasium, Heinickestraße 10
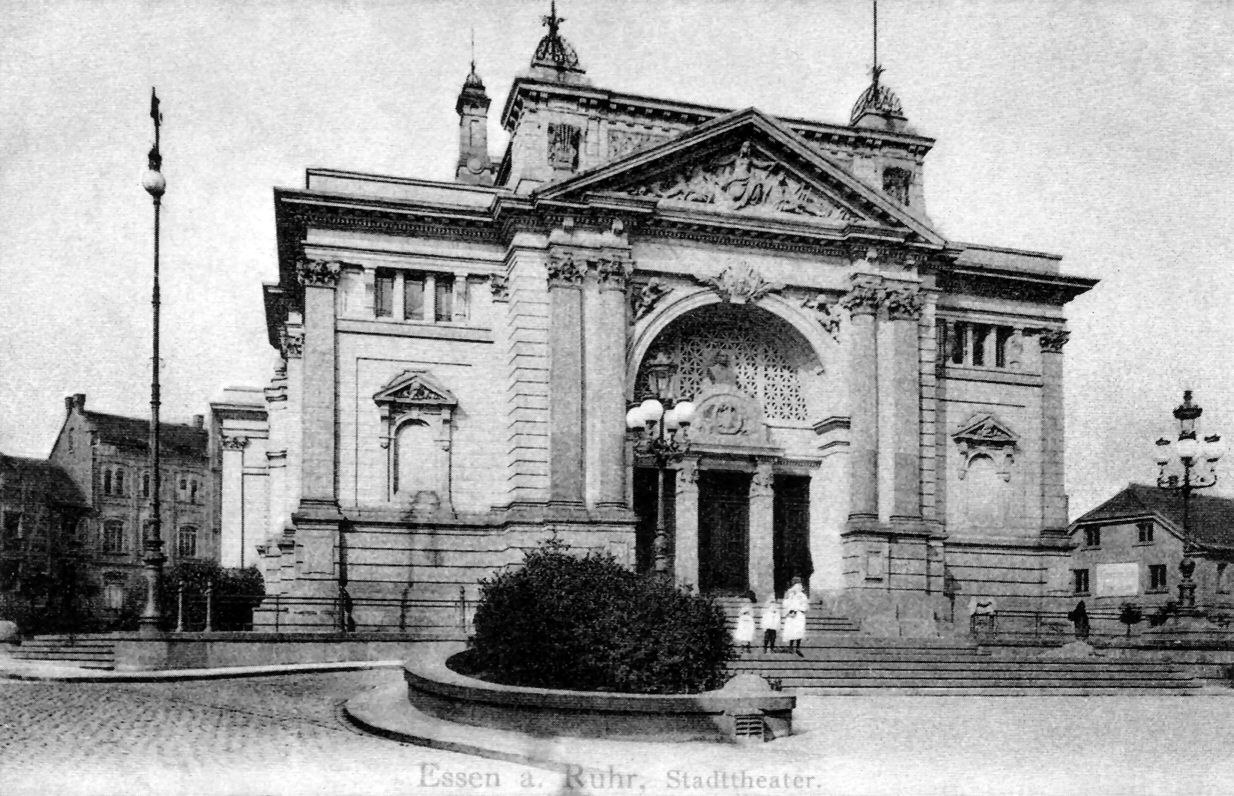
Italienische Neorenaissance: Grillo-Theater
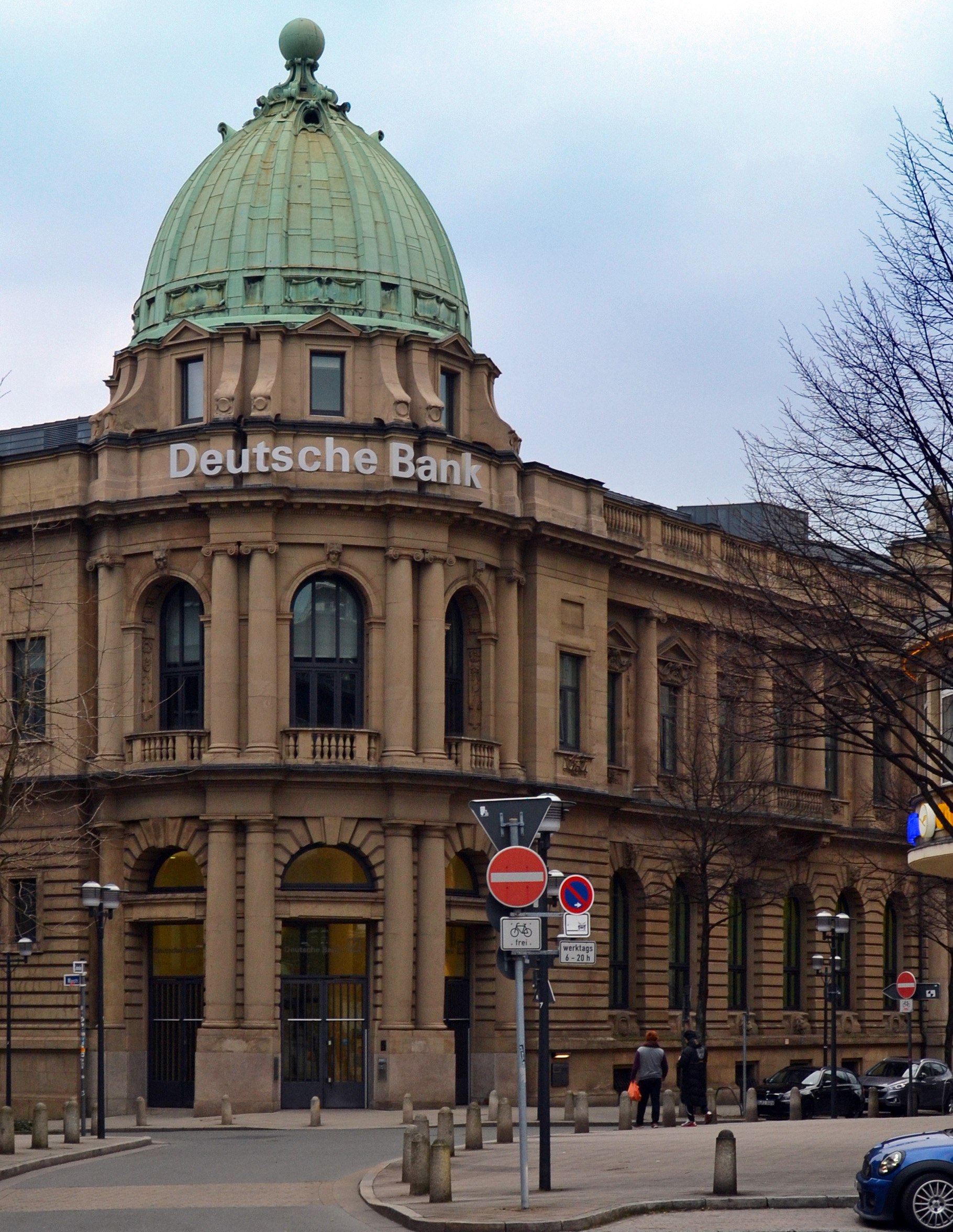
Italienische Neorenaissance: Essener Credit-Anstalt
Orientalisierender Historismus: Synagoge, II. Weberstraße

## Moderne ab 1900
Anfang des 19. Jahrhunderts war Essen noch ein „bescheidenes Landstädtchen“ mit kaum 4000 Einwohnern und 729 Wohngebäuden, das dem Kloster seine Bedeutung verdankte. Um 1900 war es nun eine Großstadt mit über 300.000 Einwohnern und über 16.000 Wohnungen und steht mit seiner Bevölkerung an siebenter Stelle unter den Großstädten Preußens.
Die Moderne in Essen war durch Reformstil, Expressionismus und das Neue Bauen geprägt: „Die Essener Architektur jener Jahre scheint geradezu prototypisch für die Entwicklung vom Reformstil über den Expressionismus zum Neuen Bauen.“ Die Abschnitte der Essener Moderne sind an den Werken folgender Architekten erkennbar: Ernst Bode, Edmund Körner, Georg Metzendorf und Alfred Fischer.

### Reformarchitektur

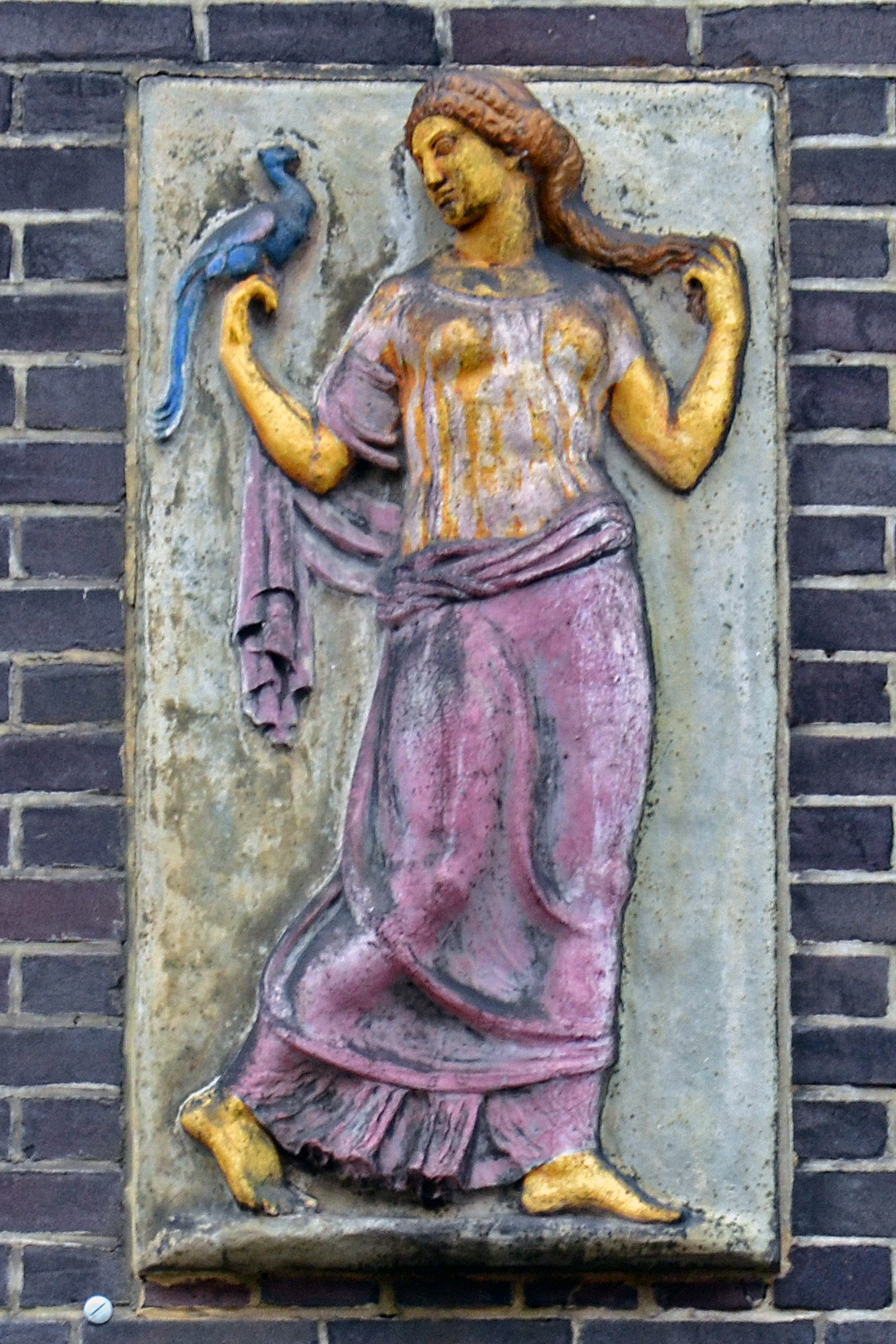
Reformbaukunst: Haus Heinemann

Reformorientierte Netzwerke in Sachen Stadtentwicklung
In Essen war der 1903 gegründete Bund Deutscher Architekten und insbesondere der 1907 gegründete Deutsche Werkbund aktiv und präsent, der die bereits vorhandenen Ansätze der von John Ruskin inspirierten Reformbewegungen fortsetzte. Der DWB war in Essen sogar als eine „kulturell eminent prägende Initiative […] jenseits von politischer Parteizugehörigkeit und durchaus auch über berufliche und/oder wirtschaftliche Milieus hinaus“ tätig. Dazu gehörten Max Burchartz, Joseph Enseling, Will Lammert, Albert Renger-Patzsch, Elisabeth Treskow, Anke Oldenburger, Josef Geller, Alfred Fischer, Edmund Körner, Georg Metzendorf, Philipp Rappaport, Robert Schmohl, Josef Rings, Wilhelm Girardet, Gustav Krupp von Bohlen und Halbach, Hans Luther.
Das Moltkeviertel wurde „nach Prinzipien der Reformarchitektur“ erbaut.
Eines der Beispiele für die Reformarchitektur („in der Manier des Reformstils“) ist das Gebäude der Emschergenossenschaft, das nach Entwürfen des Architekten Wilhelm Kreis im Jahre 1910 erbaut wurde.
In der Reformarchitektur wurde das Kaufhaus Althoff nach Entwürfen der Architekten Kreis u. Schäfer (1912) erbaut. Es wurde zum Bau des Einkaufszentrums Limbecker Platz 2008 niedergelegt.
Das Gebäude für die staatliche Baugewerkschule wurde im „Reformstil“ nach Entwürfen des Architekten Edmund Körner im Jahr 1911 im Moltkeviertel fertiggestellt: „Seine Formensprache ist gekennzeichnet vom reformistischen Übergangsstil mit Elementen des Klassizismus wie des Jugendstils.“ Körner überwand hier den Eklektizismus des Historismus – „die Überhäufung und Vermischung von historischen Bauzitaten“. Das Bauwerk besteht zwar aus dem modernen Baustoff Beton, erhielt aber aus Repräsentationszwecken einzelne Formmerkmale herrschaftlicher Architektur, wie eine Werksteinverkleidung und große Säulenordnungen. Der mächtige Turm und die Fassade sind mit Skulpturen von Joseph Enseling geschmückt. Zwei Giganten, die Allegorien des Bauens darstellen, flankieren das Hauptportal.
Das Goethe-Gymnasium wurde 1912 mit einer „Außen- und Innenarchitektur im Reformstil“ nach Entwürfen von Hans Tietmann und Karl Wolff sowie Laurenz Lander und Otto Herold erbaut. An der Fassade und im Eingangsbereich sind mehrere Skulpturen von Joseph Enseling zu sehen.
Ein „Ziegelbau im Reformstil“ ist das Lehrerseminar, das nach Entwürfen von Albert Erbe im Jahre 1914 fertiggestellt wurde.
Auch das Elisabeth-Krankenhaus wurde 1913 nach Entwürfen der Architekten Otto Krämer und Peter Sistenich „im Stil der Reformarchitektur“ erbaut.
1912 wurde das Keramikhaus als eigenes Geschäfts- und Ausstellungsgebäude der Keramischen Centrale, nach Entwürfen des Architekten Alfons Stinnesbeck erbaut. Bei dem Bau hielt man aber an regionalen Baumaterialien und Bauweisen („wie in alter Zeit!“) sowie an regionalen Baukünstlern fest („hat sie auch für das allgemeine keramische Kunstgewerbe in den genannten Provinzen eine wirkliche zentrale Bedeutung gewonnen“).
Auch das 1913/1914 nach Entwürfen von Edmund Körner erbaute Salomon-Heinemann-Haus mit seinen farbig glasierten, figürlichen Keramikreliefs und -medaillons an der Fassade „veranschaulicht die Idee des Reformstils, regionale Baustoffe zu verwenden“.
Edmund Körner war „Reformarchitekt“ und stand „zwischen Tradition und Avantgarde“. Er schaffte den Übergang von einer „historisch geprägten Architektur der Vorkriegszeit zu einer sachlich betonten, ausdrucksstarken Gestaltung nach 1910“: Seine „byzantinisch wirkende Essener Synagoge (1913)“ wurde „in Anlehnung an historische Vorbilder“, wie der Hagia Sophia erbaut („Orientierungen an christlicher Kirchenarchitektur“) und mit Jugendstildekor geschmückt. Der Bau wurde vom Monumentalstil der Reformarchitektur geprägt. Zudem war der Bau auch von der Heimatschutzarchitektur geprägt.
Auch das 1915 fertiggestellte Eickhaus mit seinem nicht erhaltenen doppelt geschweiften, hohen Pagodendach wurde in Anlehnung an historische Vorbilder erbaut und zählt zur „traditionalistischen Architektur“, die mit Jugendstildekor geschmückt wurde: „Maßgebliches Vorbild des Kopfbaus [sind] wahrscheinlich die Eckpavillons der barocken fürstbischöflichen Residenz in Bonn, deren Schweifdächer wie bei dem Schloss Pillnitz auf die Rezeption ostasiatischer Architektur zurückgehen“. Es wurde auf Monumentalität Wert gelegt: „Dachform und Fassadengestaltung erzeugten den Eindruck einer perspektivischen Verkürzung und lassen den Bau wesentlich höher erscheinen als die vorgegebenen 16 m bis zur Traufkante“.

Reformbaukunst
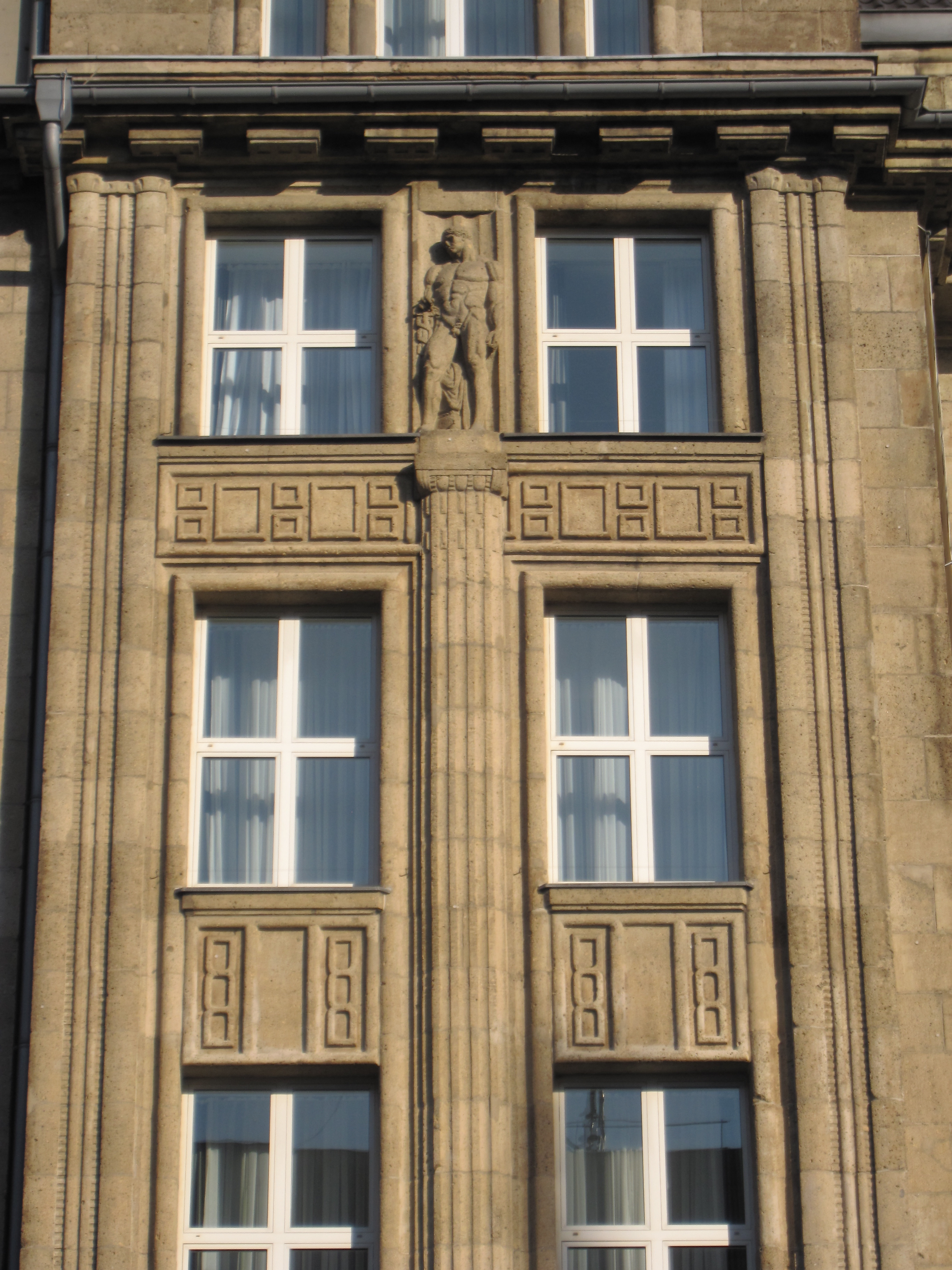
Reformarchitektur: Hotel Handelshof, Carl Moritz und Werner Stahl, 1911
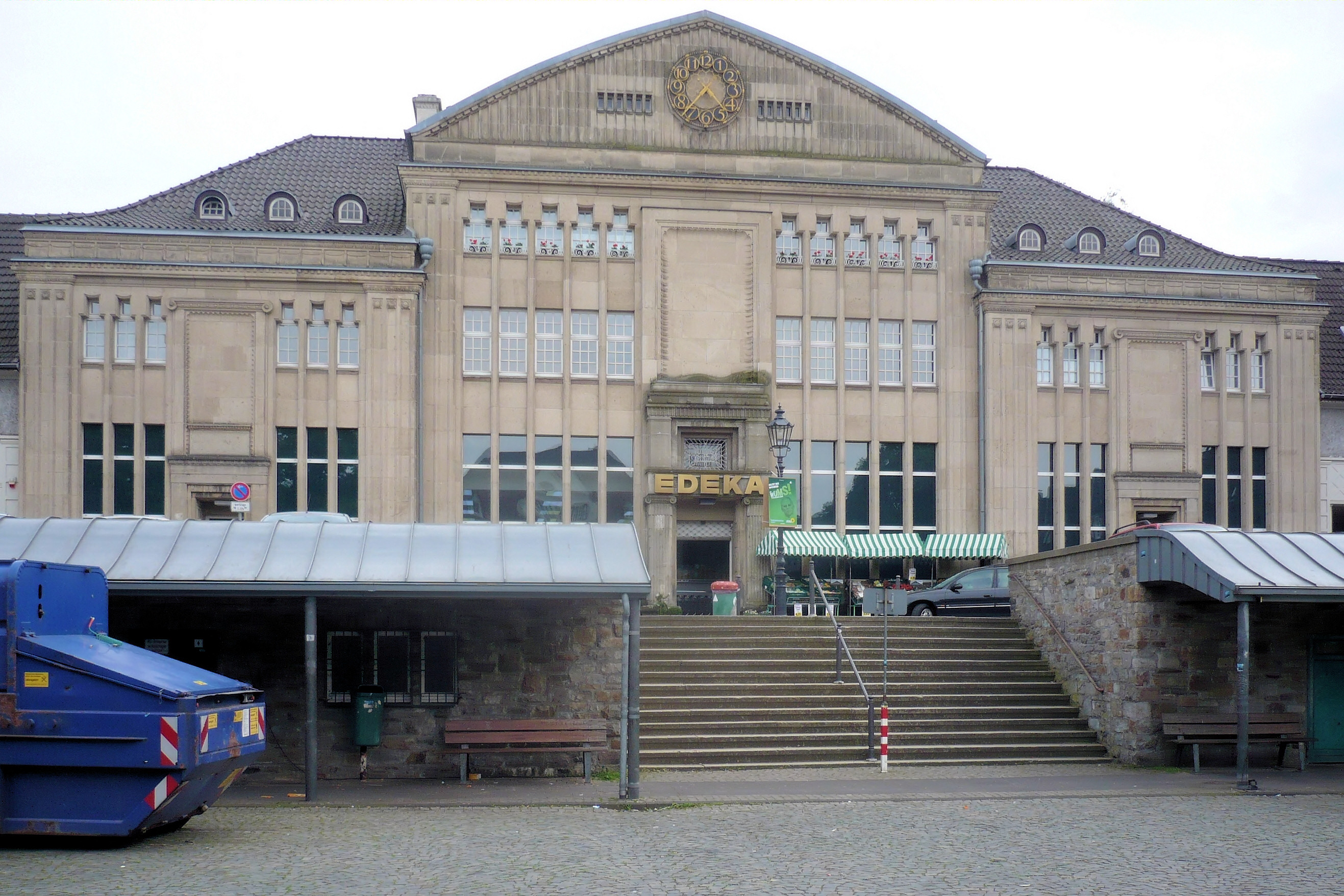
Reformarchitektur: Margarethenhöhe
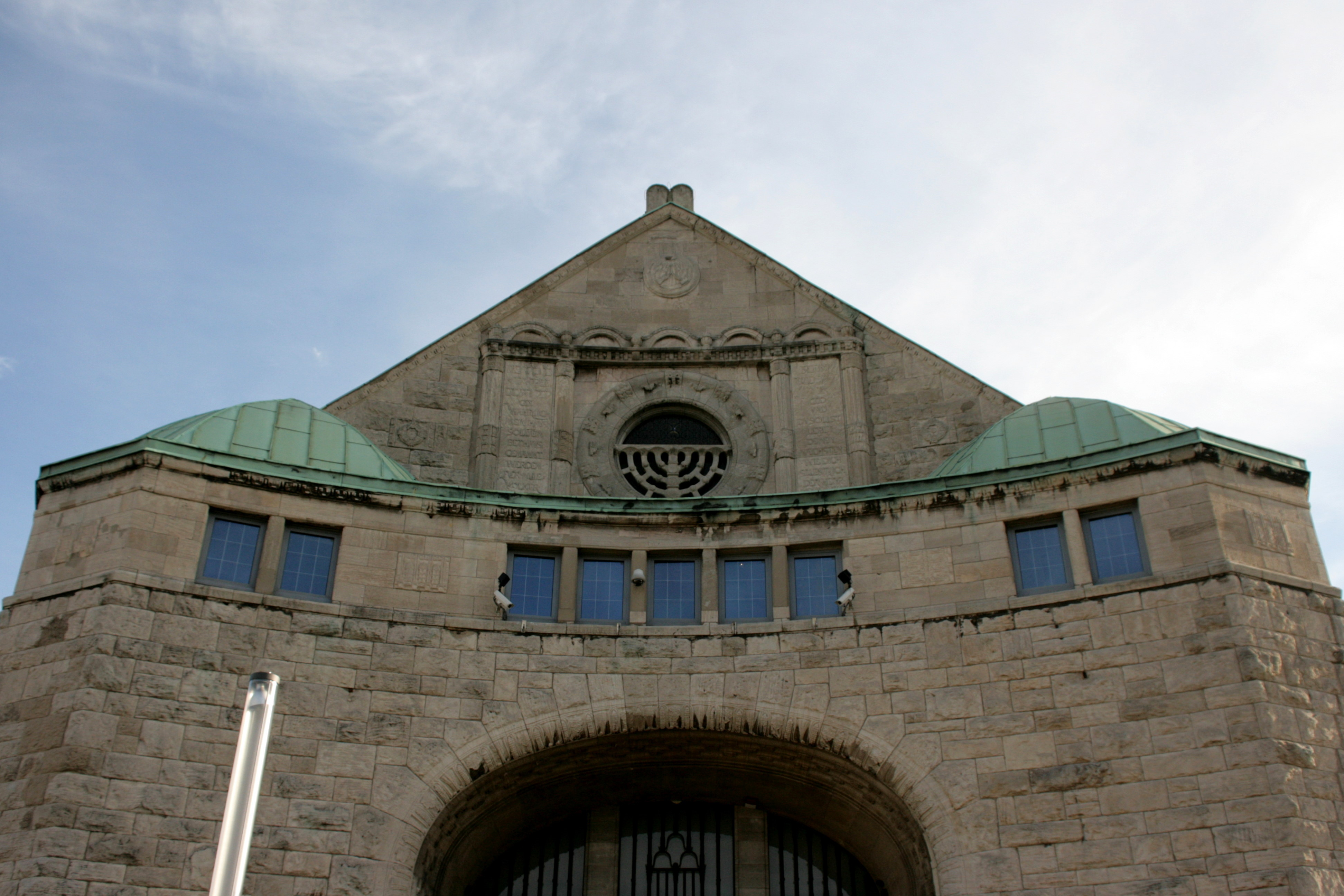
Reformarchitektur: Alte Synagoge
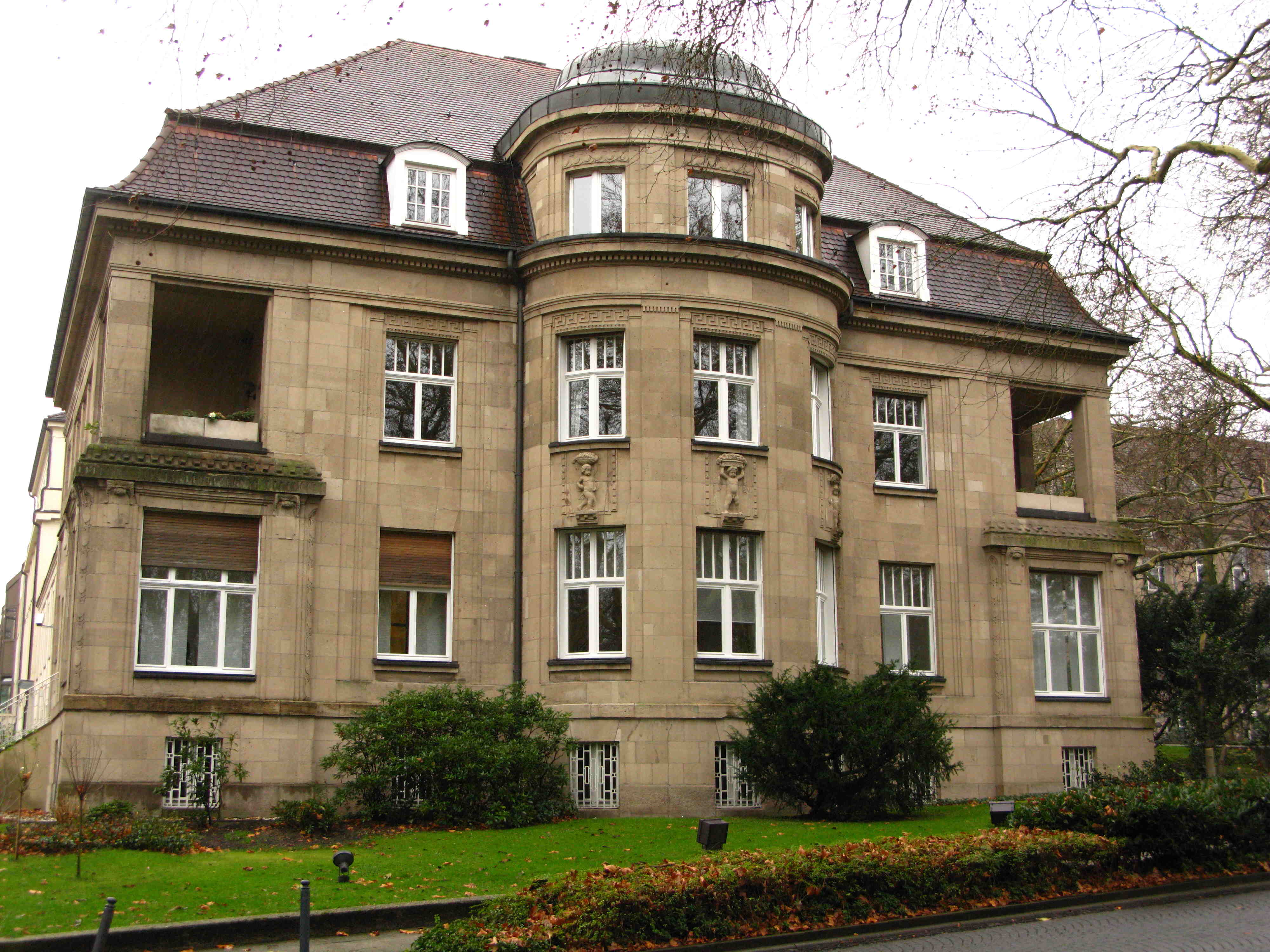
Reformarchitektur: Moltkeviertel
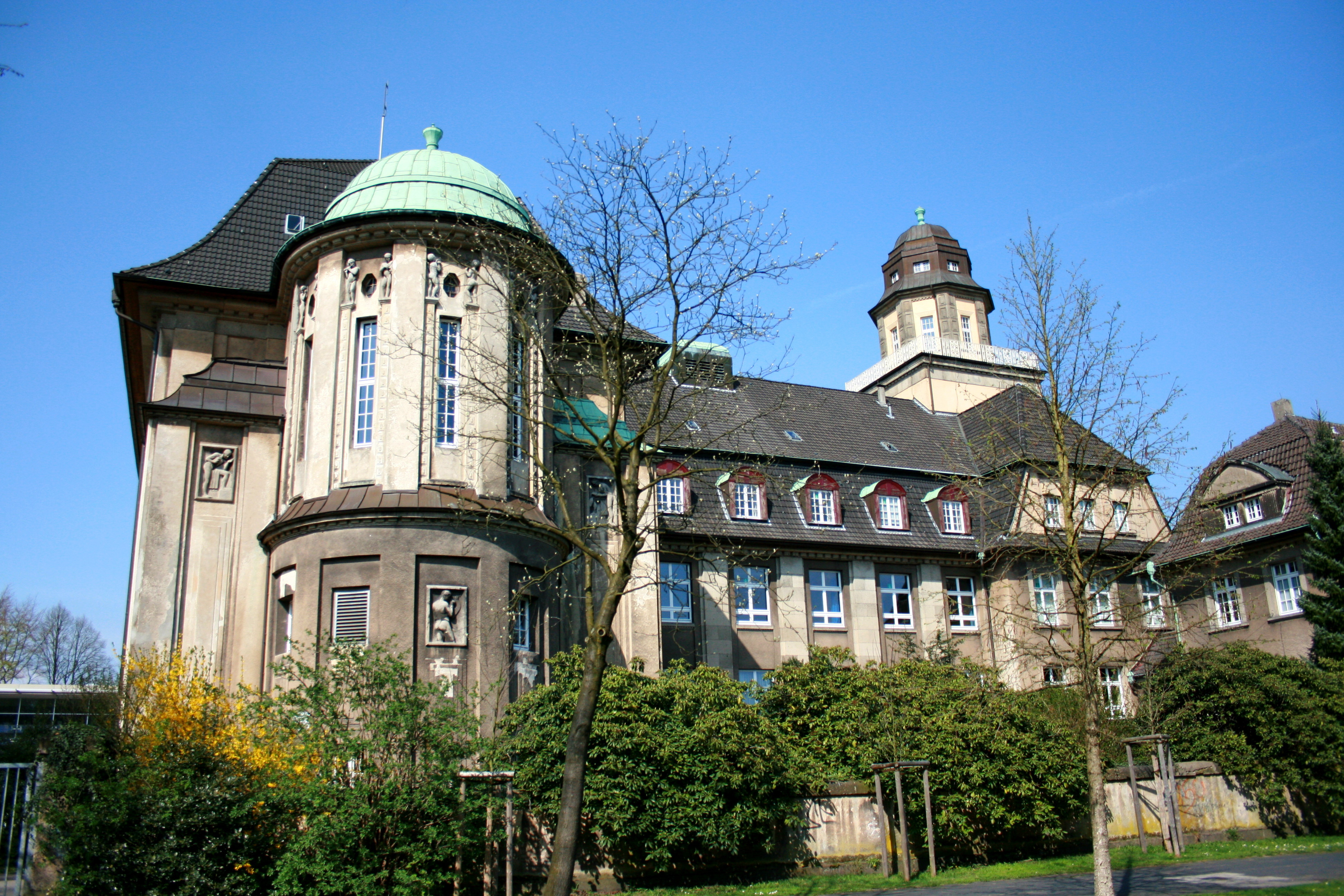
Reformarchitektur: Goetheschule
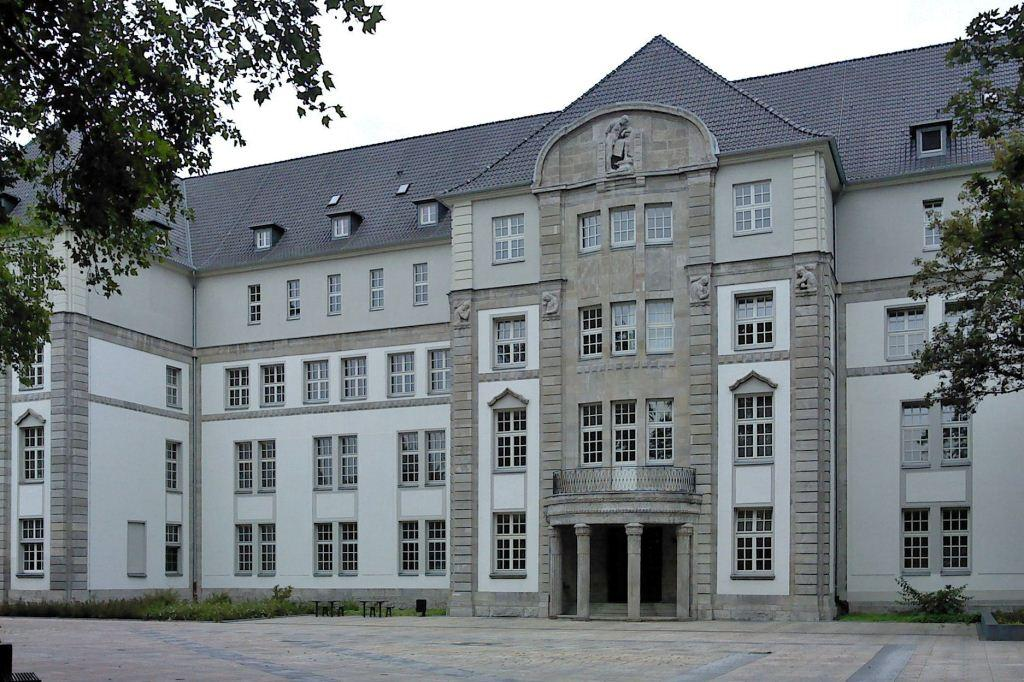
Ehemalige Maschinenbauschule im Ostviertel
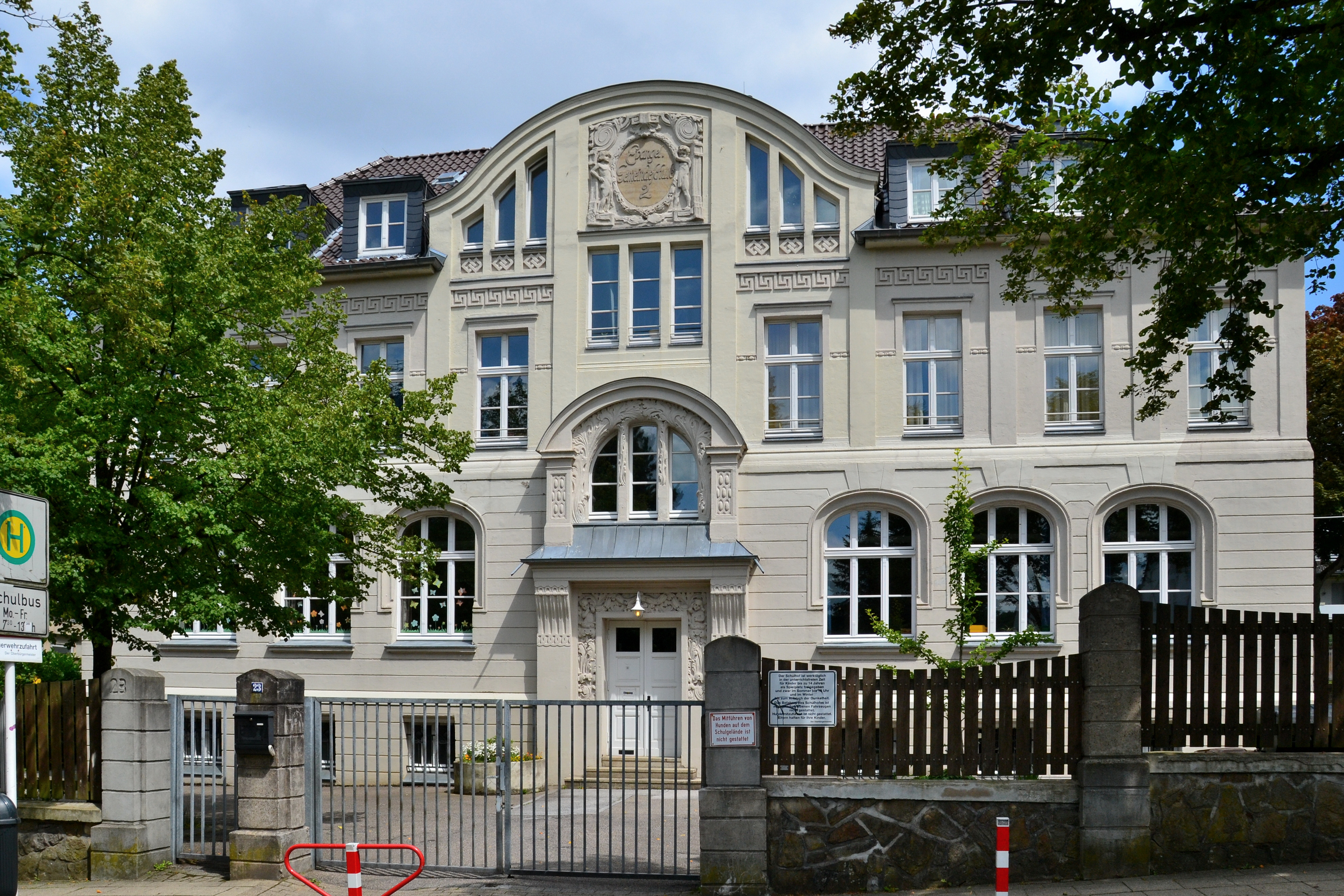
Bredeney, Graf-Spee-Schule
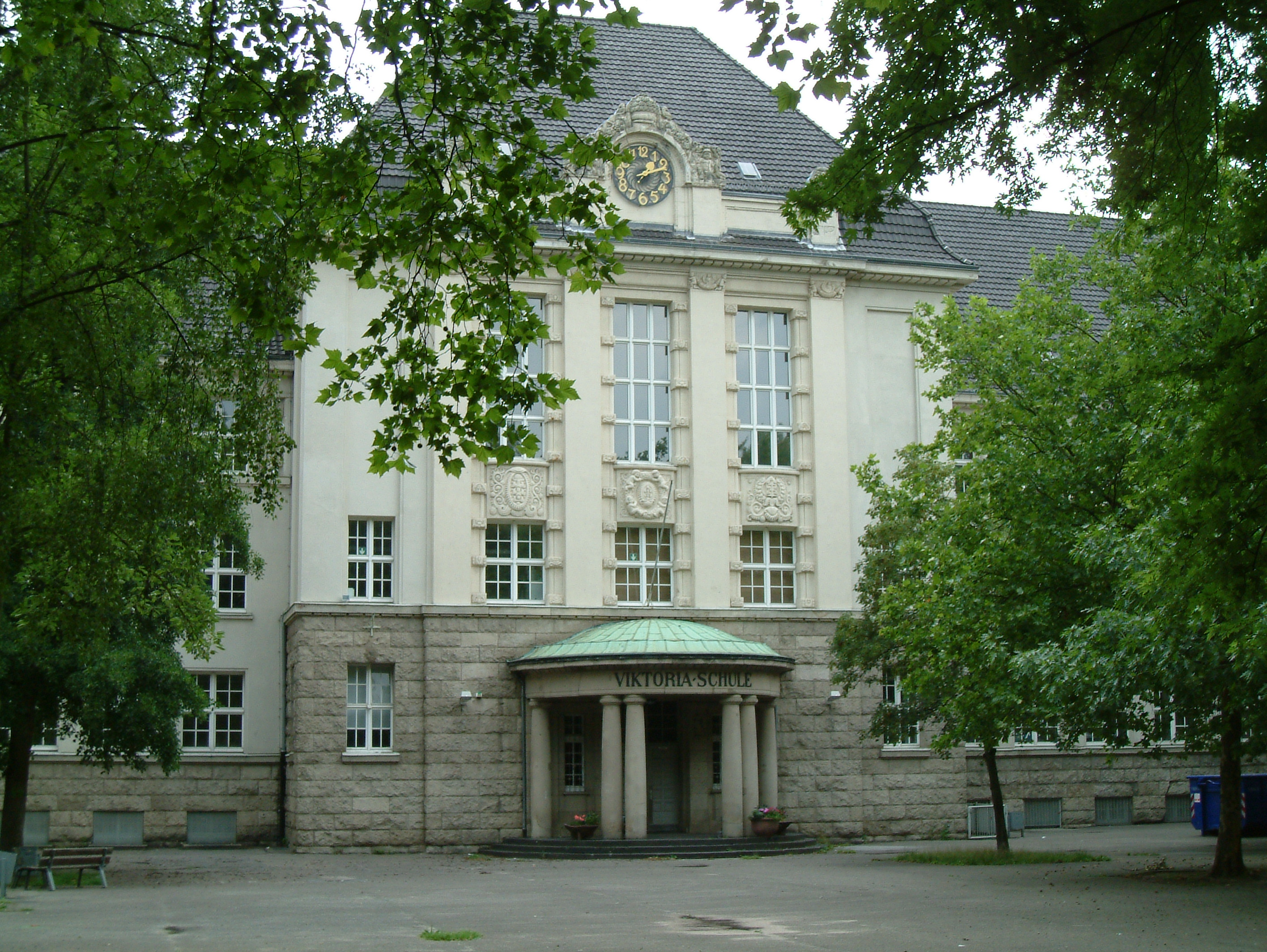
Viktoriaschule im Südostviertel
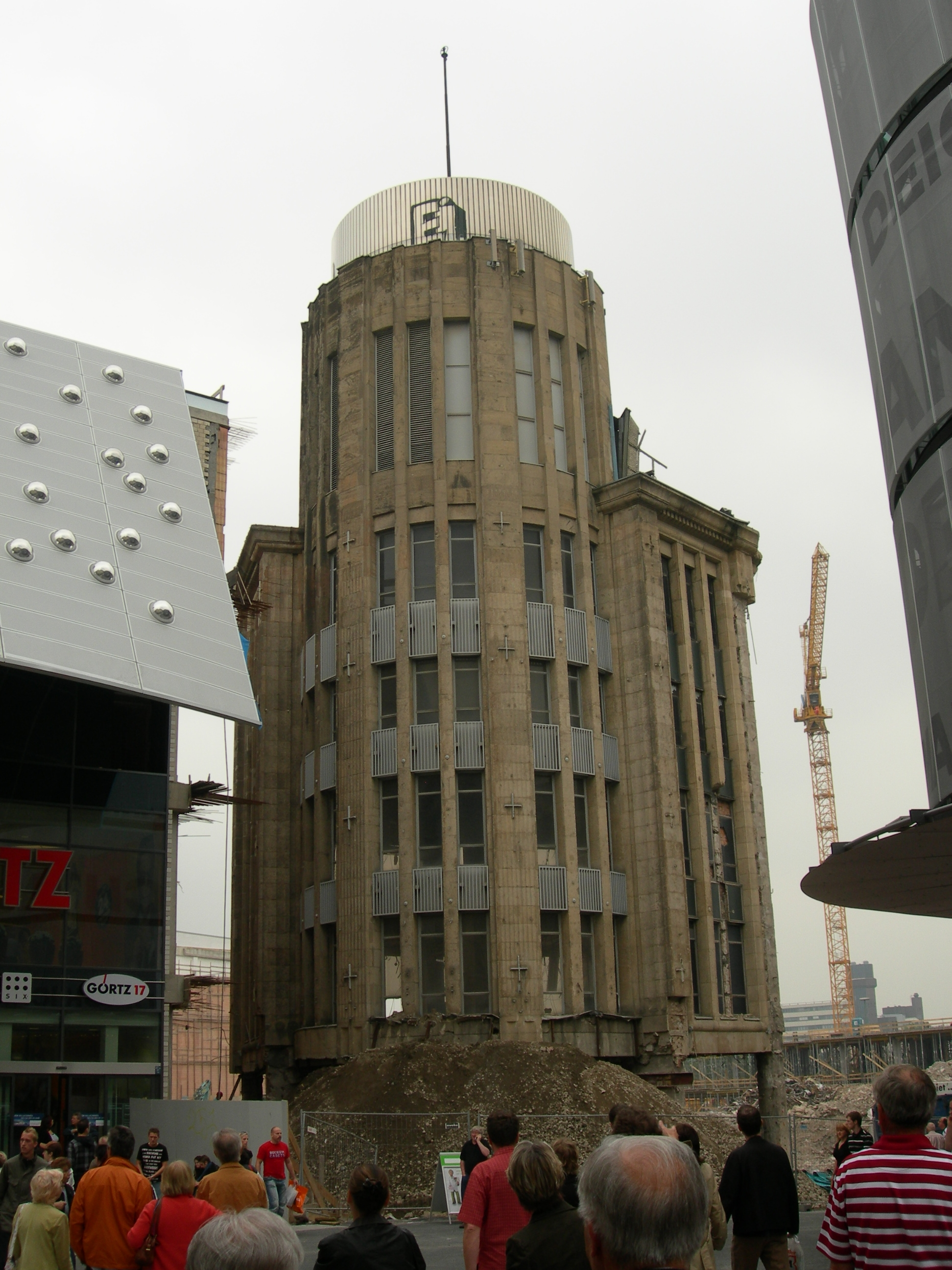
Kaufhaus Althoff, Architekten Kreis und Schäfer, 1912

### Traditionalismus

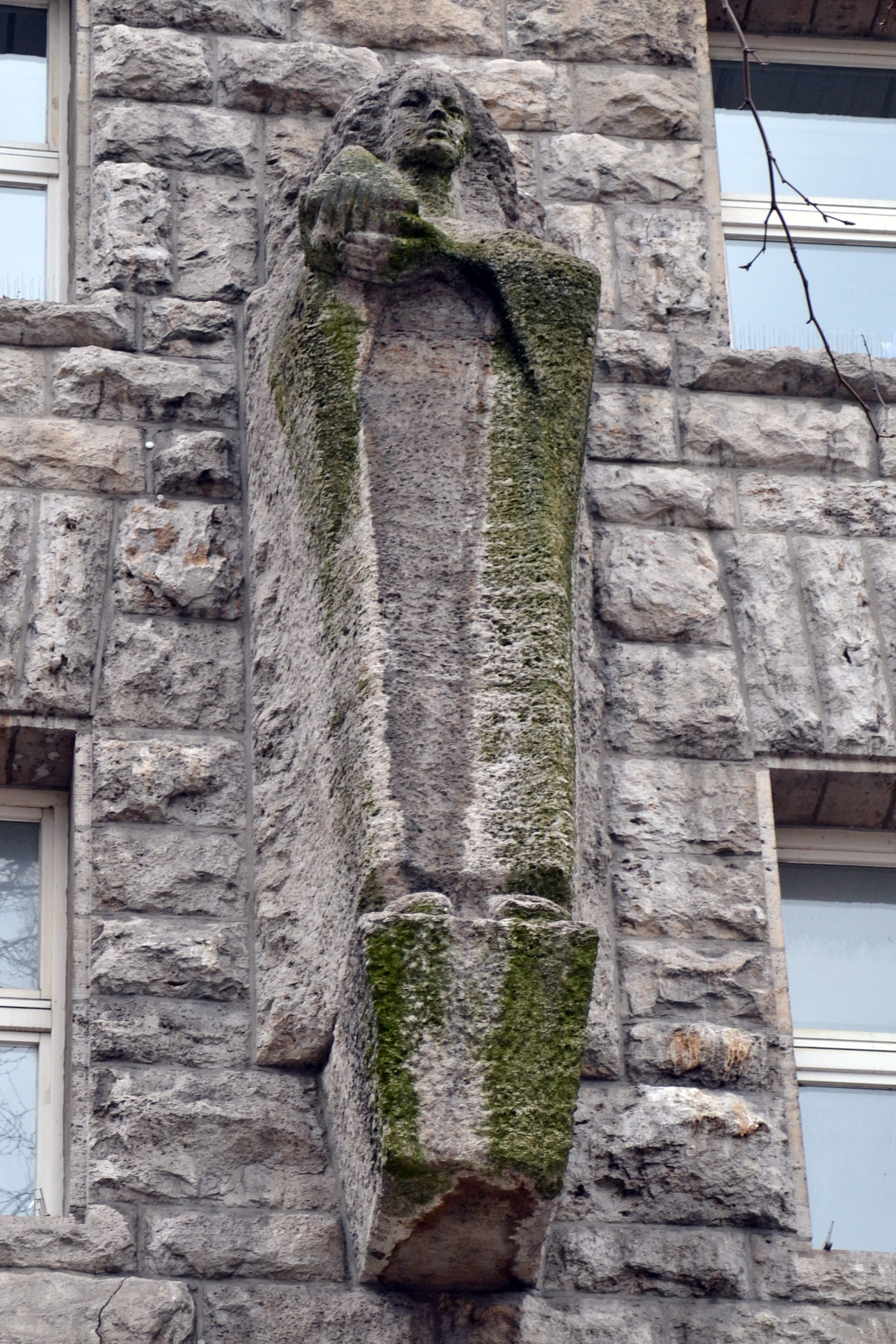
Kunst am Bau – Baedekerhaus (1927/1928), monolithartige Skulptur von Joseph Enseling, weibliche Allegorie symbolisiert die Kunst.

Essen war 1920 im Stadtkern noch eine „Ackerbürgerstadt“, bestehend aus einem „chaotischen baulichen Wildwuchs aus alten Fachwerk- und Gründerzeitbauten“. So befanden sich an der Kettwiger Straße, der historischen Essener Nord-Süd-Achse gegenüber dem Essener Münster am Burgplatz noch die Privatvillen der adeligen Stiftsdamen („Kurien“). Infolge der schnellen Stadterweiterung durch Eingemeindungen und der Anlage des Stadtringes von Erich Zweigert und Robert Schmidt sollte nun auch die historische Altstadt an „Großstadtdimensionen“ angepasst werden.
Nachdem 1924 der alte Essener Oberbürgermeister Hans Luther durch Franz Bracht abgelöst wurde und 1925 ein Wirtschaftsaufschwung einsetzte, konnte eine „längst überfällige Innenstadterneuerung“ stattfinden. Das umfangreiche Innenstadtprojekt am Essener Burgplatz stand vor der schwierigen Aufgabe, Alt- (Essener Münster) und Neubauten harmonisch miteinander zu verbinden. In einem Wettbewerb zur Burgplatzgestaltung, an dem knapp 80 Architekten teilnahmen, schlugen die Architekten Körner, Metzendorf und Schneider ein Kulturforum am Essener Burgplatz mit Museen, Theater und anderen Kulturgebäuden vor. Bode hatte einen Sitz im Preisgericht abgelehnt und war selbst Teilnehmer des Wettbewerbs gewesen. Nach Ende des Wettbewerbs wurde die Idee eines Kulturforums zugunsten eines neuen Geschäftszentrums am Burgplatz aufgegeben. Die Stadtverwaltung überließ darauf die Neugestaltung des Burgplatzes dem Leiter des Hochbau- und Stadtsiedlungsamtes, dem Baudezernenten Ernst Bode, dem die künstlerische Oberleitung für die gesamte Burgplatzgestaltung oblag.
Die am Essener Burgplatz befindlichen „Kurien“ wurden nun durch nun durch Neubauten von Ernst Bode (Baedekerhaus und Blum-Haus) ersetzt. Bodes „Buchhandlung (1927/1928) und Textilkaufhaus (1925)“ zeigen einen Bezug von „Traditionalismus und Moderne“. Beide Fassaden zeigen eine Rustika-Verkleidung aus grob behauenem Muschelkalk. In Proportionen und Material der Fassaden orientieren sich beide Gebäude an der Stuttgarter Schule sowie an Paul Bonatz und dessen Fassade des Stuttgarter Hauptbahnhofs. Die Häuser sind ein Beispiel für die sogenannte neue Monumentalität; ein Rückgriff traditionalistischer Architekten auf den Monumentalstil um 1900, der seit der zweiten Hälfte der 1920er Jahre gepflegt wurde. In einer 1929 erschienenen Retrospektive neuen Bauens wurden Baedekerhaus und Blum-Haus als „wesentliche Beiträge zur Essener Stadtbaukunst“ der 1920er Jahre beschrieben. Sie gelten als Bauwerke „im Spannungsfeld von Traditionalismus und Avantgarde“, so wie die Entwürfe „in teils monumentalen bis teils modernen ausgeprägten Formen“ für den Essener Parkfriedhof (1924) von Ernst Bode.
Emil Jung vertrat eine „halbmoderne Architekturauffassung“ Seine Bauten sind ein Beispiel für die „architekturgeschichtlichen Stellung zwischen Tradition und Moderne“ Jungs Bauten mit ihren „Bruchstein-Fassaden […] zeigen in Form und Materialität deutliche regionale Bezüge“ auf. Jung schuf 1937 den Kirchenbau St. Joseph Essen-Kettwig mit Bruchsandstein-Fassade, den Kirchenbau St. Stephanus im Jahre 1953 mit Säulen und Arkadengang, 1955–1956 das Bischofshaus sowie 1960 den Kirchenbau S. Ignatius.
Horst Loy orientierte sich für die Fassadenverkleidung des Burggymnasiums Essen (1952) an der Muschelkalkfassade von Blum-Haus und Baedekerhaus am Burgplatz. Das Schulgebäude wurde „in Anpassung an die übrigen repräsentativen Bauten am Burgplatz mit Muschelkalk verkleidet.“

Traditionalismus
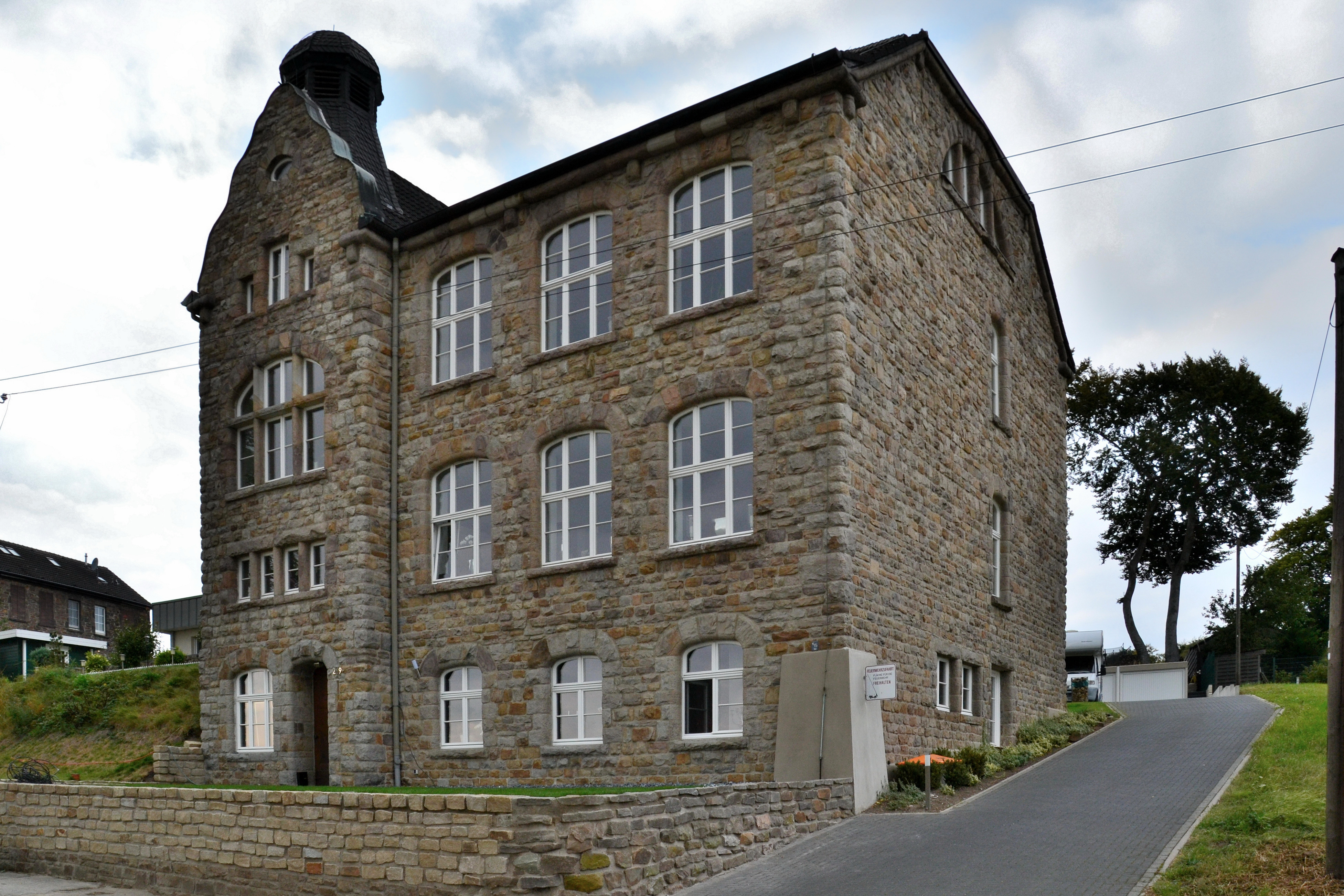
Byfang, ehem. Schulgebäude (1900)
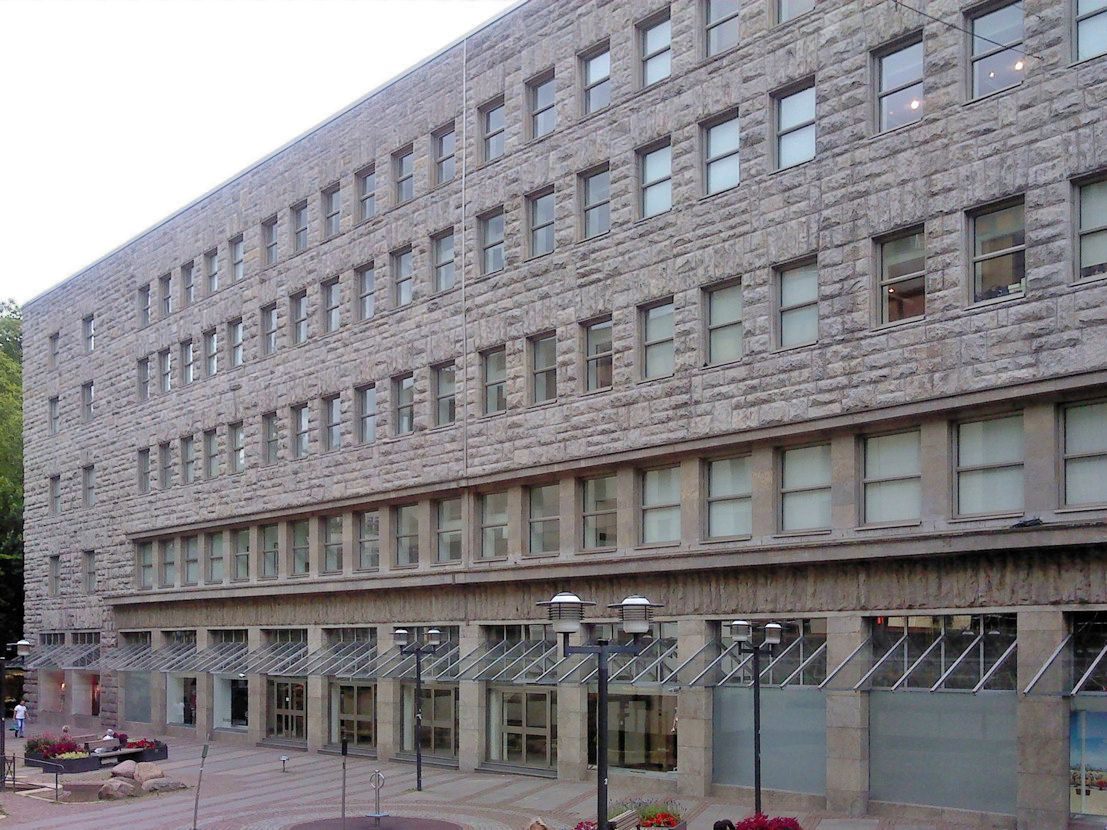
Blum-Haus (1925)
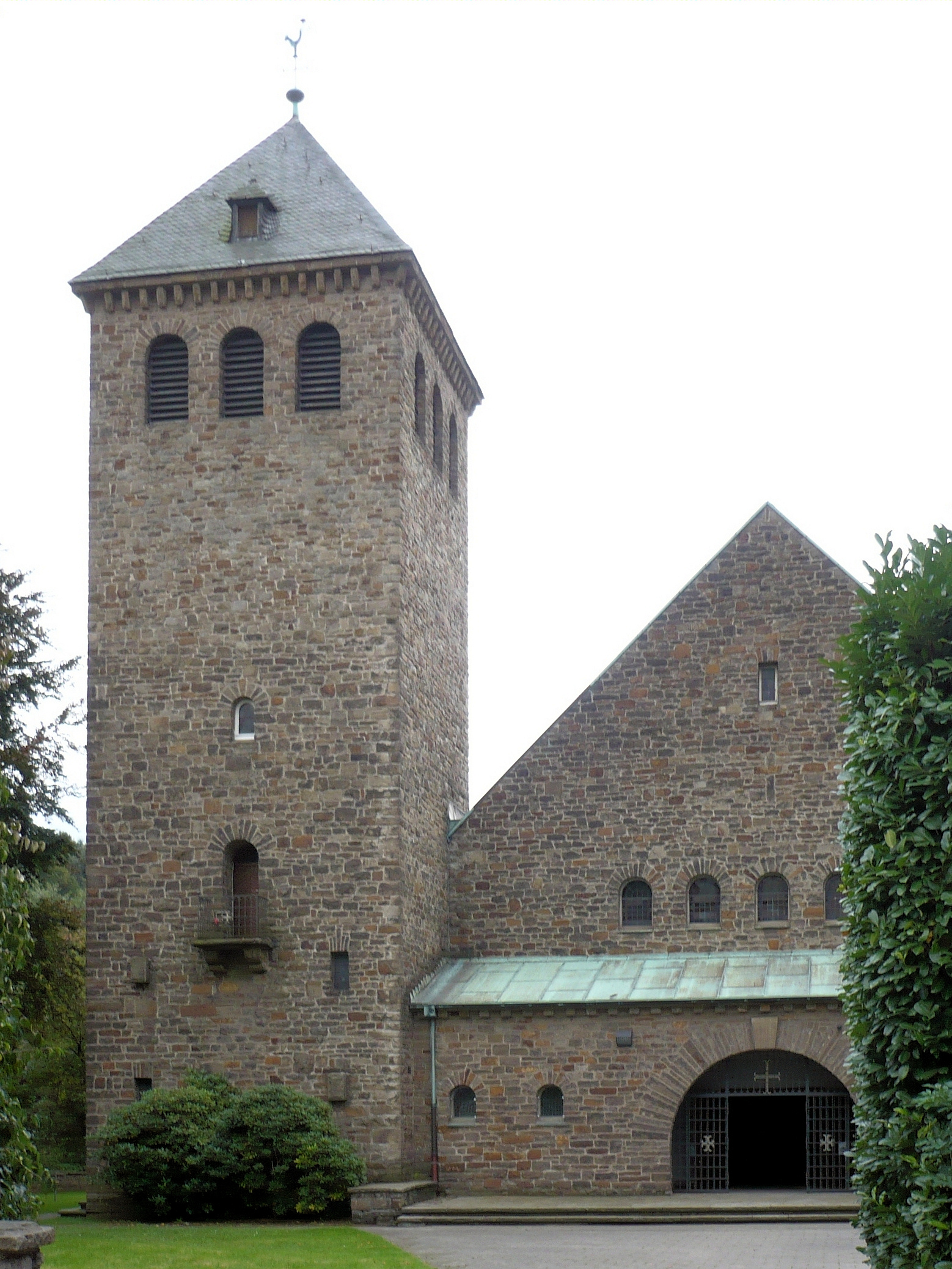
St. Joseph Essen-Kettwig; 1937
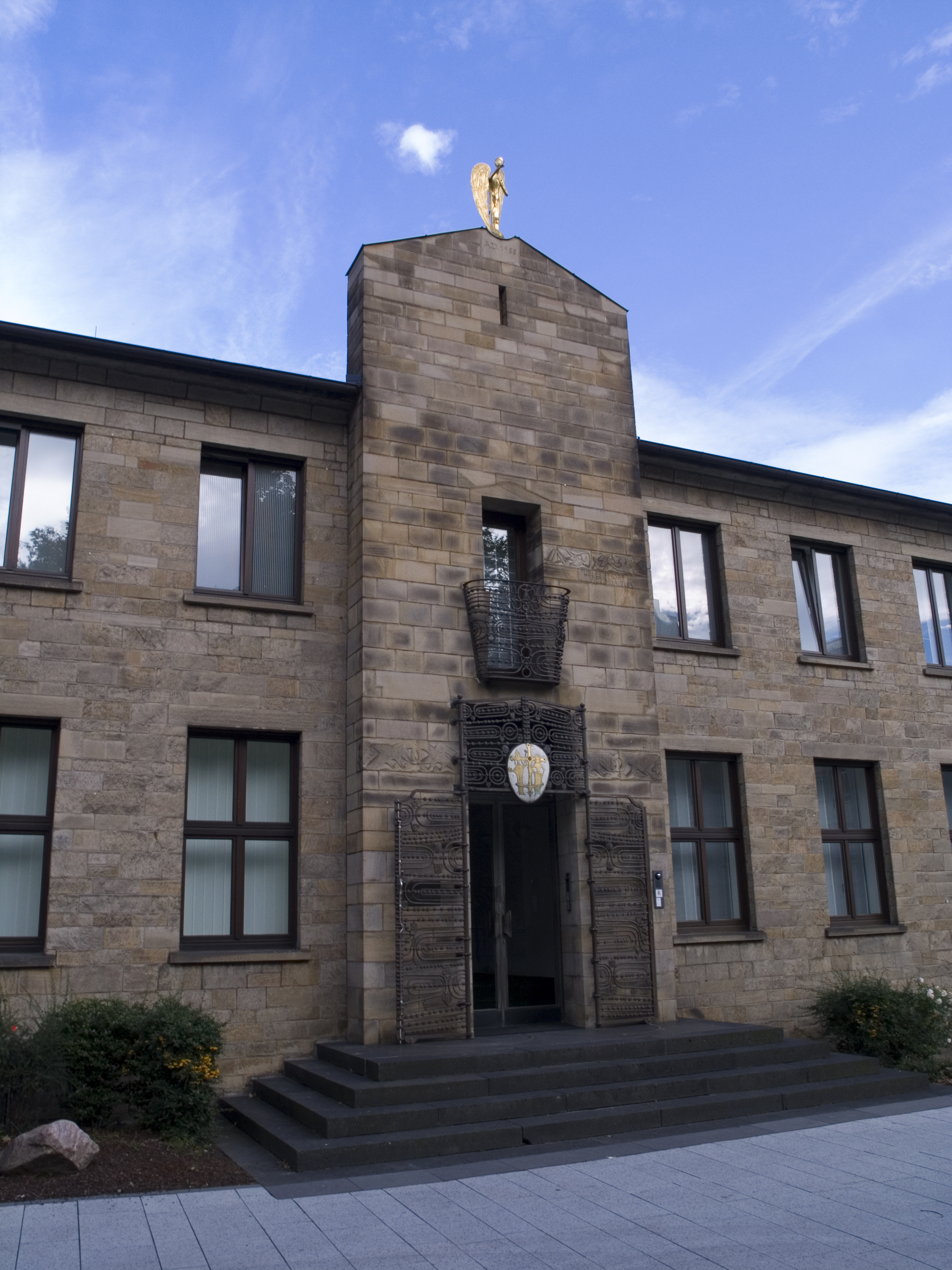
Bischofshaus, 1955/1956
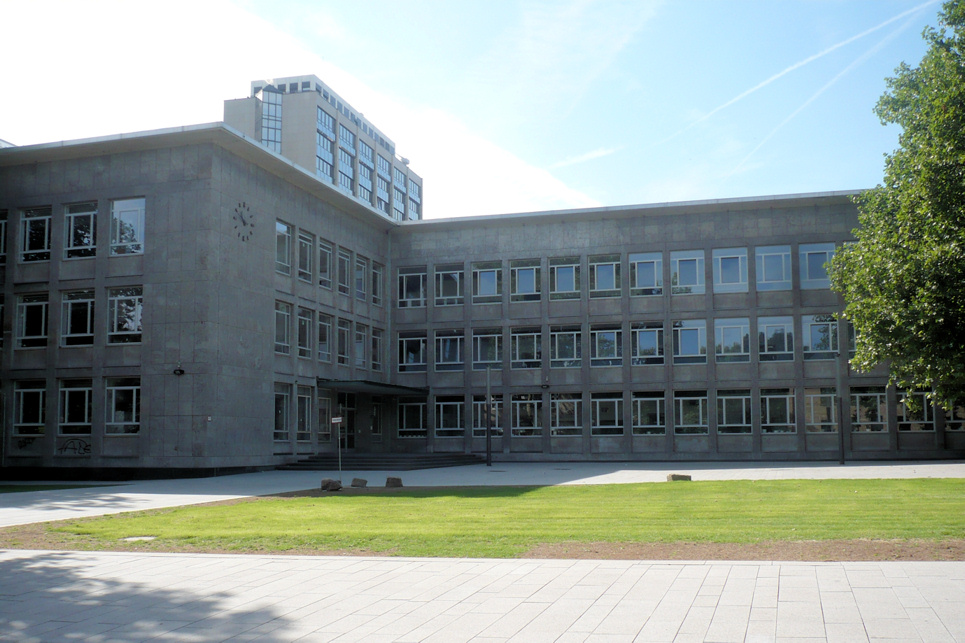
Burggymnasium, 1952
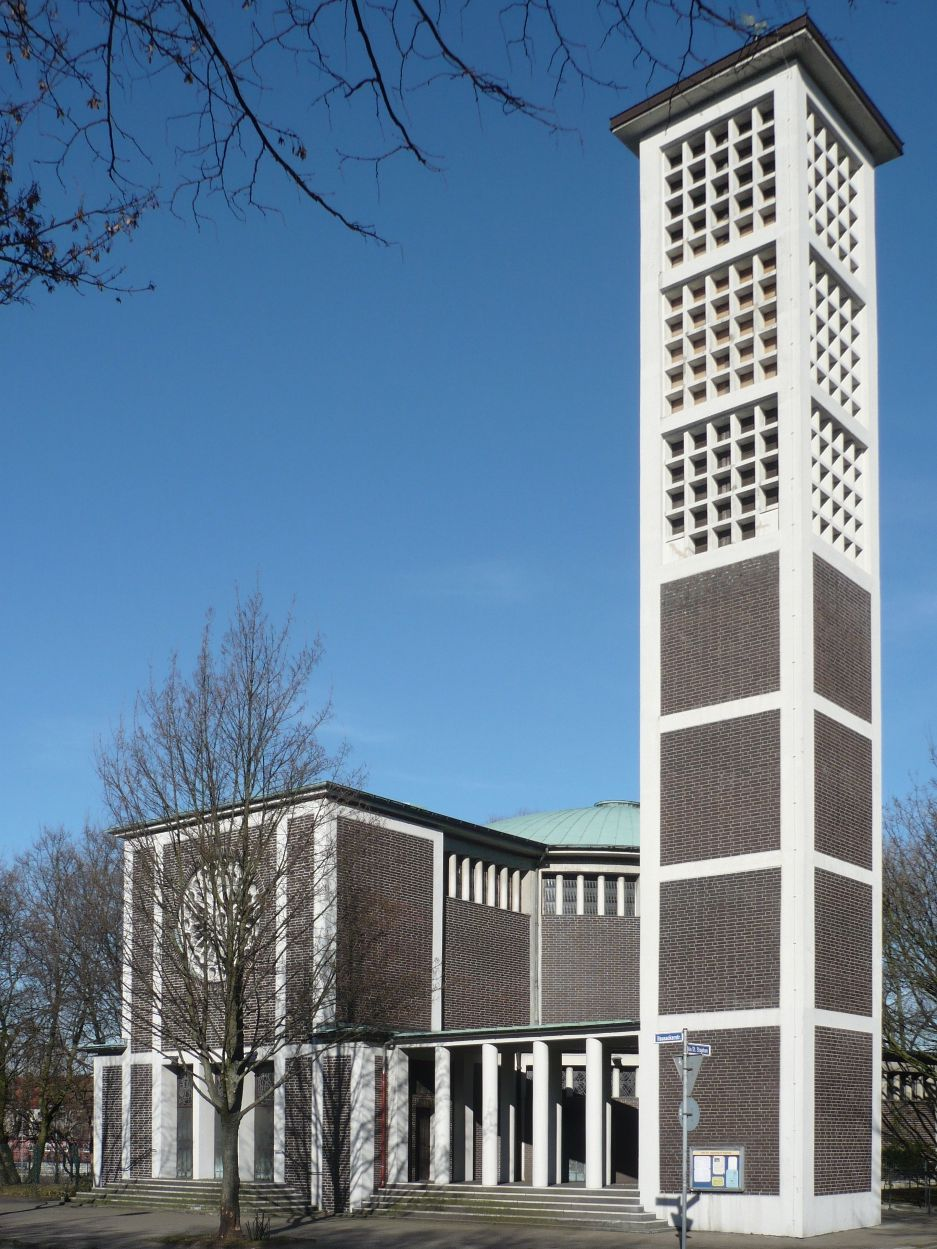
St. Stephanus Essen-Holsterhausen.

### Backsteinexpressionismus (1920er Jahre)

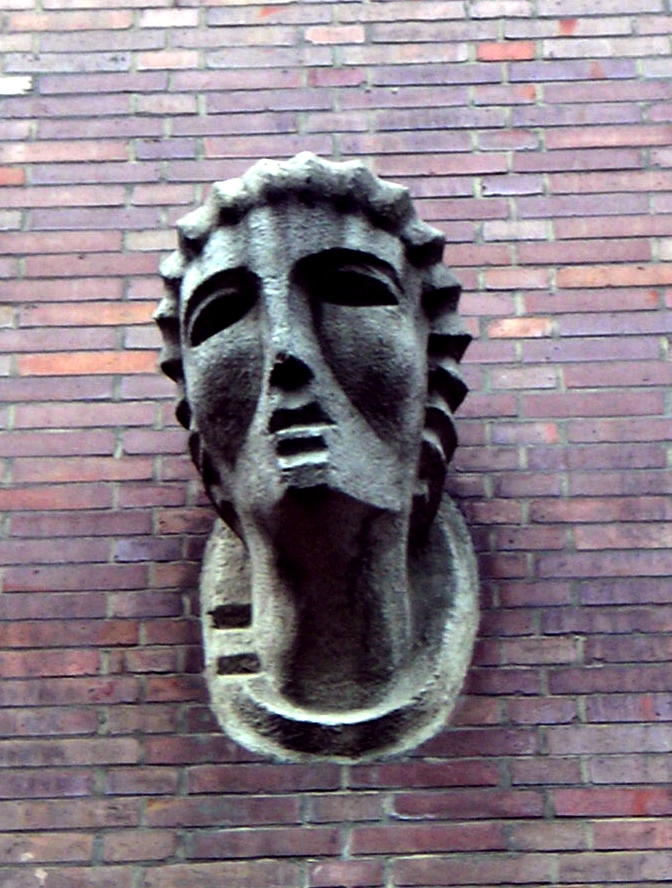
Expressionistische Kunst am Bau – Will Lammert, Kopf an der Essener Börse

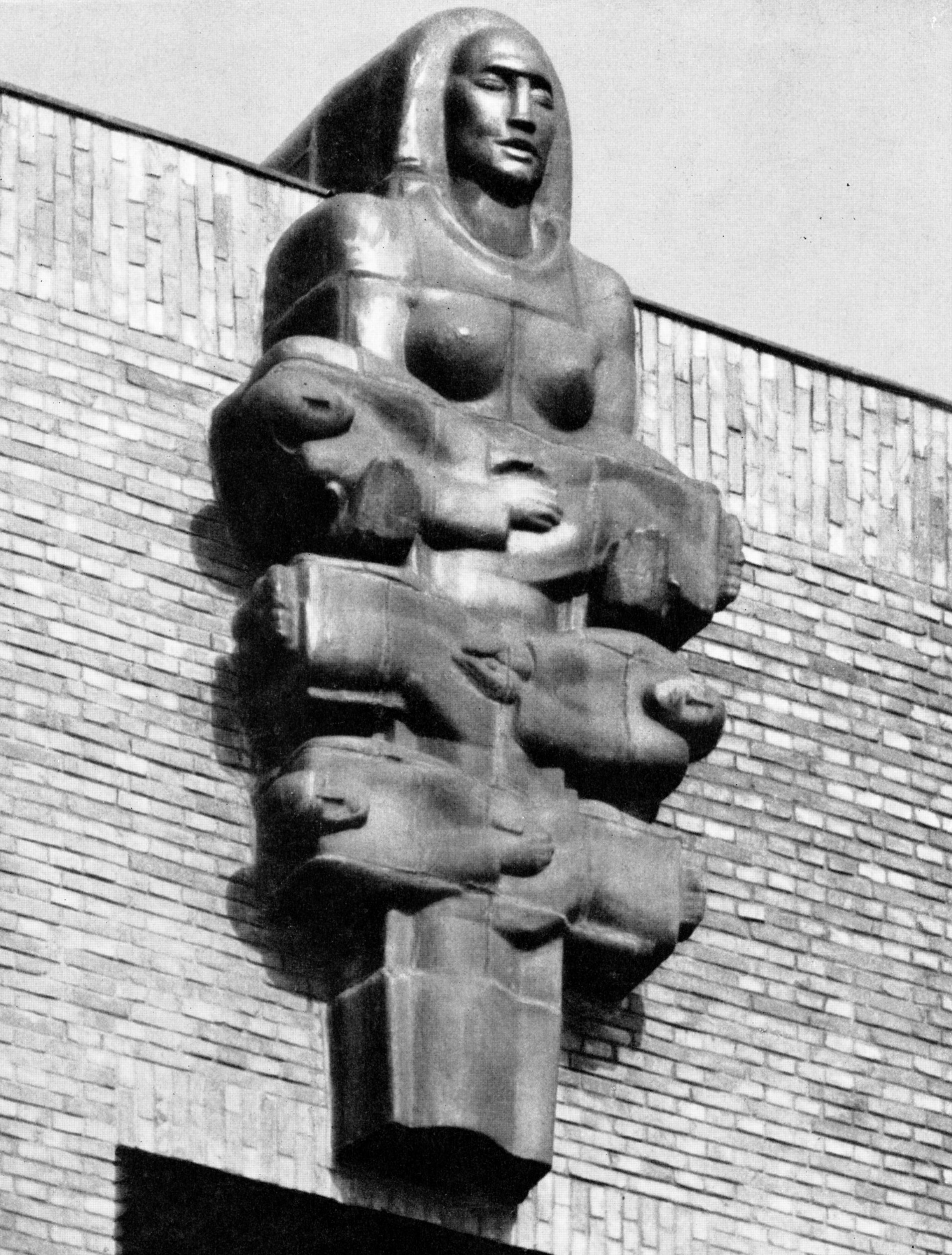
Expressionistische Kunst am Bau – Will Lammert, Mutter Erde, 1926 (zerstört) an der Einsegnungshalle Südwestfriedhof

In den ersten Jahrzehnten des 20. Jahrhunderts war die wachsende Industriestadt Essen, die „viertgrößte Stadt des Königreichs Preußens“. Es entstanden Gebäude mit einer „Ziegelarchitektur mit kristallinen, dreieckig und übertriebenen spitzwinkligen Formen“ (Backsteinexpressionismus).
In der Zeit nach dem Ende der Ruhrbesetzung (1925) und der Weltwirtschaftskrise (1929 ff.) hatte sich die Stadt mit „ehrgeizigen Bauten schlicht verausgabt“. So hatten sich an zentralen Stellen der Stadt öffentliche Gebäude in der „hektischen Wachstumsentwicklung […] als krass unterdimensioniert erwiesen“. So mussten Essen und die Reichspost in den 1920er Jahren einen Wettbewerb freier Architekten für ein neues Gebäude der Hauptpost veranstalten, weil sich das 1903 erbaute Vorgängergebäude als zu klein erwiesen hatte. Die nach Entwürfen von Wilhelm Hoeltz im Jahre 1924 im Stil des Expressionismus fertiggestellte Hauptpost weist zahlreiche dreieckigen Formen auf „mit ebenerdigen Blendöffnungen mit Dreiecksgiebeln […] ihre Mittelachse wird durch einen werksteinverkleideten Dreieckserker betont“.
Ein anderes Beispiel für den Expressionismus ist der nach Entwürfen von Ernst Bode im Jahre 1926 fertiggestellte Südwestfriedhof, insbesondere die „Parabelförmige Arkadenbögen [sind] typisch für den Expressionismus der 1920er Jahre.“ Die Fassade der Einsegnungshalle schmückte ein großes Relief von Will Lammert, das Mutter Erde darstellte. Das Werk des kommunistischen Bildhauers Lammert wurde als entartete Kunst zerstört. In der Einsegnungshalle befindet sich ein 12 Meter hohes Reliefbild, das den segnenden Christus an der Altarwand zeigt.
Ein christlicher Sakralbau im Stil des „Backsteinexpressionismus“ ist die Kirche Heilige Schutzengel in Frillendorf. Diese wurde nach Entwürfen des Architekten Edmund Körner im Jahre 1925 fertiggestellt.
Der nach Entwürfen von Edmund Körner im Jahre 1925 fertiggestellte Wasserturm ist ebenso ein Beispiel für den „Ziegelexpressionismus“.
Die nach Entwürfen von Edmund Körner im Jahre 1925 fertiggestellte Essener Börse ist ein Beispiel für den Expressionismus. Laut Watzlawik seien typische Gestaltungsmittel des Expressionismus „Dreiecksmotive“. Die Börse zeigt aufgrund seiner, an der Schaufassade befindlichen Dreieckserker eine „expressive Stirnseite“. Darin bestehe laut Watzlawik eine stilistische Ähnlichkeit mit dem Chilehaus. Anderer „expressionistischer Dekor des Außenbaues“ waren die „‚Zackenkrone‘ des Kopfbaues“ sowie der Arkadengang mit seinen achteckigen Muschelkalksteinstützen in Form „kristallförmig gestalteter Kapitelle“, die die „hohen eckig zugespitzten“ mit Backsteinen abgetreppten Bogenlaibungen stützten. Künstler wie der Bildhauer Will Lammert und Maler Jan Thorn Prikker gestalteten das Gebäude.
1926/27 entstand nach Plänen von Josef Rings die große Ausstellungs- und Festhalle an der Nobertstraße, ein verklinkerter Stahlbetonbau, der als dreischiffige Basilika konstruiert war. Die Fassade zeigte spitze Winkel. 1929 wurde daran der Grugapark angeschlossen. In der Nachkriegszeit wurde auf den Fundamenten des gesprengten Baus ein „schmetterlingsähnliche[r]“ Baukörper der Grugahalle erbaut, der einen „architekturgeschichtlicher Stellenwert als sich neu herausbildender Bautyp“ darstellt. Stilistische Ähnlichkeit zeigt die Grugahalle mit Roland Rainers Wiener und Bremer Stadthallen, insbesondere mit Dachkonstruktion und Anstieg der Tribünen.
„Dreiecksgiebel“ und „Motiv des Dreiecks aufnehmende Ziegeltexturen“ sind Kennzeichen des expressionistischen Verwaltungsgebäudes des Ruhrverbands, Kronprinzenstraße 37. Das Gebäude wurde 1922–1928 nach Entwürfen der Architekten Georg Metzendorf und Jacob Schneider erbaut. Nach Beschädigungen im Krieg wurde das Haus 1947 von Fritz Schupp wiederaufgebaut.

Spitze Winkel im Expressionismus
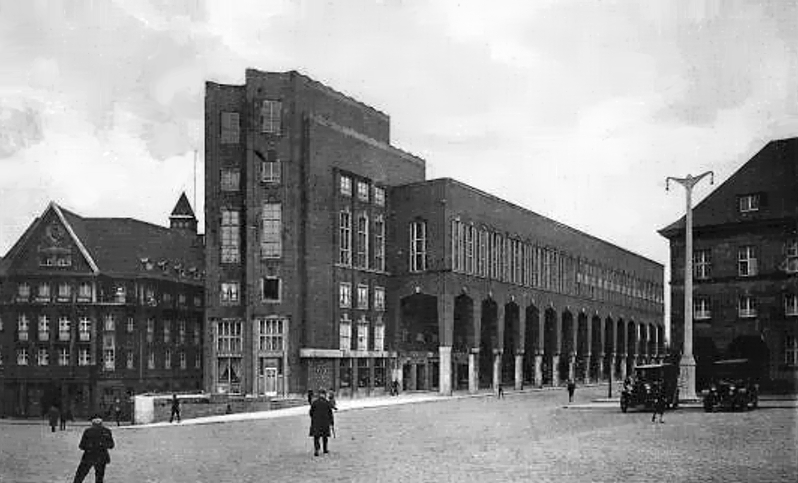
Essener Börse, Blick auf den Arkadengang
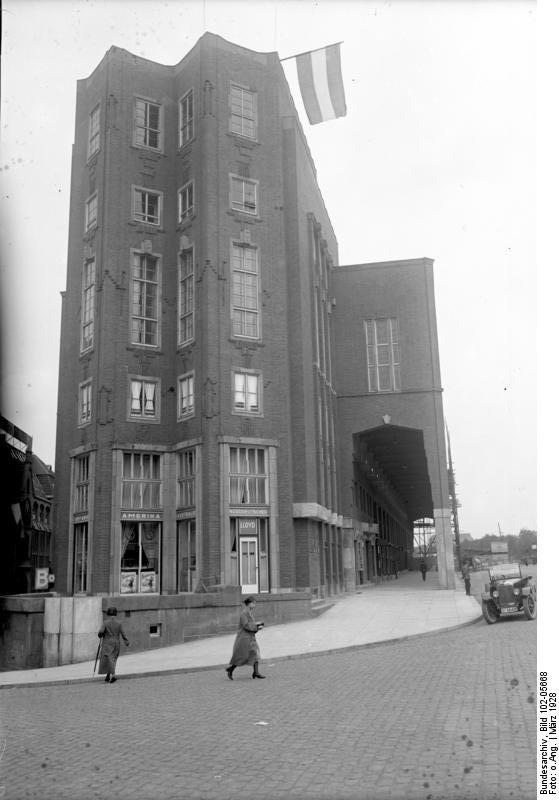
Essener Börse, Dreieckserker an der Stirnfassade
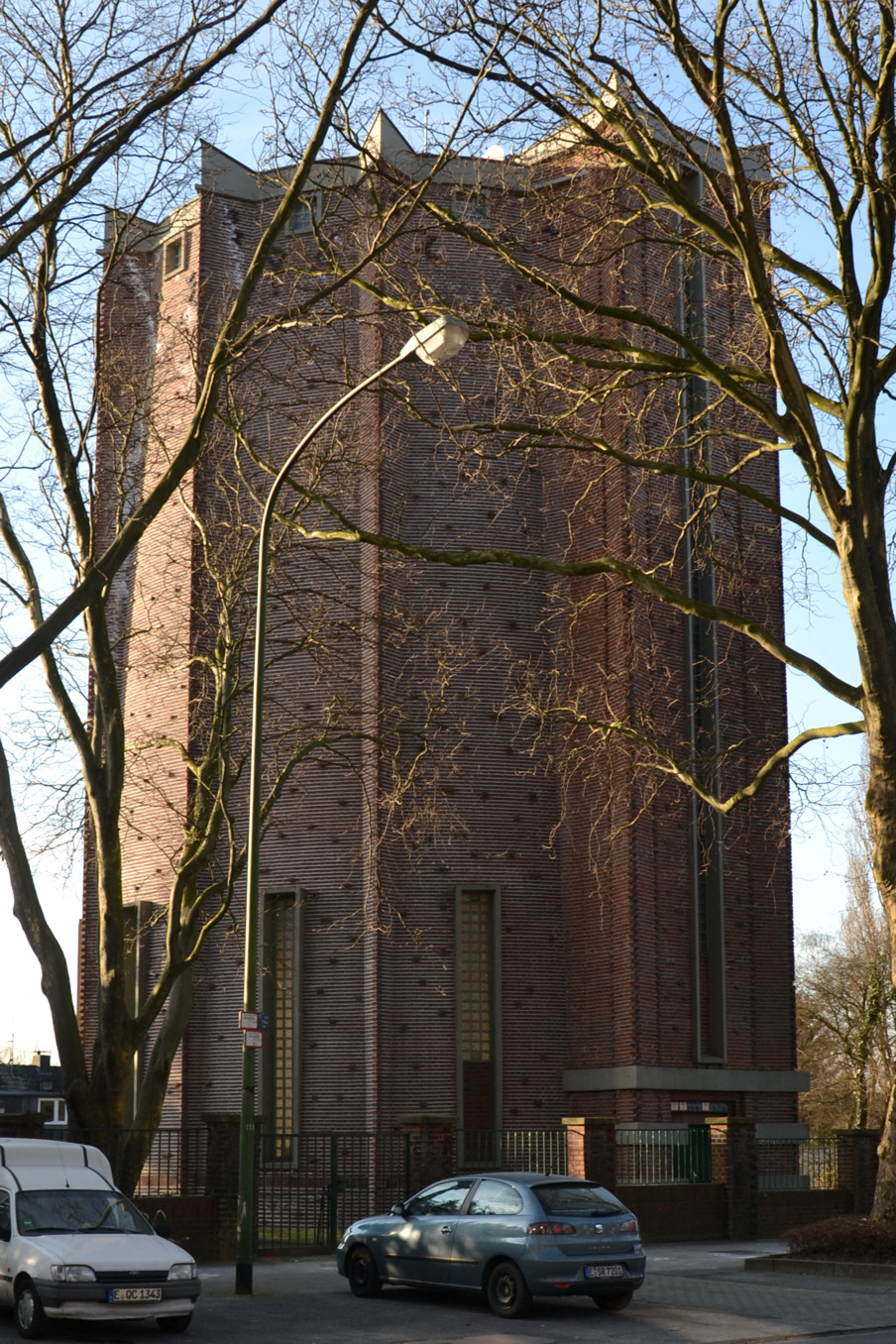
Wasserturm Frillendorf mit spitzen Winkeln und Ecken
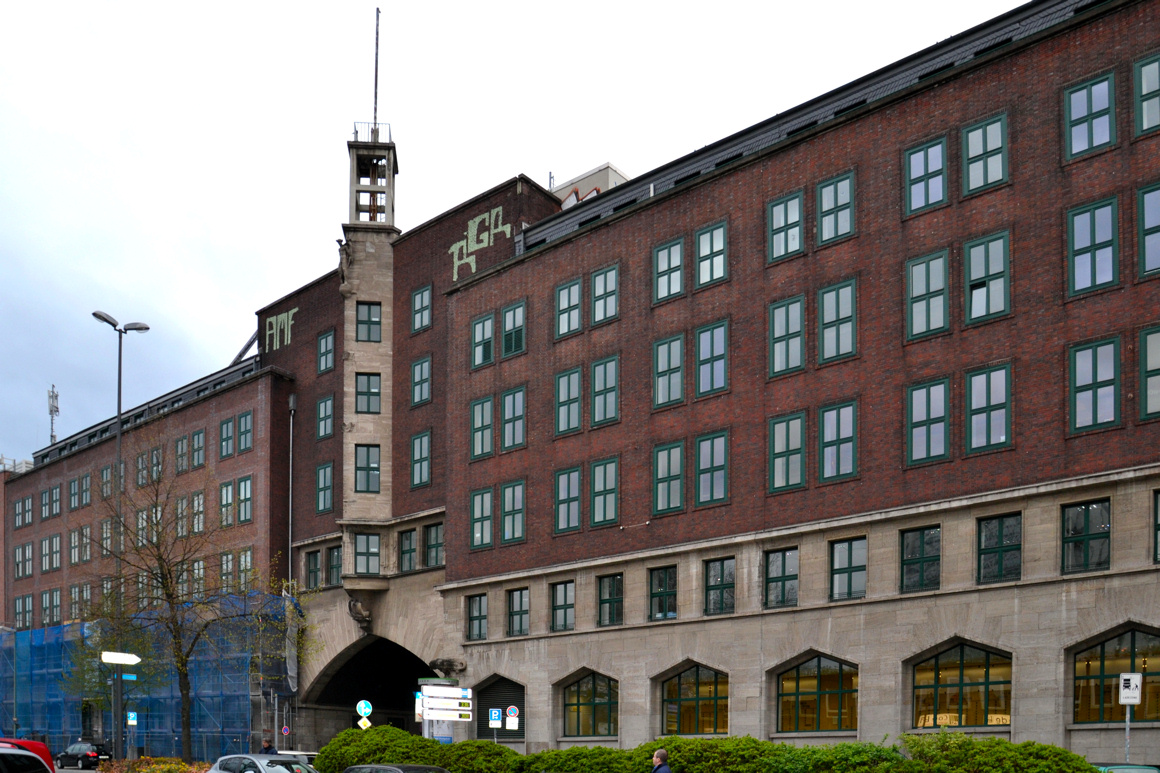
Hauptpost mit dreieckigem Erker und spitzen Winkeln, parabelförmigen Arkaden
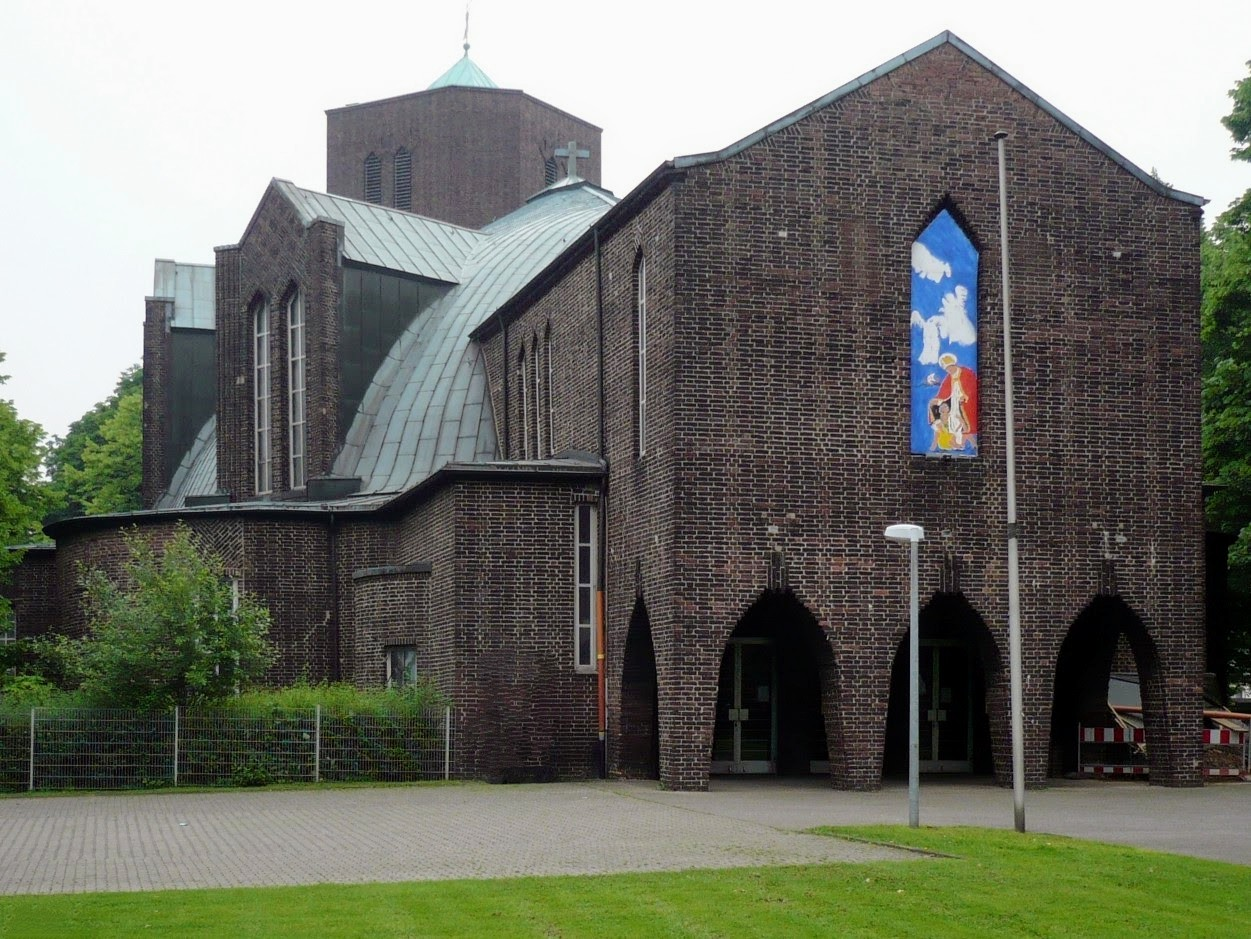
Kirche Heilige Schutzengel, parabelförmige Arkaden
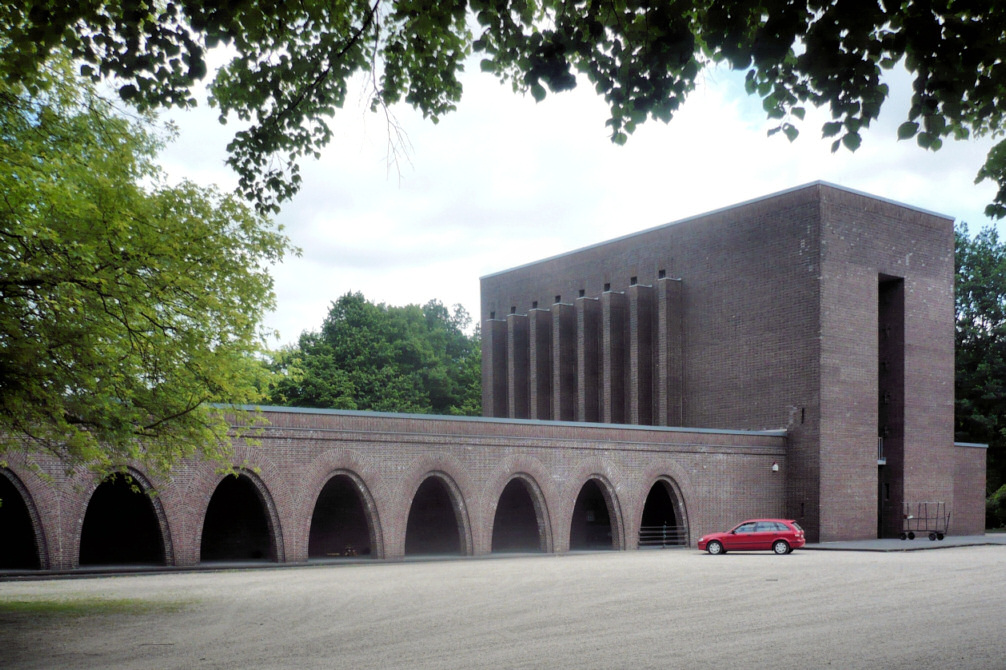
Südwestfriedhof, parabelförmige Arkaden
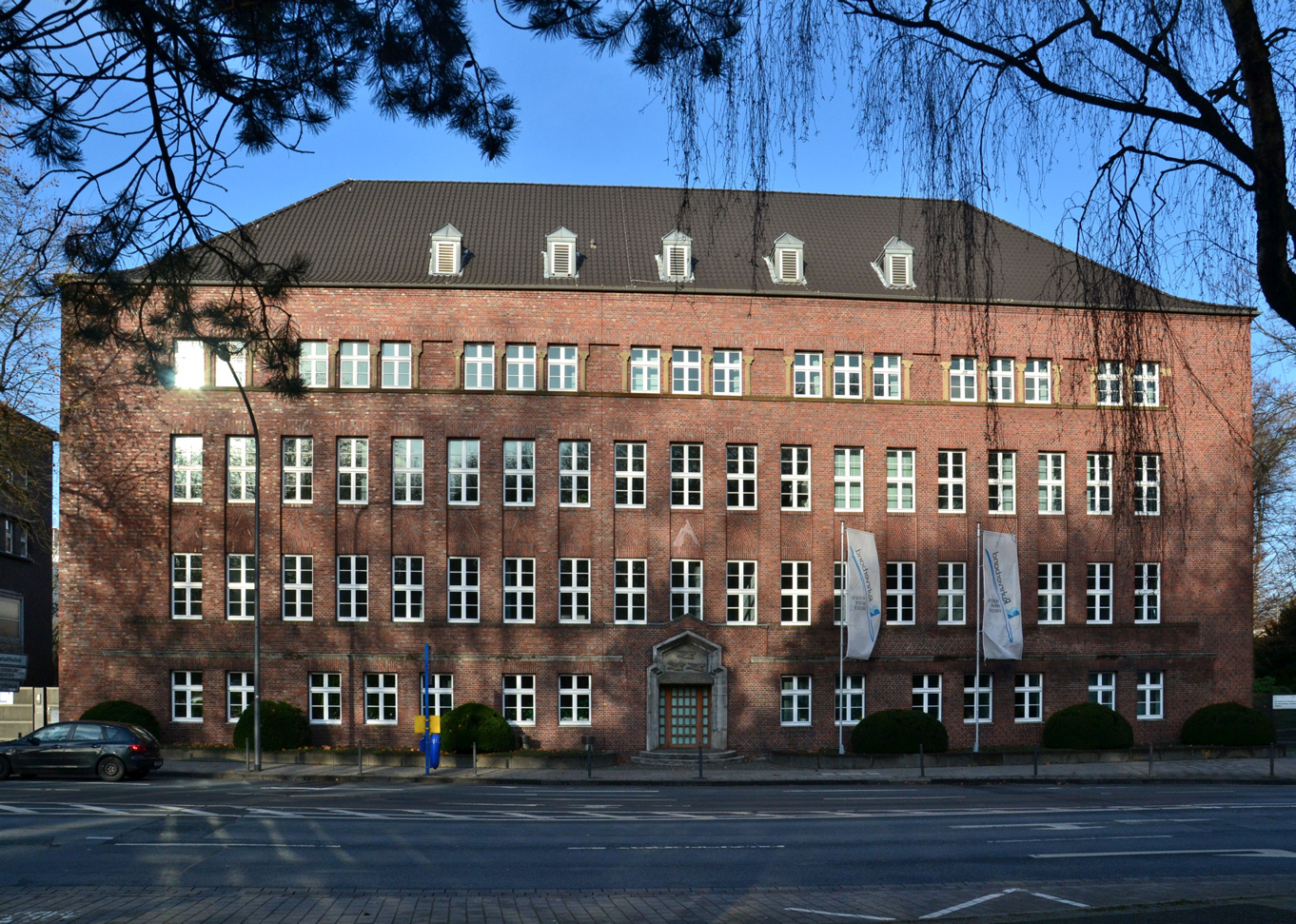
Verwaltungsgebäude des Ruhrverbands

### Neues Bauen/Neue Sachlichkeit (1918–1933)

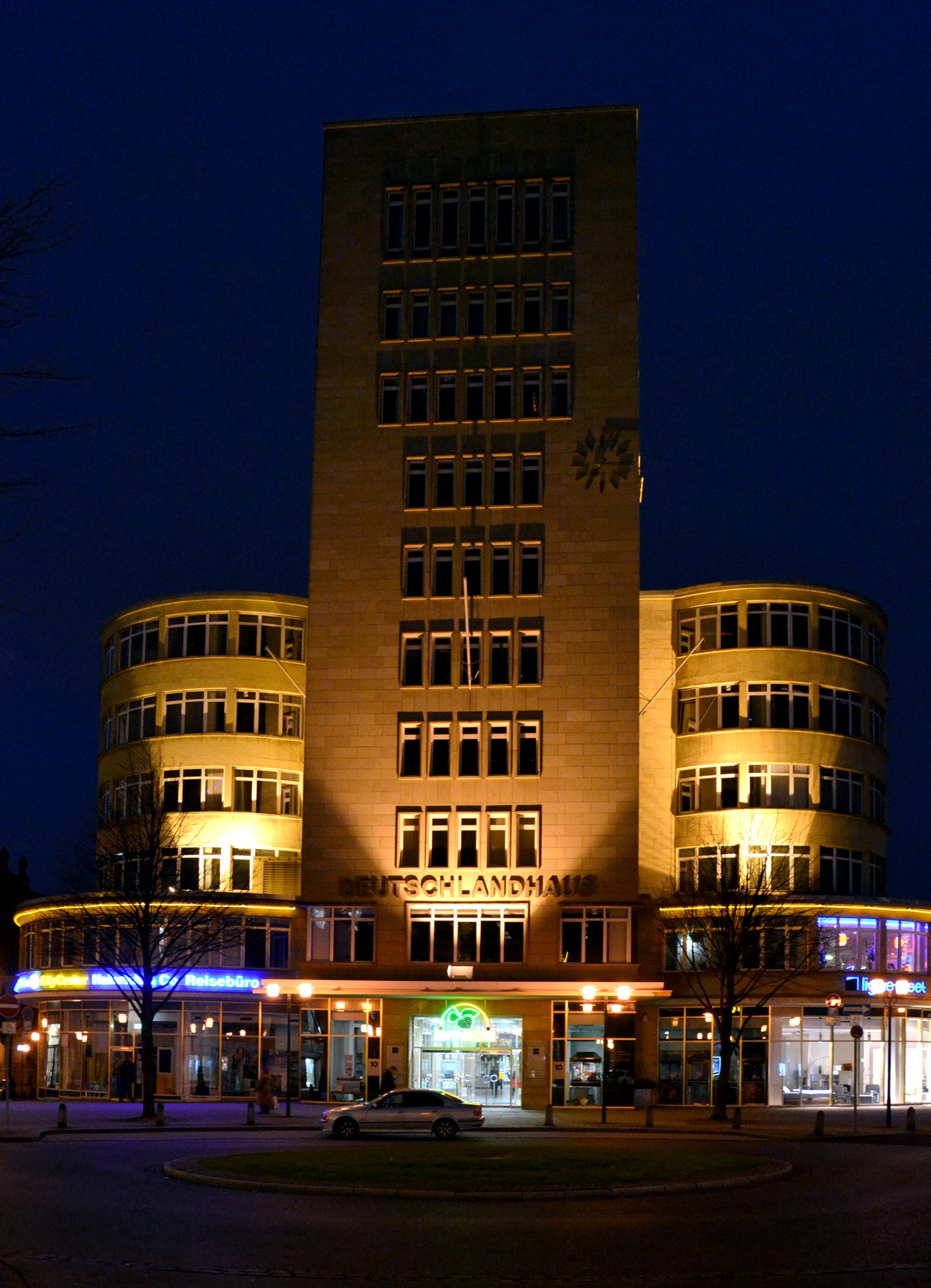
Neues Bauen / Neue Sachlichkeit: Deutschlandhaus.

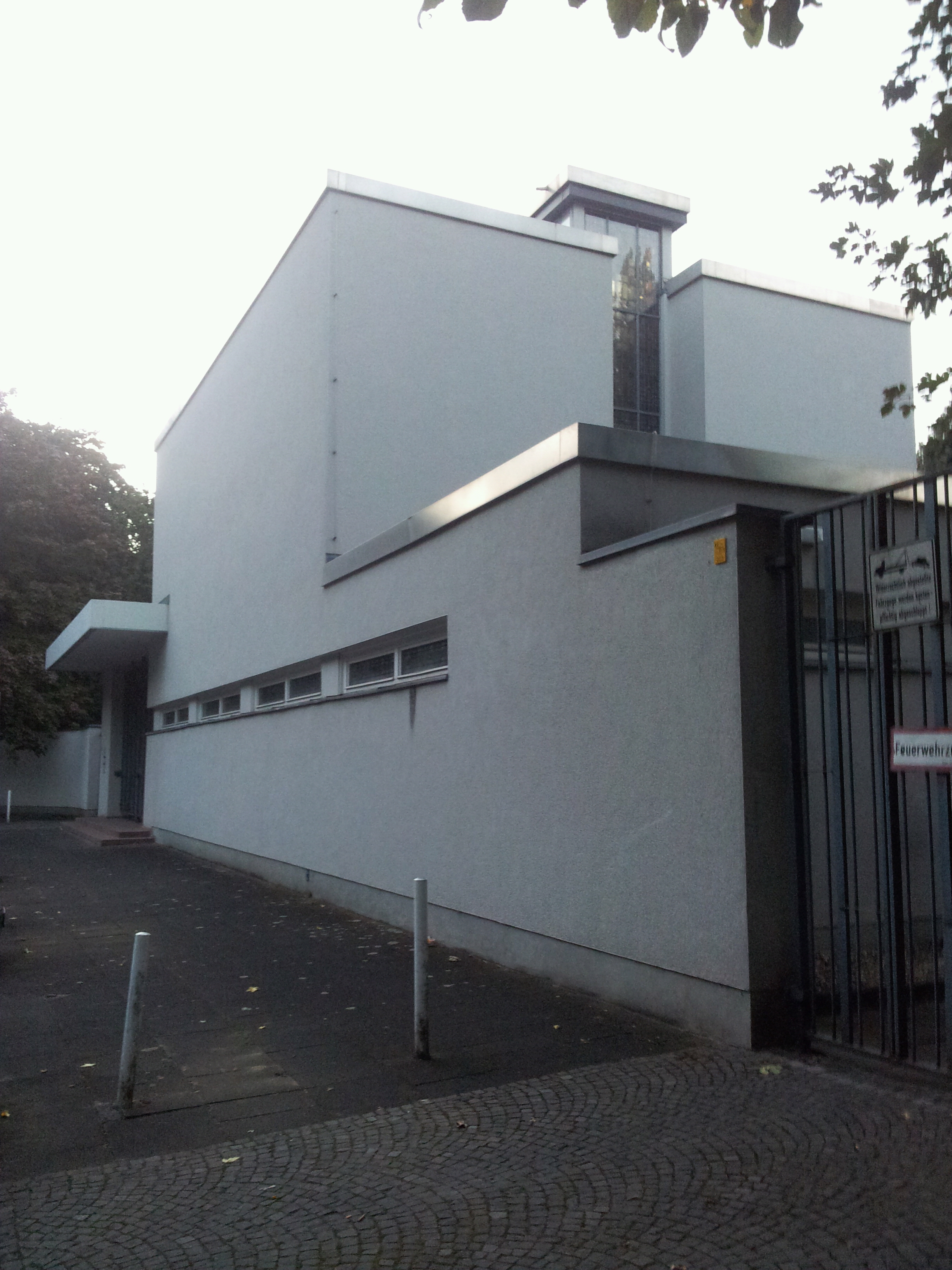
Kubus als Baukörper: jüdische Trauerhalle

Essen galt in den Jahren zwischen 1918 und 1933 als „heimliche Architekturhauptstadt“. Laut Krüssmann wurde Essen als Architekturhauptstadt unterschätzt, weil keiner der Architekten zur „Radikalität von Erich Mendelsohn oder Walter Gropius “ gefunden hatte. Mendelsohns organische Architektur in Beton war für den „Mendelsohn’schen Schwung“ bekannt. Der deutsch-jüdische Architekt war im Essener Moltkeviertel tätig, wo er einen „bemerkenswerten Bau“ schuf: Das 1930 bis 1933 erbaute Jugendheim der Jüdischen Gemeinde, das 1938 in Brand gesetzt und anschließend abgebrochen wurde. Der Gebäudekomplex bestand aus einem eingeschossigen, halbkreisförmigen Vorbau und einem dahinterstehenden viergeschossigen Kubus. Heute befindet sich an seiner Stelle die Neue Synagoge.
Rundungen an christlichen Sakralbauten sind an der Fronleichnamskirche zu finden. Konkave und konvexe Rundungen zeigt das Hochtiefhaus auf. Der Kopfbau ist nach innen, der linke Gebäudeflügel ist nach außen gewölbt.
Mendelsohns Rundungen finden sich insbesondere am 1929 erbauten Deutschlandhaus von Jakob Koerfer.
Ein Beispiel für ein Gebäude „im Stil der Neuen Sachlichkeit“ ist das nach Entwürfen von Ernst Knoblauch im Jahre 1928 fertiggestellte Gebäude der Allgemeinen Bauverein Essen AG (Allbau). Die beiden abgerundeten Ecken waren jeweils mit einer Monumentalplastik aus Sandstein von Will Lammert geschmückt. Die Figuren sollten „Bauleute“ darstellen, wurden jedoch von der Bevölkerung als die Allbau-Direktoren Haag und Riehm interpretiert angesehen. Die Figuren wurden im Dritten Reich als „entartete Kunst“ zerstört.
Verschiedene Monumentalplastiken schmückten auch das Ruhrkohlehaus (1936): Barbara und Bergmann und Steile Lagerung sowie eine Enseling-Skulptur.
Das Krankenhaus Lazarettstraße, Vorgänger des Alfried Krupp Krankenhaus Rüttenscheid, wurde 1937 nach Entwürfen des Architekten Emil Jung erbaut. Die Ecken des vierstöckigen Gebäudes sind abgerundet.
Das Gebäude Regionalverband Ruhr wurde 1929 nach Entwürfen von Alfred Fischer erbaut. Schlicht-elegante Rundungen, Fassade mit Simsen und Fensterbändern, die die Horizontale betonen.
Das 1930 nach Entwürfen von Hans Schäfer erbaute Gemar[k]haus an der Gemarkenstraße 35 in Holsterhausen zeigt stilistische Ähnlichkeiten mit dem Krankenhaus an der Lazarettstraße. Das Gebäude beinhaltete den Gemar-Filmpalast mit 1.150 Plätzen.
Das 1929 nach Entwürfen von Alfred Fischer erbaute Verwaltungsgebäude Regionalverband Ruhrgebiet an der Kronprinzenstraße 35 ist ein Beispiel für die „avantgardistischen Tendenzen des ‚Neuen Bauen‘.“ Das Gebäude kennzeichnet das „Motiv der abgerundeten Ecke.“ Stilistisch sei das Haus mit dem sehr viel größeren Gebäudekomplex des Hans-Sachs-Hauses in Gelsenkirchen verwandt. Der Gelsenkirchener Bau habe den Essener Bau entscheidend beeinflusst und gilt als Vorgängerbau. Eine Baukunst-Ausstellung bezeichnete die Essener Periode von 1921 bis 1933 als eine Ära der „Visionen in Stein“. Laut Krüssmann vertraten zwei Sakralbauten beispielhaft moderne Architektur in Essen: die Auferstehungskirche von Otto Bartning und seine als Stahlkirche bekannt gewordene Melanchtonkirche mit halbrundem Abschluss im Stadtteil Holsterhausen. Die 1928 erbaute und 1931 nach Essen versetzte Stahlkirche bestand aus 20 Meter hohen Stahlträgern mit dazwischen befindlichen, 660 bleiverglasten Fensterfeldern von Elisabeth Coester.
Kubus als Baukörper
Das Privathaus und Atelier von Edmund Körner aus dem Jahr 1928 verdeutlicht „den Übergang von expressionistischer Formgebung […] zur Neuen Sachlichkeit, die durch die holländische Gruppe de Stijl beeinflusst war.“ Mehrere zwei- bzw. dreigeschossige Baukuben sind ineinander verschränkt.
Das Stadtbad Altenessen, erbaut 1930 nach Entwürfen von Ernst Bode, besteht aus mehreren kubischen Baukörpern.
Die jüdische Trauerhalle am Parkfriedhof wurde 1931 nach Entwürfen von Ernst Bode und Hermann Finger im Jahre 1931 fertiggestellt und zeigt „mehrere in einander gestaffelte Quader.“ Es war der letzte in Essen umgesetzte Bauplan von Ernst Bode, der bis 1934 als Baudezernat in Essen tätig war.

### Drittes Reich (ab 1933)

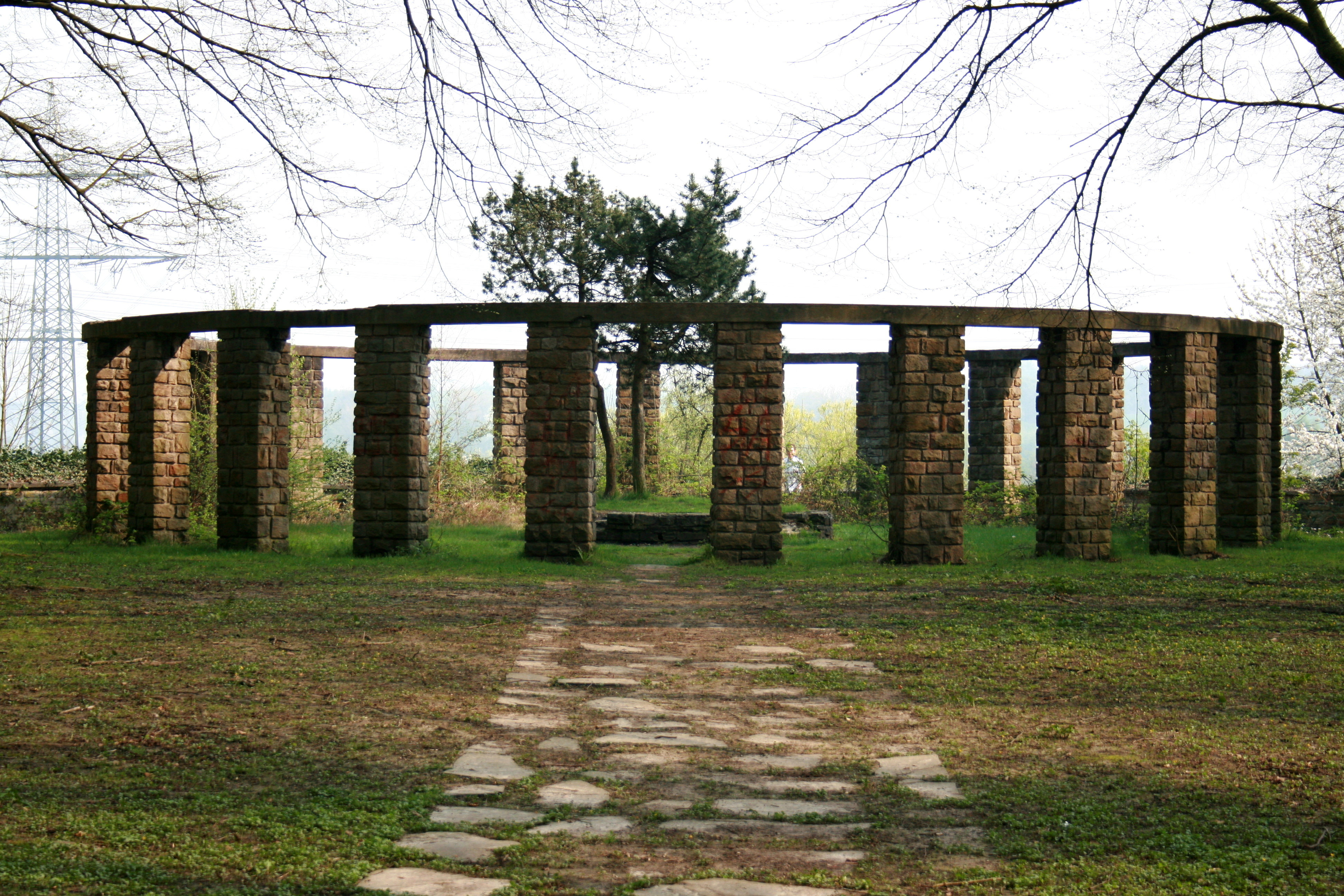
Freikorps-Ehrenmal

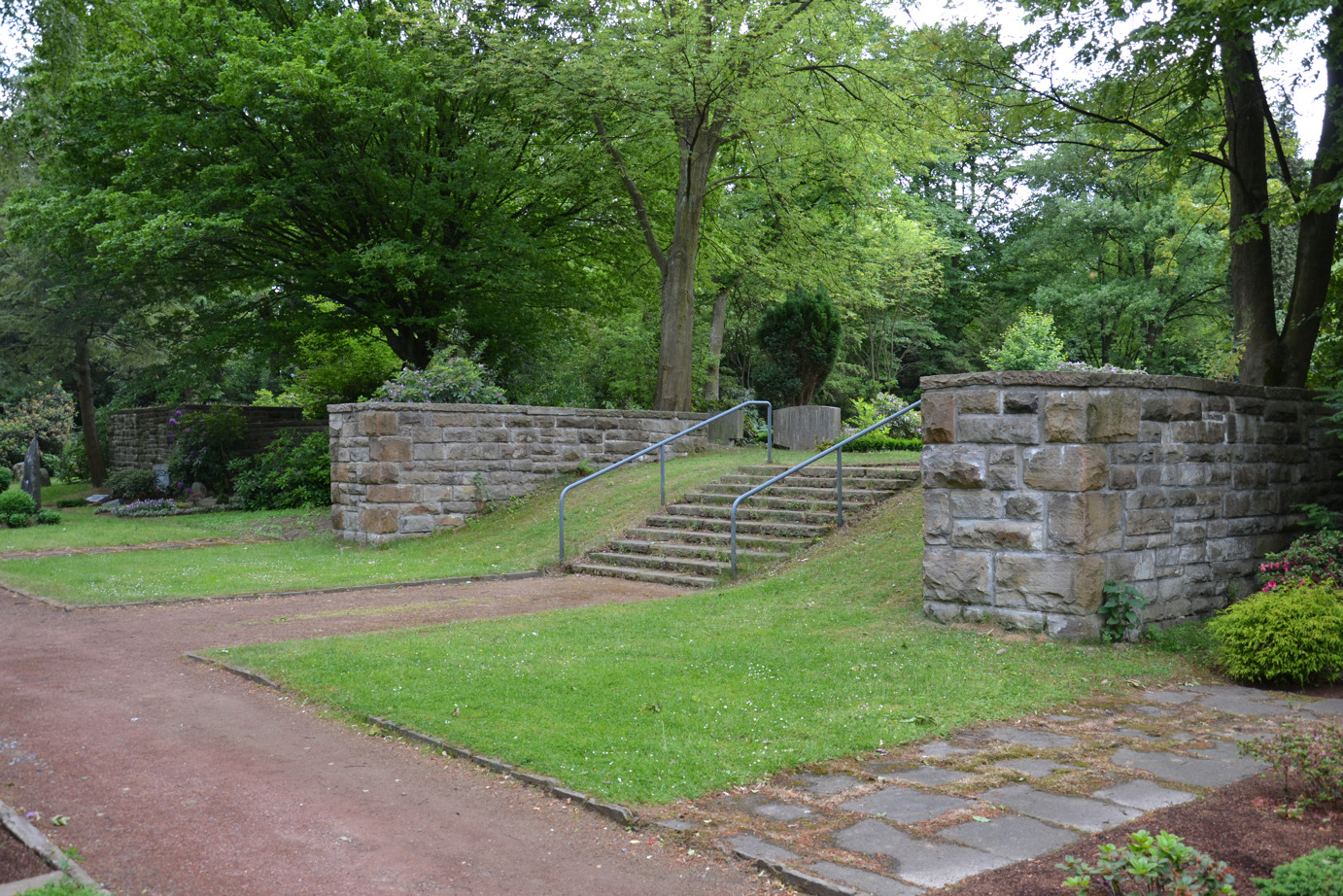
Ehemaliges Gau-Ehrenmal, Essen, Emil Fahrenkamp auf dem Südwestfriedhof in Essen-Fulerum.

Nach der Machtergreifung erfolgte ein „künstlerisch-kreativer Exodus“: Vertreter des Essener jüdischen Bürgertums, die als Mäzen und Stifter bekannt waren und im Bauwesen aktiv waren verließen Essen: Salomon & Anna Heinemann, Familie Simon Hirschland, Familie Gustav Blum (1879–1935), Fritz & Frida Levy, Levi Freudenberg und Familie Alfred Grundmann. Aus der Hirschland-Bank wurde das Bankhaus Burkhardt. Das „neue“ Bankenviertel an der Lindenallee zeigte Prachtbauten der jüdischen Mitbürger. Das nach Plänen von Carl Moritz im Jahre 1910 erbaute Gebäude der Simon Hirschland Bank war „Sitz einer für die industriellen Entwicklung der Stadt höchst einflussreichen Privatbank“. Zu Hirschlands Kundenkreis zählten Essener Wirtschaftsgrößen Alfred Krupp, Johann Dinnendahl, Wilhelm Theodor Grillo und Mathias Stinnes. Aus den Textilhäusern Blum und Grundmann („größtes Spezialgeschäft in Deutschland für Damen- und Pelzmoden“) wurde „Loosen“ und „Boecker“. Das Blum-Haus war der Vorreiter zur Modernisierung des mittelalterlich geprägten Essener Burgplatzes.
Die in den 1920er Jahren fünf wichtigen („Großen Fünf“) in Essen tätigen Planer wurden aus dem Beruf verdrängt: Georg Metzendorf, Edmund Körner, Alfred Fischer, Ernst Bode und Robert Schmidt. Georg Metzendorf wurde 1934 Gegenstand eines juristischen Verfahrens wegen „kulturbolschewistischer Tendenzen“ und verstarb im selben Jahr. Weil Edmund Körner an dem Bau der Essener Synagoge beteiligt war, erhielt er 1933 als „Judenfreund“ ein Bauverbot für den „Gau Essen“. Seine Weiterarbeit war ausschließlich seinen Verbindungen in die USA zu verdanken, insbesondere seinen Beziehungen zu Henry Ford aus der Zeit des Baus der Kölner Fordwerke sowie zu Hans Luther, dem früheren Essener Oberbürgermeister und späteren deutschen Botschafter in den USA. Nach der Machtergreifung wurde Fischer im Jahre 1933 zuerst beurlaubt. Es folgte eine Versetzung in den Ruhestand. 1940 fiel sein Sohn Heinz als Soldat. 1934 wurde Ernst Bode von den „neuen Machthabern aus dem Amt als Baudezernent gedrängt“. Ein Grund dafür war, dass Bode auch eine jüdische Trauerhalle auf dem Essener Parkfriedhof gebaut hatte. Der von den Nationalsozialisten eingesetzte Oberbürgermeister Theodor Reismann-Grone schrieb zu Bodes Weggang: „Es ist kein großer Verlust für die Stadt […] von Stadtplanung versteht er [Bode] fast nichts“. Robert Schmidt hatte zusammen mit Georg Metzendorf die Gartenstadt-Siedlung Margarethenhöhe geplant. Seine Denkschrift über die Walderhaltung im Ruhrkohlenbezirk  fand Eingang im Reichsgesetz über die Aufschließung von Wohnsiedlungsgebieten. Schmidt schied aber 1932 aus dem Verwaltungsdienst aus und verstarb 1934.
Das Rheinisch-Westfälische Industriegebiet war die größte und dichteste Wirtschaftszone Deutschlands. Essen war wichtig in wirtschaftlicher und politischer Hinsicht, hier trafen sich Wirtschaftsmagnaten und Politiker, die sich von der Wirtschaft finanzielle Unterstützung erhofften. Das Essener Rheinisch-Westfälische Kohlen-Syndikat „unter Führung des Hitler-Freundes“ Emil Kirdorf war in Berlin vertreten. Alfred Hugenberg – „Pressezar und Hitler-Förderer“ – war Direktor bei Krupp. Essen wurde nach dem Gemeindeverfassungsgesetz von 1933 zur „Gauhauptstadt Ruhr-Emscher“. Ernst Bode wurde 1934 durch den Baudezernenten Sturm Kegel ersetzt. Die NS-Gauleitung residierte im „Thomae-Haus“, die eine monumentale „Ehrenhalle für gefallene Parteikämpfer“ mit Monolithen aus Ruhrsandstein, im ehemaligen von Ernst Bode erbauten Glückaufhaus erbauen ließ. Das „Freikorps-Ehrenmal“ bestehend aus Monolithen aus Ruhrsandstein wurde 1934 nach Entwürfen von Paul Dietzsch erbaut. Das Gau-Ehrenmal auf dem Südwestfriedhof in Fulerum wurde 1938 nach Entwürfen von Emil Fahrenkamp erbaut. Das zerstörte Bauwerk bestand aus einem langgestreckten Kubus flankiert von monolithischen Arkadengängen. Die Fassade war mit Rustika und mehreren Reliefs geschmückt (Adler mit ausgestreckten Flügeln und zwei Hakenkreuze). Über dem Eingangsbereich war die Inschrift zu lesen: „Den Toten der Bewegung“.

### Nachkriegszeit (ab 1948)

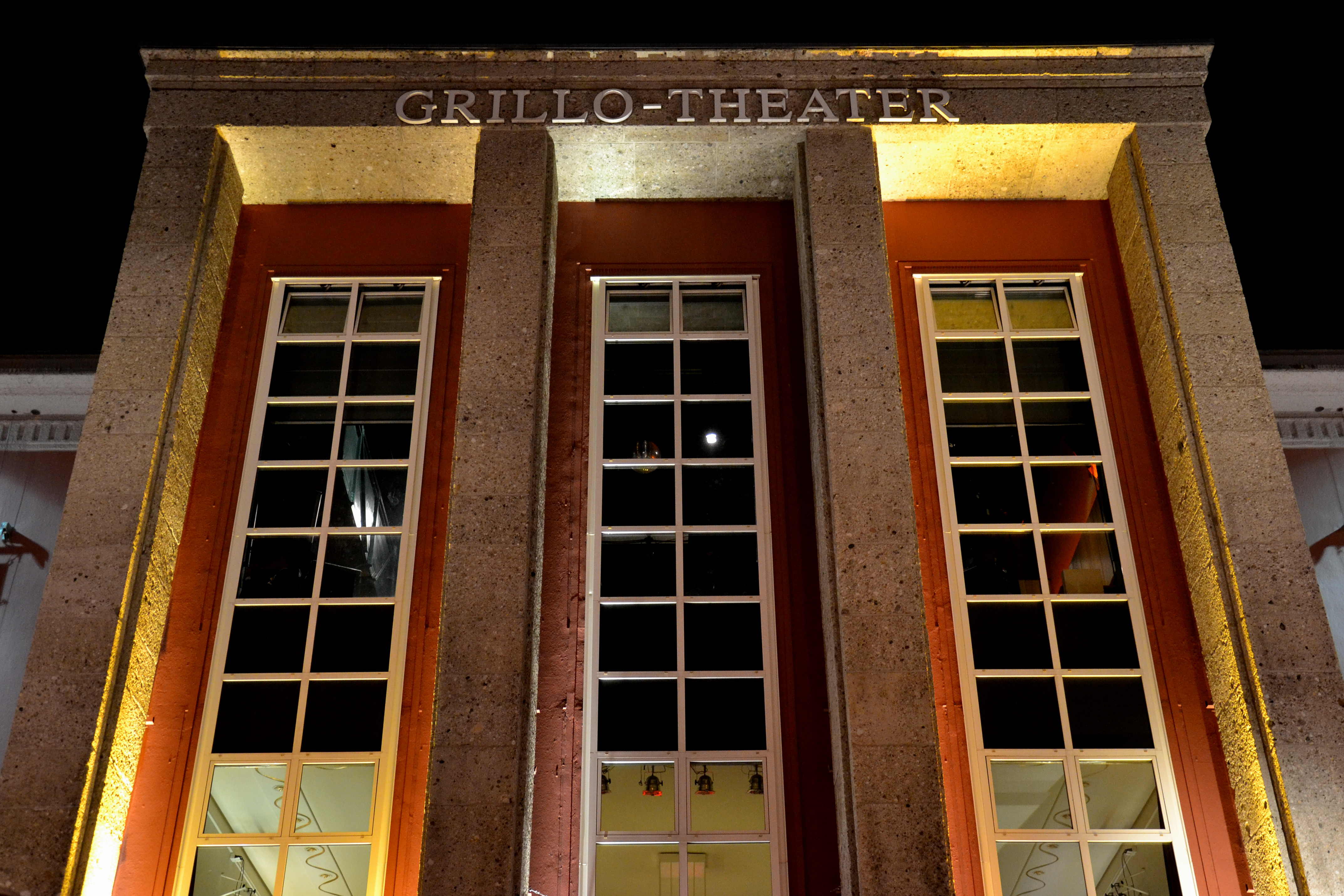
Grillo-Theater (Reliefs, Herbert Lungwitz)

In der Nachkriegszeit kam ab 1948 der Wiederaufbau in Gang und Essen hatte eine dritte „Hochkonjunkturphase im Bauen und der Stadtentwicklung“. Hier waren aber jene Planer in leitender Position vertreten, die Ernst Bode und Edmund Körner im Dritten Reich ersetzt hatten, so der Baudezernent Sturm Kegel.
Anklänge an die „monumentale ‚1000-jährige‘ Ästhetik“ hat das Amerikahaus Ruhr. Das nach Plänen von Hermann Gehring am Kennedyplatz 7 im Jahre 1952 fertiggestellte Bauwerk zeigt bei seiner Architektur „noch deutliche heroisierende Elemente der NS-Zeit“. Das Amerikahaus Ruhr zeigt überdimensionierte Säulen ohne jede statische Funktion, Säulengänge, ehrenhofartige Außenbereiche und „heldenhaft-abstrahierten Reliefs“ von Herbert Lungwitz („Zähmung des Minotaurus“ sowie „Allegorien von Schönheit und Musik“ und „Allegorie von Frieden und zwischenmenschlicher Harmonie“). Herbert Lungwitz schuf auch im Rahmen der „Entschnörkelung des Grillo-Theaters“ die Reliefs am Theater, das 1950 nach Entwürfen von Wilhelm Seidensticker umgebaut wurde und monumentale, monolithische Säulen ohne jede statische Funktion an der Fassade erhielt.„Fort mit dem Pathos heldischer Überhöhung, weg mit der gründerzeitlich-ornamentalen Überfrachtung!“ war die Rechtfertigung für die Entfernung der historistischen Fassade des Essener Stadttheaters im Jahre 1950.
Das Landgericht Essen an der Zweigertstraße 52 in Rüttenscheid, erbaut 1950/1956 nach Plänen des Essener Regierungsbaumeisters Alfred Pegels, zeigt aufwändige Reliefs im Eingangsbereich, darunter auch die Entstehung der Gesetzestafeln des Mose und mehrere Adler mit ausgestreckten Flügeln.

### Béton brut/Brutalismus/Sichtbeton
Eine Arbeit im Sichtbeton (franz. Béton brut: Sichtbeton) ist die Kirche St. Suitbert im Essener Stadtteil Überruhr-Holthausen. Der in den Jahren 1964–1966 nach Entwürfen des Architekten Josef Lehmbrock erbaute Sakralbau wurde im April 1966 eingeweiht. Ein anderer Sichtbetonbau war die 1964–1965 erbaute und 2012 abgebrochene Kirche St. Raphael im Essener Stadtteil Bergerhausen.
Andere Bauten in Sichtbeton sind in Holsterhausen zu finden: Die Lukaskirche wurde nach Entwürfen des Architekten Reinhold Jerichow erbaut und am 26. Februar 1961 eingeweiht. Die Profanierung erfolgte Ende 2008. Das Gebäude wurde zum Mehrgenerationenhaus umgebaut. Die ebenso im Stadtteil Holsterhausen befindliche Melanchthonkirche ist ein in den Jahren 1970–1972 nach Plänen von Peter Voigtländer errichteter Sichtbetonbau.
Zudem die Versöhnungskirche im Stadtteil Rüttenscheid die 1964 erbaut und am 3. Mai 1964 eingeweiht wurde.

Bauten in Sichtbeton
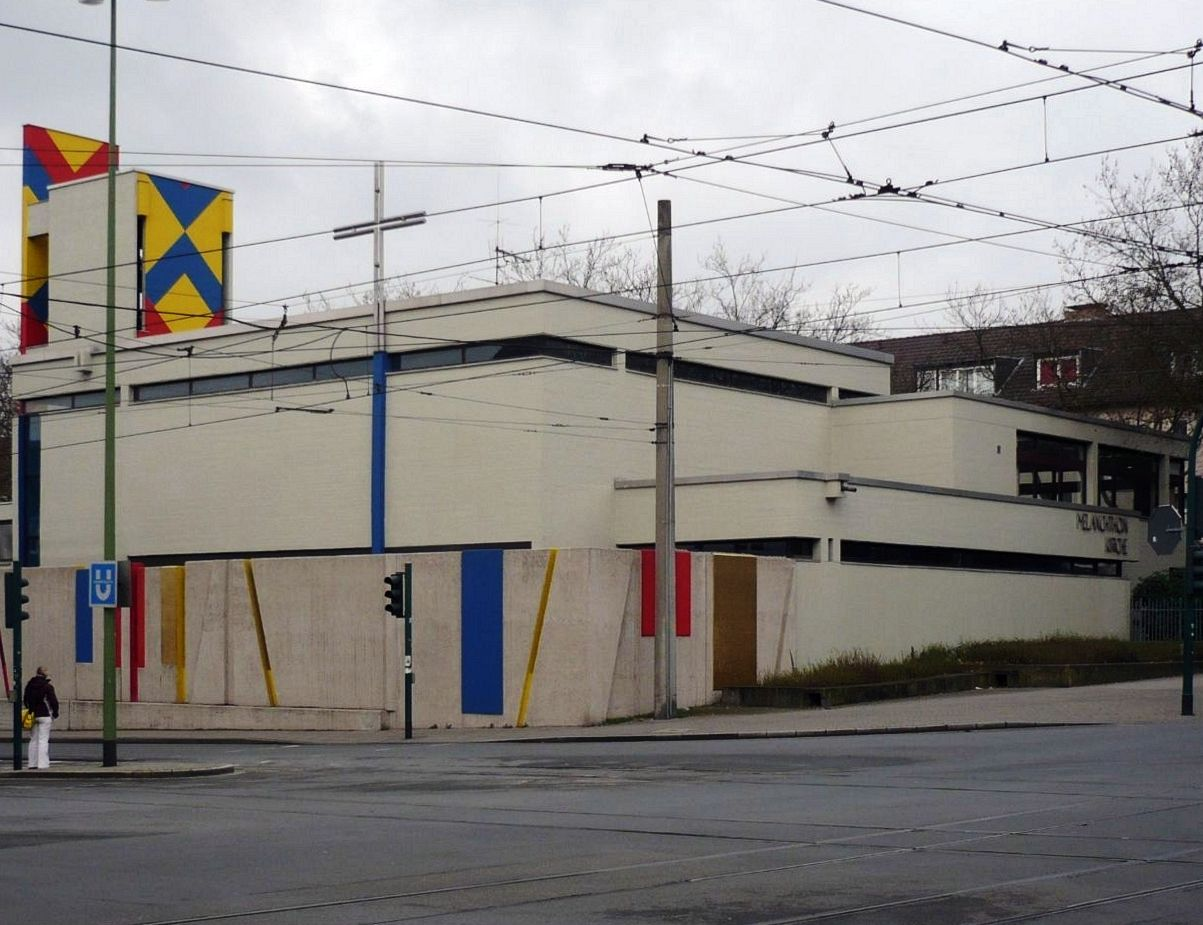
Melanchthonkirche in Holsterhausen
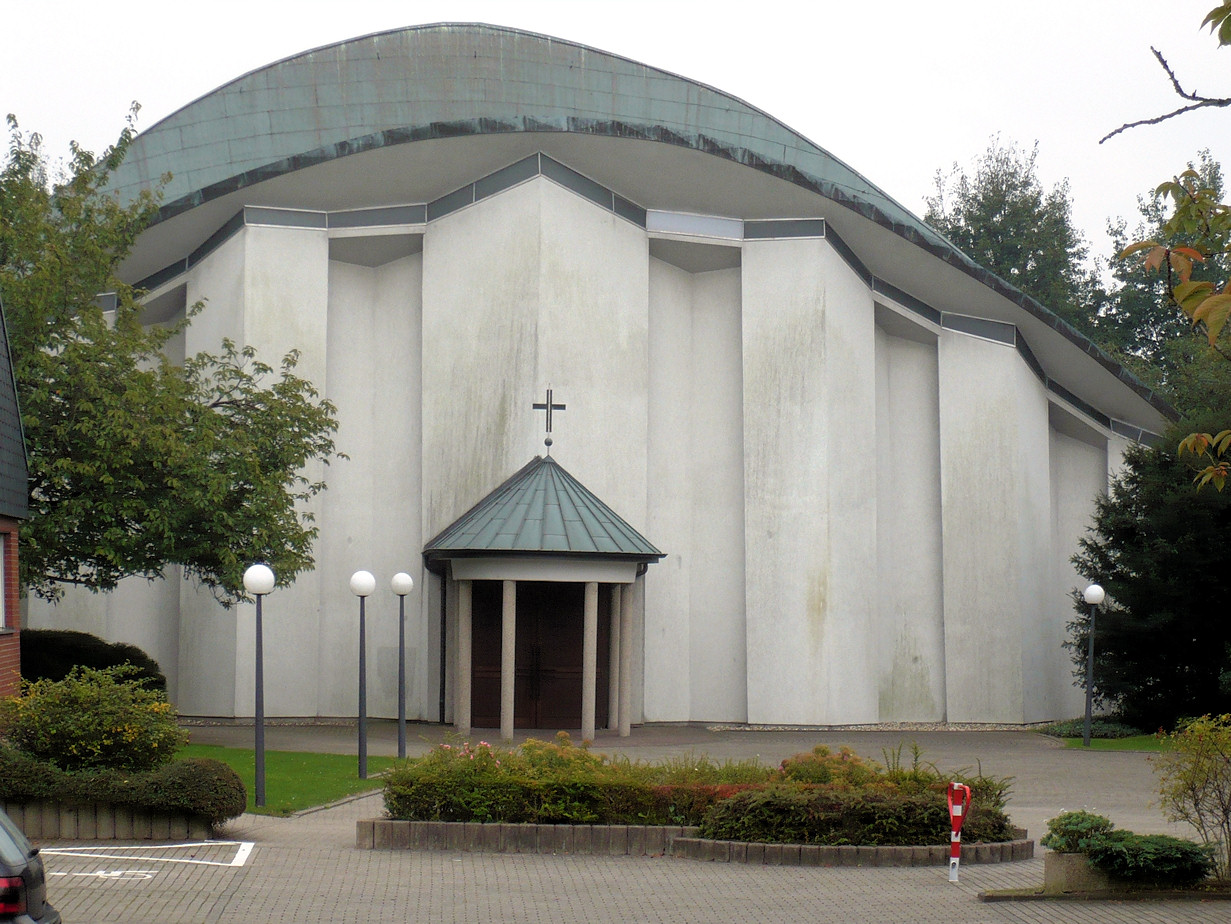
St. Suitbert in Überruhr
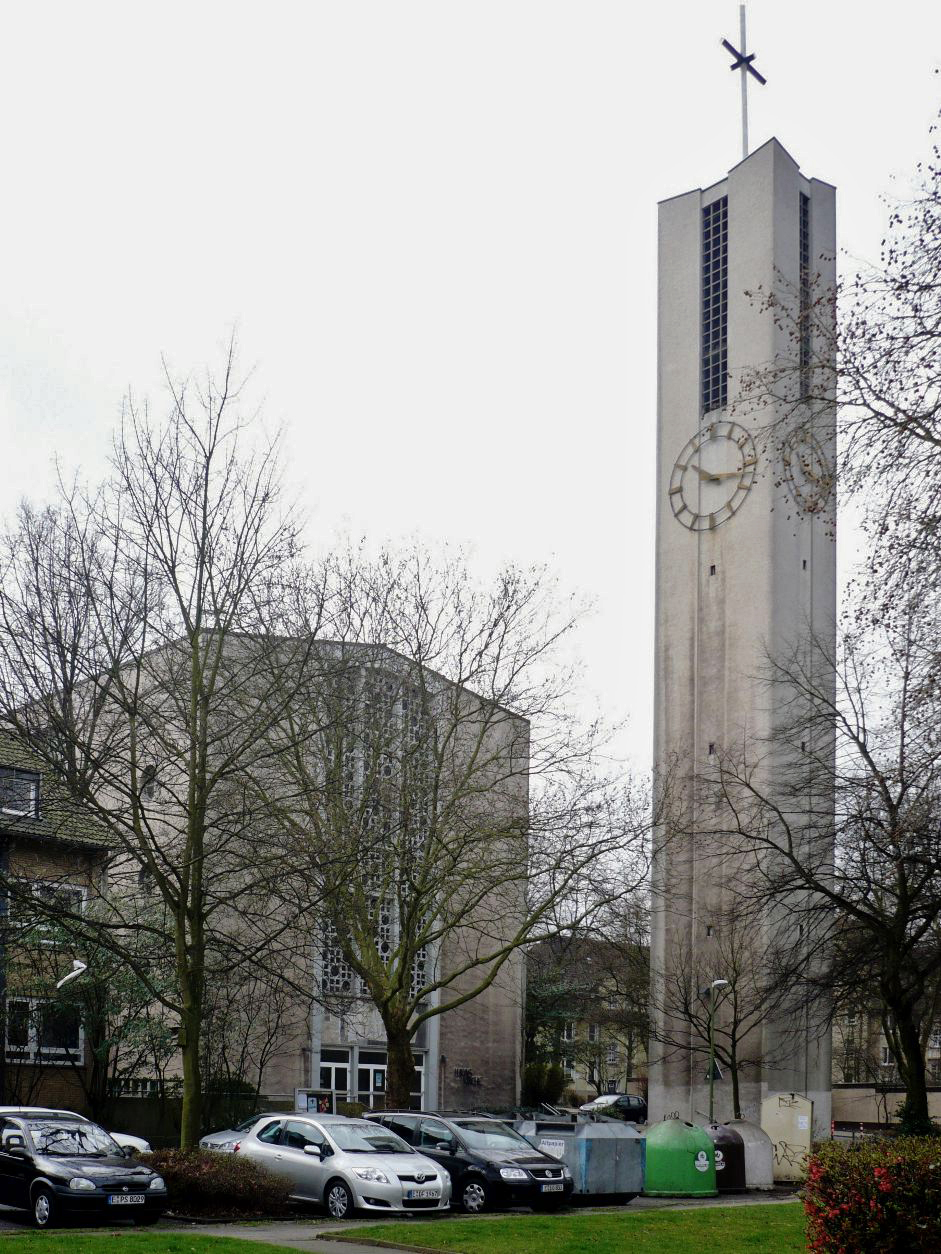
Lukaskirche in Holsterhausen
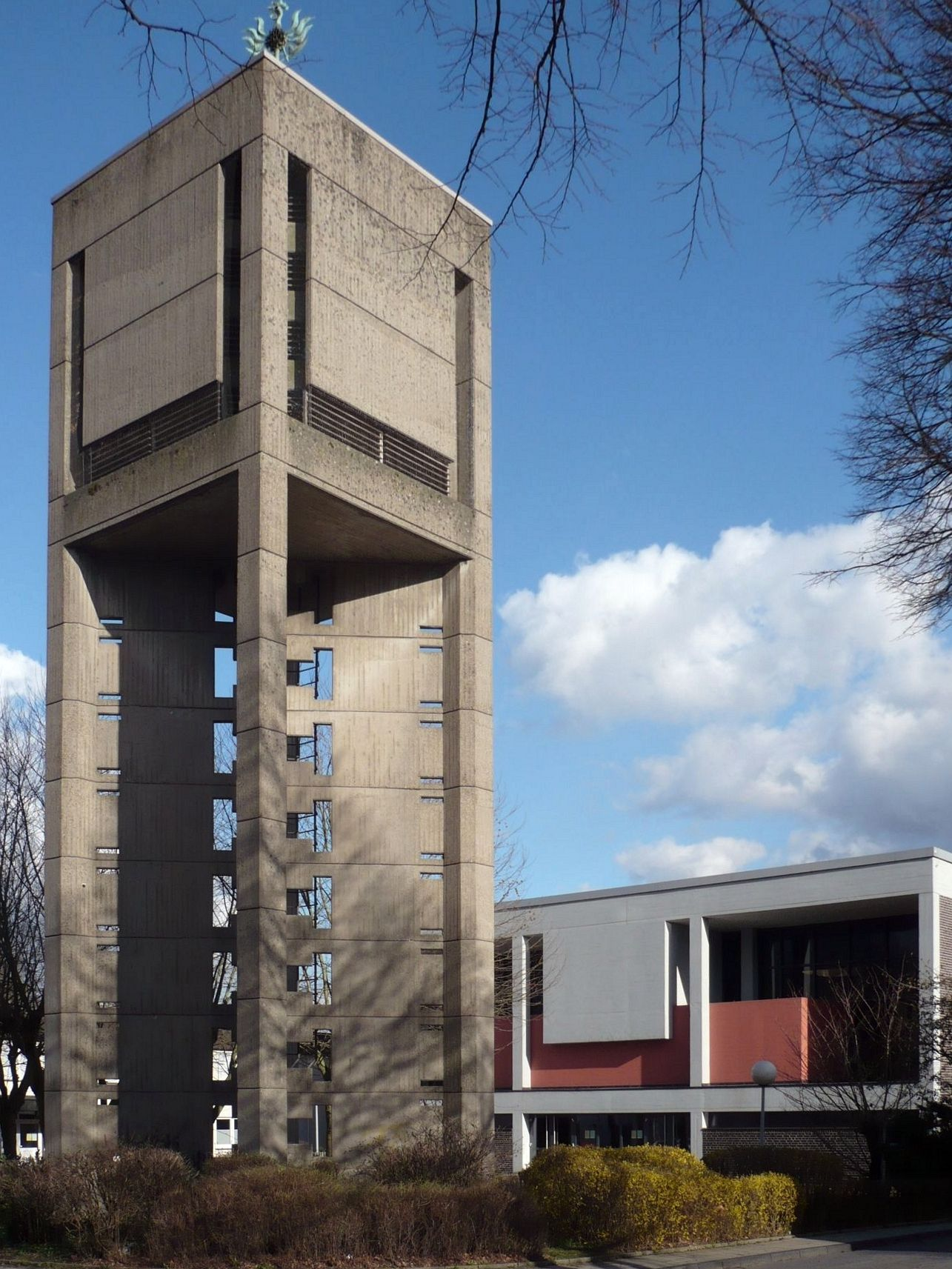
St. Raphael in Bergerhausen
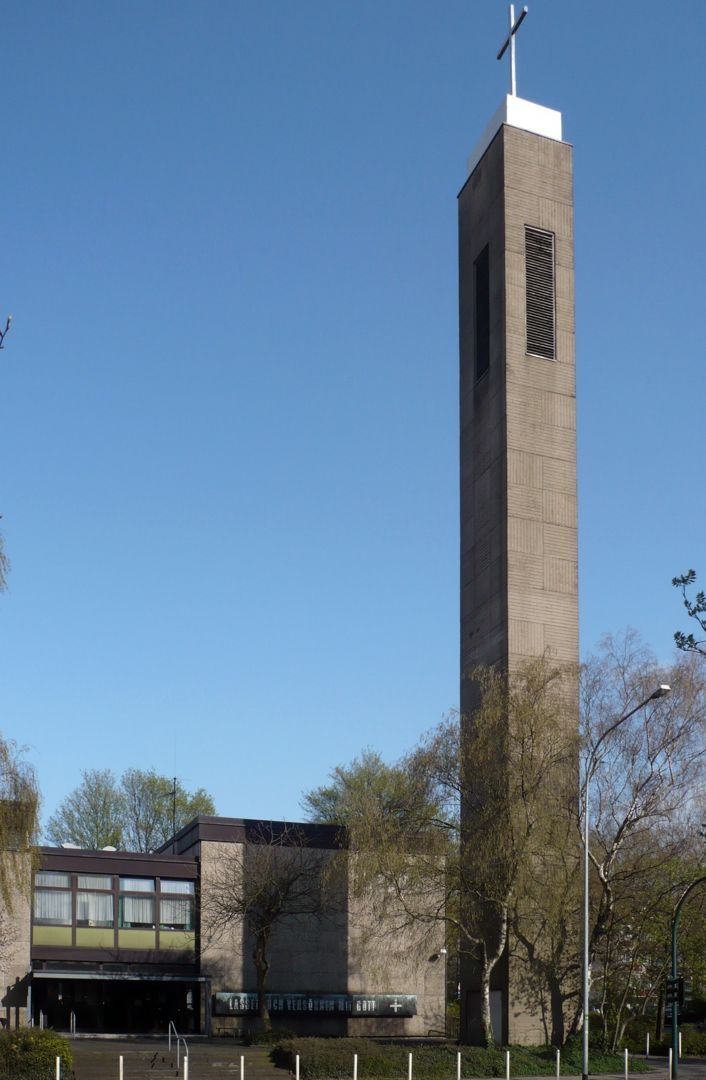
Versöhnungskirche in Rüttenscheid

### Organische Architektur

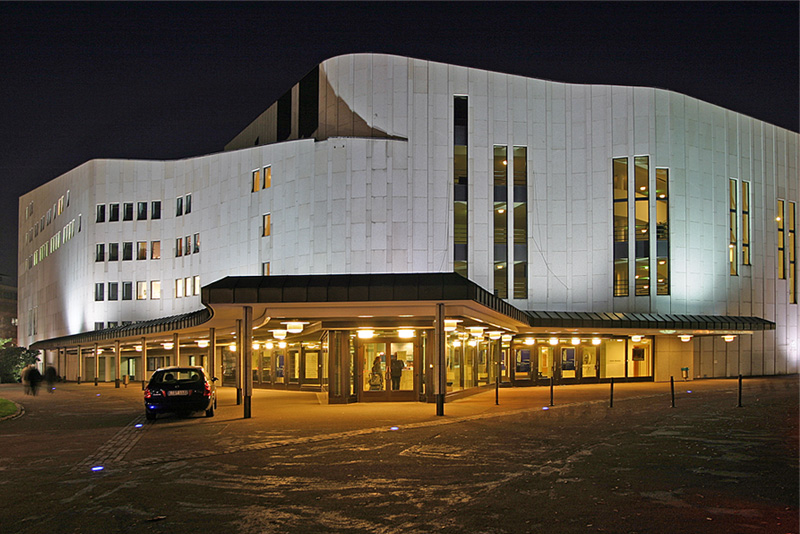
Organisches Bauen: Aalto-Theater

Das Aalto-Theater im Südviertel ist ein Beispiel für organische Architektur das 1988 nach Entwürfen von Alvar Aalto fertiggestellt wurde. Das Gebäude zeigt eine asymmetrische, geschwungene, gewellte Fassadenseite.

### Zeitgenössische Architektur

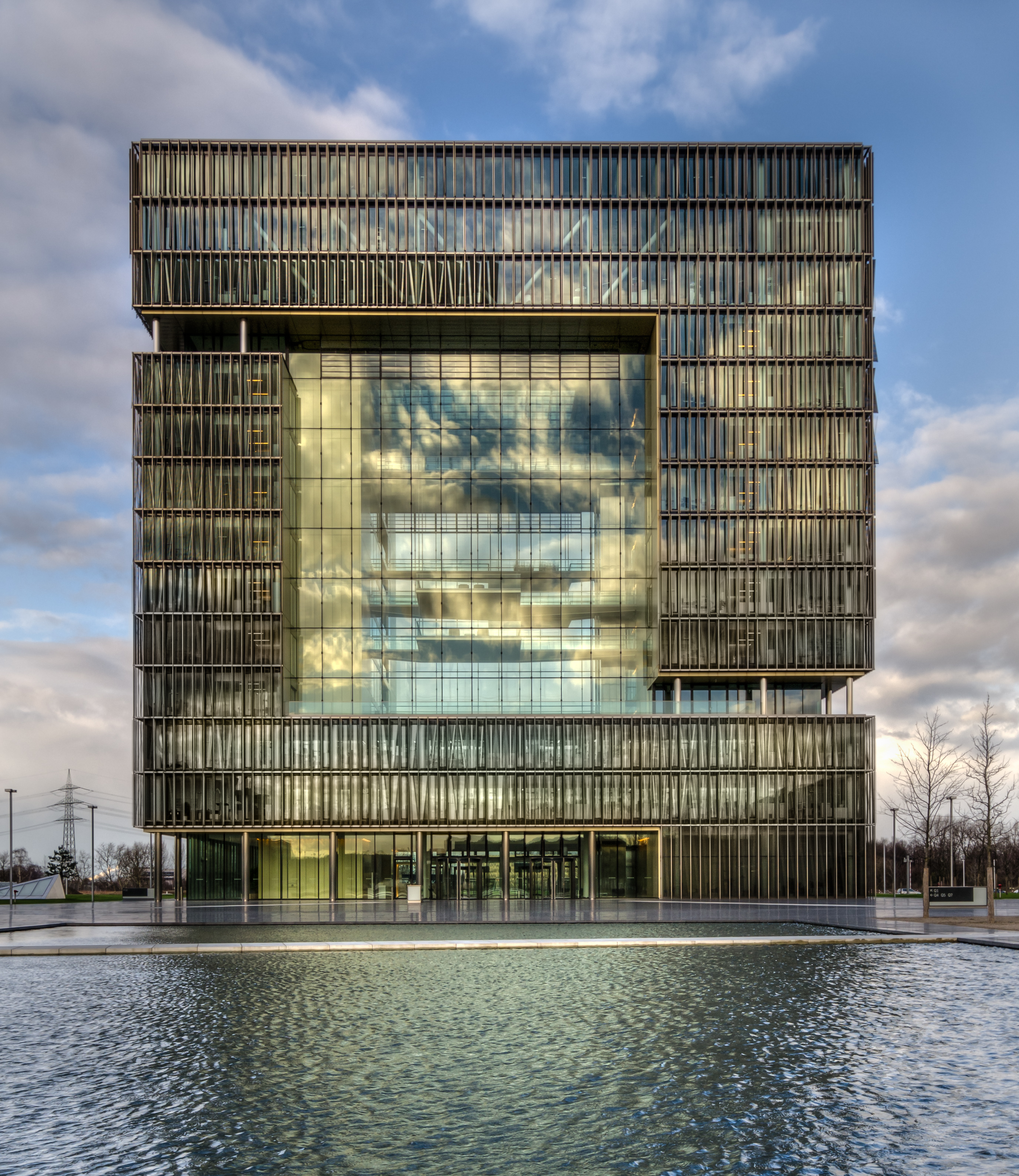
Q1, Thyssenkrupp-Hauptquartier

2010 wurden in Essen das Thyssenkrupp-Hauptquartier, bestehend aus sechs Bürogebäuden der Thyssenkrupp AG nach dem Entwurf des Architekturbüros Chaix & Morel et Associés und JSWD Architekten und Partner erbaut. Das Gebäude Q1 ist Sitz der Konzernzentrale und ein torähnliches, 50 Meter hohes Gebäude in Form eines Kubus. Das Q2-Forum ist das Konferenzzentrum, in dem der Aufsichtsrat tagt.